# Quartiere di San Paolo
Il Quartiere di San Paolo (anche Colle San Paolo o "pallonetto") è uno dei più antichi di Chieti, e costituiva l'antico fulcro pubblico, politico e civile della città romana.
In origine, sopra la città romana, precisamente presso il Foro (Piazza Tempietti, ex Largo Marco Vezio), sorse in epoca longobarda l'abitato fortificato di San Paolo, attorno alla chiesa omonima ricavata dal tempio dei Dioscuri, ripristinato nel 1927; altri due piccoli nuclei, rione Santa Caterina e rione San Nicola si vennero a costituire attorno a questo agglomerato, nel XVIII secolo risultavano perfettamente fusi con questo, mentre in posizione separata, sul Colle Gallo, sorse la Cattedrale di San Giustino, insieme all'omonima piazza, anch'essa con una storia a sé, la quale oggi è ben collegata con questo quartiere mediante la strada dell'Arcivescovado.

## Storia

### Il Foro romano

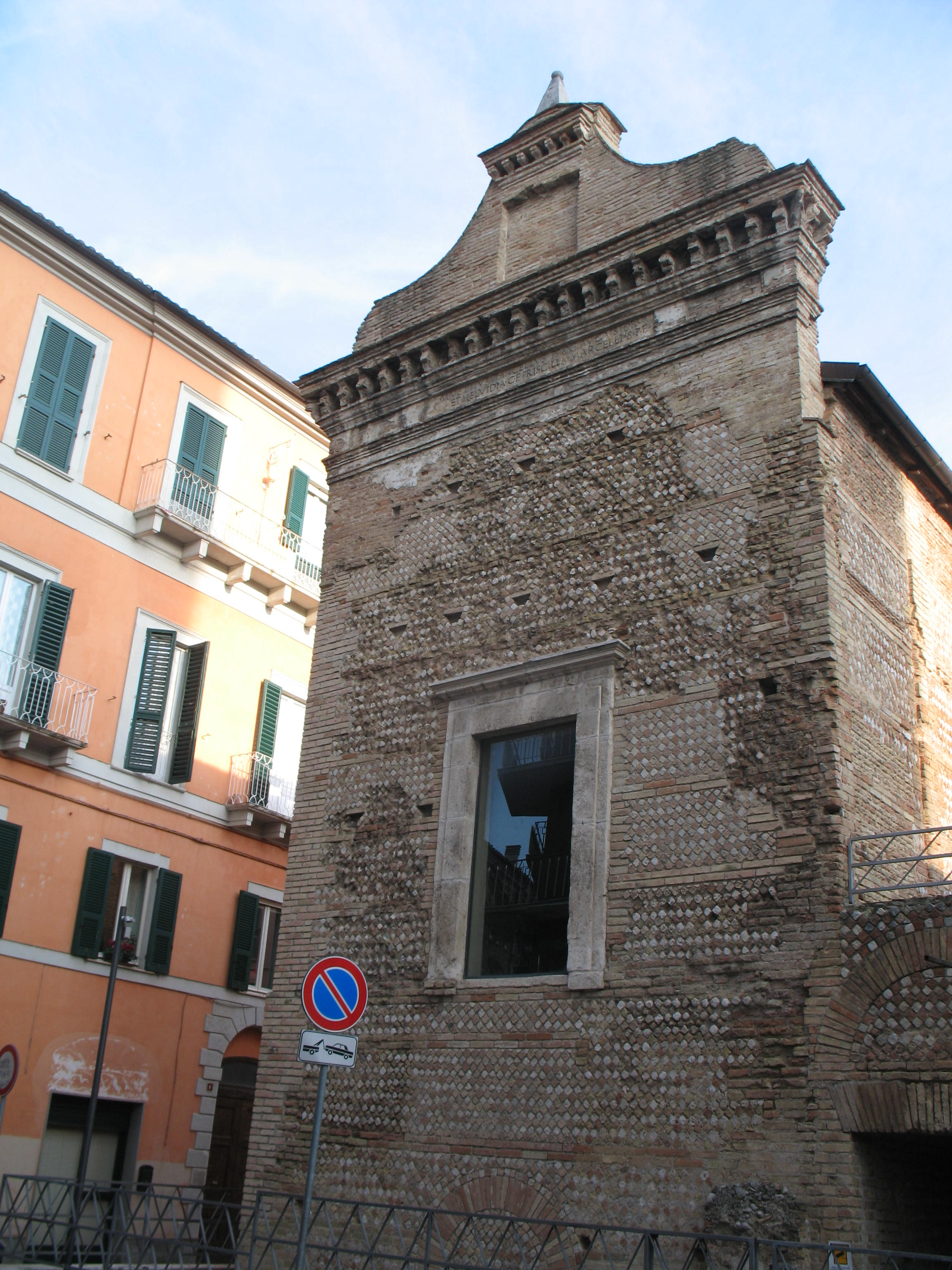
Il Tempio Maggiore

Durante il processo di romanizzazione della città dei Marrucini, l'esempio migliore è dato dalla munificenza della famiglia di Marco Vezio Marcello che restaurò i templi nella metà del I secolo d.C. (benché esistessero già da un secolo), la cui presenza è attestata dalla lapide del restauro del complesso dei Templi Romani, o Giulio-Claudi.
Detti anche "tempietti di San Paolo", perché nel VII secolo vi fu ricavata la chiesa dei Santi Pietro e Paolo, seguendo lo stesso esempio della chiesa di San Pietro ad Alba Fucens eretta sopra il tempio di Apollo, sono stati individuati con certezza da Desiderio Scerna con gli scavi degli anni '20 del XX secolo, quando la chiesa di San Paolo fu sconsacrata e liberata delle costruzioni successive. Nel 1997 durante i lavori di rifacimento del manto stradale di via Marcello, verso Largo Barbella, fu riportato un ulteriore ambiente ipogeo. Si tratta del luogo di culto più antico di Chieti, ed è composto da tre tempietti limitrofi, più un pozzo sacro. I primi due constano di cella con pronao e cripta, mentre l'ultimo è costituito semplicemente da cella e cripta. Alcuni elementi fanno ipotizzare che siano stati costruiti esattamente nel I secolo a.C., con le mura in calcestruzzo del primo e secondo tempio, e l'suo dell'opus reticulatum per il restauro dei Vezii nell'era giulio-claudia. Il terzo tempio appare più tardo, del III secolo d.C., quando a Teate alta (la Civitella) il complesso sacro della vecchia triade italica degli Dei Achille, Ercole e Giove venne definitivamente sostituita dal foro romano più a valle, con il completamento dei santuari della Triade Capitolina di Giove, Giunone e Minerva. Tuttavia le fondamenta di questo terzo tempio lasciano comprendere che un edificio sacro più antico, del IV secolo a.C. doveva esistere.
Nel vano del secondo tempio c'è un pozzo sacro profondo 38 metri, nei vani delle cripte si sono conservate delle monete, frammenti scultorei, busti, pietre sepolcrali e iscrizioni. Il fronte dei tre templi è rivolto verso sud-est, l'antico foro, anticamente vi era un quarto tempio, dove oggi si trova il Palazzo delle Poste, e aveva pianta rettangolare del quale si può ammirare solamente la parte della cella in opus mixtum, con resti del pavimento in lastre di marmo. L'intervento restaurativo del console teatino Marco Vezio Marcello e di Elvidia Priscilla si può leggere sull'iscrizione del frontone del tempio maggiore di Castore e Polluce, il più conservato, perché trasformato nella chiesa di San Paolo. Ha impianto rettangolare con facciata a coronamento orizzontale dal frontone con iscrizione ed architrave curvilinea, di epoca più tarda. Le finestre create sia sui lati che sull'abside, poi murate, sono rimaneggiamenti dell'epoca cristiana. Il materiale è in opus reticulatum. Un altro pozzo sacro si trovava in "Largo del Pozzo", oggi Piazza Valignani, e sorgeva dove oggi si trova la fontana luminosa.

### Trasformazione del tempio in chiesa di San Paolo
L'area dei Tempietti sorge presso l'ex Largo Marco Vezio Marcello, così nominato per il patrizio romano che grazie alla moglie nel I secolo d.C. restaurò i templi che erano stati eretti in loco nel I secolo a.C., quando il fulcro dell'antica arx italica della Civitella fu spostato più a valle. Le famiglie patrizie, eredi delle famiglie romane che avevano fatto grande l'antica Teate, conservavano le loro tradizioni pagane anche nei primi anni del declino dell'Impero, trascorrendo la giornata negli affari, nelle terme che si trovavano ad est della città, nelle assemblee della Curia del senato, alle funzioni nei templi, officiando i riti religiosi nel luogo sacro centrale, e presso il Tempio dei Dioscuri posto all'ingresso del Colle Gallo. I Cristiani stabilirono due aule di culto nella città, una presso l'abitazione del liberto gallo "Segovax", per questo volgarizzato nei documenti anche "San Gallo", appena fuori l'anfiteatro, sulla strada parallela al diverticolo urbano consolare della Cludia Tiburtina Valeria, Segovax ha riservato un'ampia sala al pianterreno della sua "insula", decorandola con raffigurazioni e affreschi dedicati a Cristo e agli Apostoli, ancora oggi visibili all'interno del Tempio dei Dioscuri, il quale fu consacrato ai Santissimi Pietro e Paolo Apostoli. Gli affreschi sono ancora oggi visibili, e testimoniano un caso molto raro della pittura parietale cristiana abruzzese, d'ispirazione bizantina nel chietino. Tuttavia, come riporta Raffaele Bigi non ci deve essere confusione tra la leggenda del liberto Segovax con l'antico toponimo del colle della cattedrale: Colle Gallo, in quanto dei ritrovamenti archeologici hanno fatto supporre già dal XIX secolo la presenza di una villa patrizia, che la tradizione vuole fosse di Caio Asinio Gallo, parente di Asinio Pollione; il toponimo "Gallo" passò anche alla porta delle mura medievali, Porta Gallo, che fu ricostruita nel XVIII secolo dal governatore Giuseppe Zunica, nota quindi anche come Porta Zunica o "Tre Archi", demolita poi nel 1894.
La seconda aula di culto cristiana si trova presso la villa fuori le mura della patrizia Licinia Lucrezia, della gens Albinia, arrivata a Teate prima dell'assedio barbato del VI secolo d.C. Il tempio sul Colle Gallo dei Dioscuri conserva presso il fregio dell'architrave ancora l'iscrizione di Marco Vezio Marcello console, il quale lo restaurò, la sua conformazione architettonica è molto simile al tempio dei Castori di Roma; risalirebbe al 484 a.C. in opus mixtum e laterizio, e opus reticulatum, stuccato opportunamente, e decorato tra il 67 e il 90 d.C. Sopraelevato su alto podio e accessibile da una scalinata frontale, con la facciata rivolta verso la vallata dell'Aterno, visuale ostruita da varie case, tra le ultime l'orripilante Palazzo Verlengia eretto sopra l'antico palazzo Lanciani, il retro del tempio è addossato a un muro di recinzione; è privo di colonnato e solo anteriormente presenta 6 enormi colonne di marmo cipollino, giunte dall'isola di Eubea.
Largo circa 25 cubiti, e lungo oltre 35, poggia su terreno misto di argilla e sabbioni di arenaria, attorno a una serie di domus patrizie, che avevano sfarzosi pavimenti musivi. Una di queste case era quella del pontifex teatino Lucio Cornelio Pio.

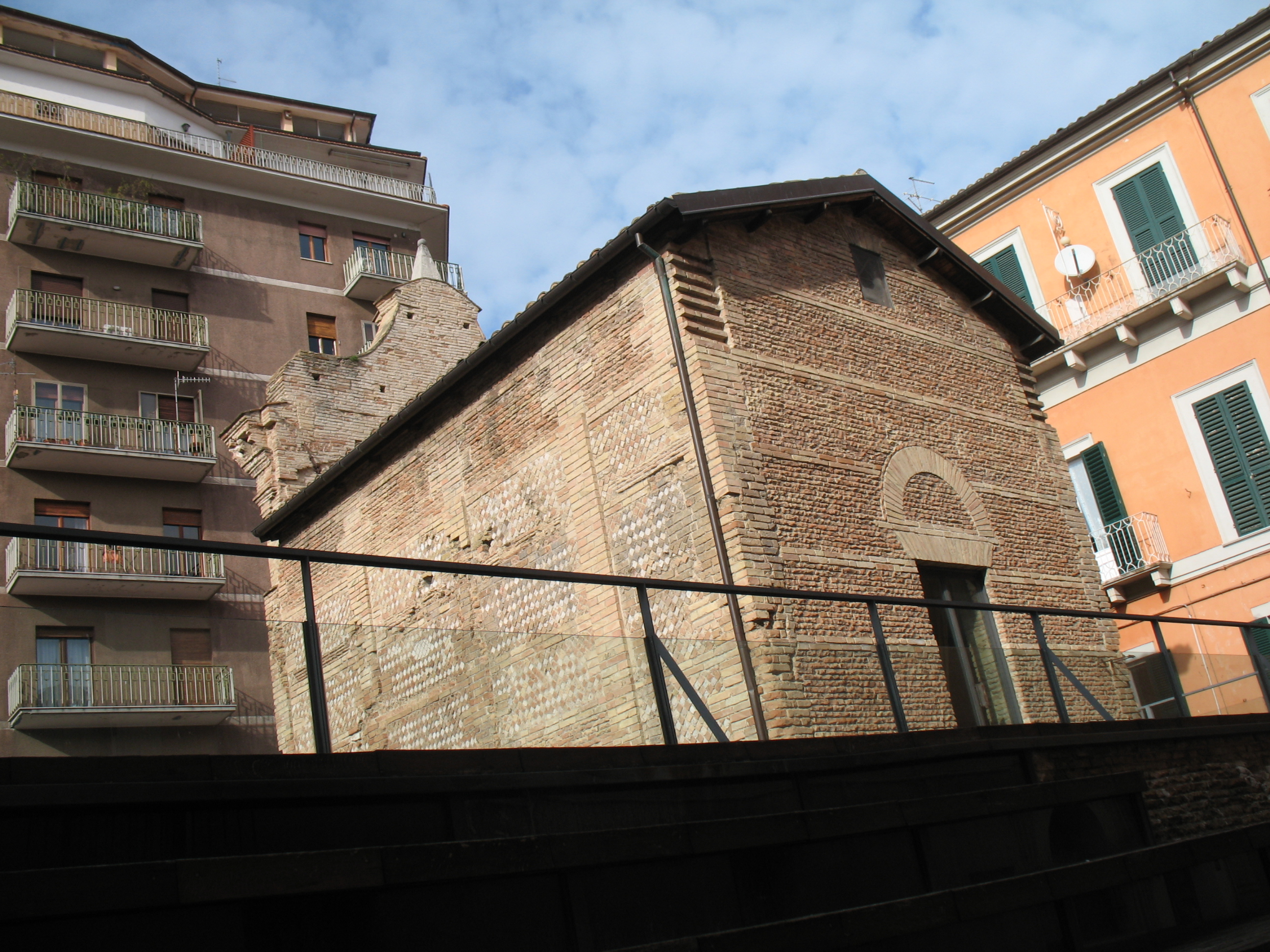
Retro del Tempio dei Dioscuri, sullo sfondo la mole del nuovo Palazzo Verlengia

Nel V secolo la situazione dei templi era alquanto grave, solo il vescovo cristiano Donato era in possesso di una somma di denaro, quando avvenne il sacco di Roma da parte di Alarico, il vescovo trattò con i consoli Marcio e Livio l'acquisto del tempio e di altri monumenti pagani in stato di degrado per farli diventare delle chiese, iniziando proprio dal Tempio dei Dioscuri, che divenne di fatto la prima basilica cristiana di Chieti. Dopo Giustino da Siponto, il quale secondo la leggenda, fondò la diocesi Teatina (primo quarto del V secolo), Donato fu il secondo, caso particolare se si considera che nel 395 d.C., con l'editto di Teodosio, il culto pagano era proibito, ma a Teate la gente continuava ancora a praticare gli antichi riti, compresi i ludi gladiatori nell'anfiteatro. I consoli vendettero i beni al vescovo Donato, nell'area vennero realizzate le due chiese sopra i due templi, dedicate una a San Pietro e l'altra a San Paolo, quella che si è meglio conservata nei secoli, dato che nel XIX secolo quella di San Pietro risultava già inglobata nell'altra. Il terzo edificio venne consacrato a San Salvatore.

### Dalla colonizzazione medievale al primo Novecento
Il quartiere San Paolo sorse come un castello con abitato interno, presso l'area sacra dei tempietti restaurati nell'era giulio-claudia (I secolo). Notizie si hanno sin dall'XI secolo, quando l'abitato, inizialmente isolato dal tessuto urbano attuale del corso Marrucino, via San Nicola via Marco Vezio Marcello, via Ravizza, Largo Barbella, sorse attorno al tempio di Castore e Polluce, riconvertito in chiesa dei Santi Pietro e Paolo, con zona fortilizia di controllo della valle del Pescara. Nel XII secolo è nominato come "castellum S. Pauli" dal vescovo di Chieti, e dopo alcune guerre e assalti subiti nel secolo successivo, il vescovo concesse al castello l'esenzione dal pagamento delle tasse per un ripopolamento. In questo periodo si sviluppò ancora di più, tanto che preso il borgo separato dal resto della città, iniziò a forma un unico agglomerato urbano con la civitas Teatina, insieme agli altri rioni. Il perimetro murario che lo circondava aveva un fornice, ossia Porta Santa Caterina, oggi scomparsa.
Con il trascorrere dei secoli, il rione cambiò aspetto, inizialmente con alcune demolizioni avvenute nel tardo Ottocento per la realizzazione del corso Marrucino, e infine con ampi errati sventramenti portati a termine dagli anni '30 in poi, stravolgendo in parte l'aspetto di quartiere settecentesco.
Nei primi anni '30 iniziarono i drastici cambiamenti urbani della città, che interessarono inevitabilmente, e soprattutto, il Colle San Paolo. Il quartiere era accessibile da Porta Santa Caterina "o di un solo Occhio" (De Noculis, porta tra via Vitocolonna e viale Asinio Herio), per mezzo del rione San Gaetano, oppure da un altro accesso, attuale via dei Vezii, mentre dalla Strada Grande (come si chiamava anticamente il corso Marrucino), insisteva una piccola porta di San Nicola. L'abitato longobardo si caratterizzava ancora per la tipica conformazione irregolarmente circolare, con piccole case addossate una alle altre, e che facevano capo alla chiesa centrale di San Paolo, così come nel rione Santa Caterina alla chiesa di San Gaetano Thiene, edificio del XVII secolo edificato sopra uno preesistente di tradizione bizantina, di cui mantenne la pianta a croce greca.
In fotografie storiche è possibile vedere come il quartiere avesse le principali piazze con semplici case a uno o massimo due piani, che ostruivano sulla Strada Grande anche la visuale completa della facciata della chiesa di San Domenico con il Convitto Regio "Giambattista Vico"; queste piazze erano Largo Vezio Marcello con la chiesa di San Paolo, Largo Giambattista Vico, Largo Taddei, situato dove si trova l'attuale via Fratelli Spaventa, con il Palazzo delle Poste. Nel 1930 venne completato il Palazzo delle Corporazioni Agricole ossia la Camera di Commercio, affacciata su Piazzale Giambattista Vico, realizzato su progetto di Giuseppe Florio e Camillo Guerra, in stile eclettico, che riecheggia lo stile medievale delle abbazie abruzzesi, con la torretta centrale dell'orologio, che si rifà alla vicina Torre Arcivescovile di Colantonio Valignani (XV secolo). Il piazzale venne riqualificato con l'abbattimento delle piccole case, lasciando solo Palazzo Fasoli, mentre sul corso iniziavano ad affacciarsi palazzi dallo stile umbertino, quali Palazzo Croce, Palazzo De Felice, l'Istituto "San Camillo de Lellis", Palazzo Lepri, demolito negli anni '70 per creare l'UPIM.

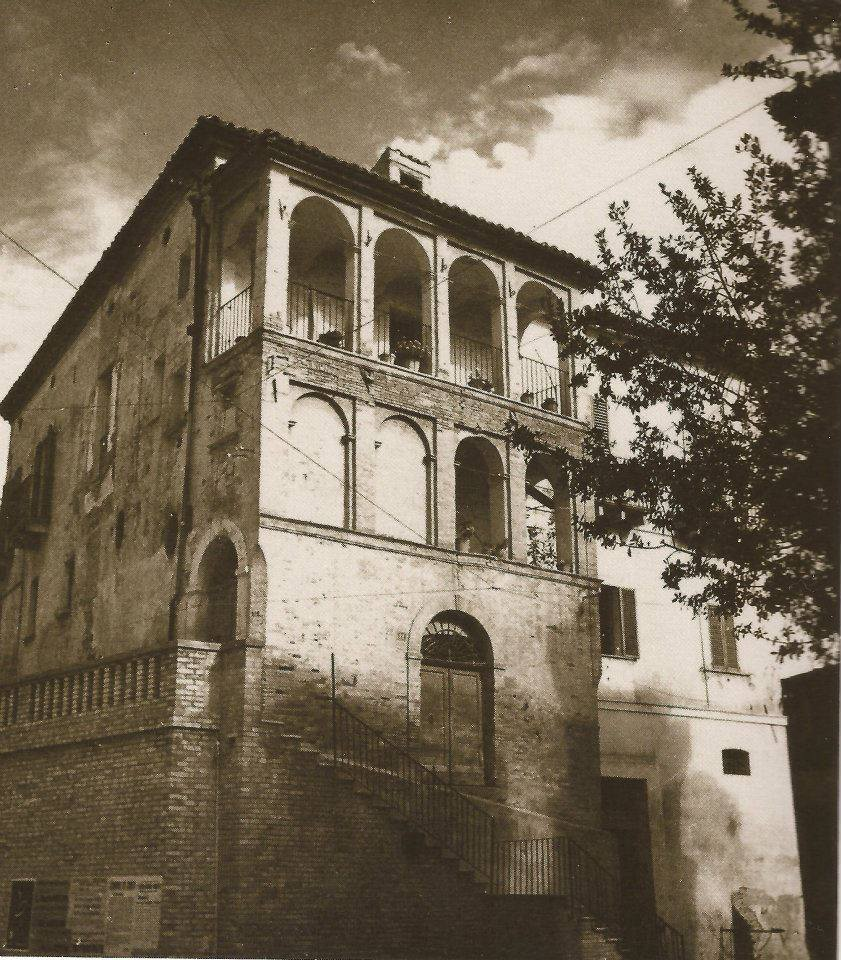
Il Palazzo Lanciani, oggi sostituito da Palazzo Verlengia

Mentre la chiesa di San Paolo veniva privata degli arredi sacri, e il tempio, con ulteriori scavi del soprintendente Desiderio Scerna, venivano effettuati sullo slargo, nel 1933-34 a Chieti venne portato lo stile razionalista, in questi anni fuori Porta Sant'Andrea veniva realizzata l'Opera Nazionale Dopolavoro (il Museo Universitario di Scienze); su progetto di Camillo Guerra, presso l'area del quarto tempio del Foro romano, veniva costruito nel 1927-33) il Palazzo delle Poste in stile posticcio classico, snaturando di fatto l'antico Largo Taddei, mentre nel 1936 su progetto dell'ingegnere Barra Caracciolo, dalle case del quartiere San Paolo venivano buttate giù per completare la Biblioteca provinciale "Angelo Camillo De Meis" con la torre littoria, prospiciente le Poste e Telegrafi, e prospettante su Piazza dei Tempietti.
Di fatto l'opera di distruzione sistematica dell'antico quartiere longobardo era stata portata a termine, il termine "pallonetto di San Paolo" per indicare l'aspetto cilindrico del quartiere non aveva più senso ormai, ma nel 1957 l'antico Palazzo Lanciani, tra la piazza e via dei Vezii, sopravvissuto alle demolizioni, fu abbattuto perché ritenuto di scarso valore storico, malgrado un caratteristico loggiato ad archi, e venne sostituito dall'ecomostro del Palazzo Verlengia, ancora più alto della torre littoria dell'ex biblioteca. Attualmente sono in corso dei progetti per il recupero dell'ex biblioteca, chiusa dal 2005 per un cedimento del terreno (attualmente è ospitata presso il Teate Center, e dovrebbe essere ospitata nell'ex caserma Bucciante nella villa comunale), ma i lavori sono stati bloccati varie volte da questioni burocratiche,e  dalla mala gestione del denaro erogato per il recupero, sia da parte della Provincia che da parte del Consiglio Regionale.

### Largo del Pozzo e Piazza Vittorio Emanuele

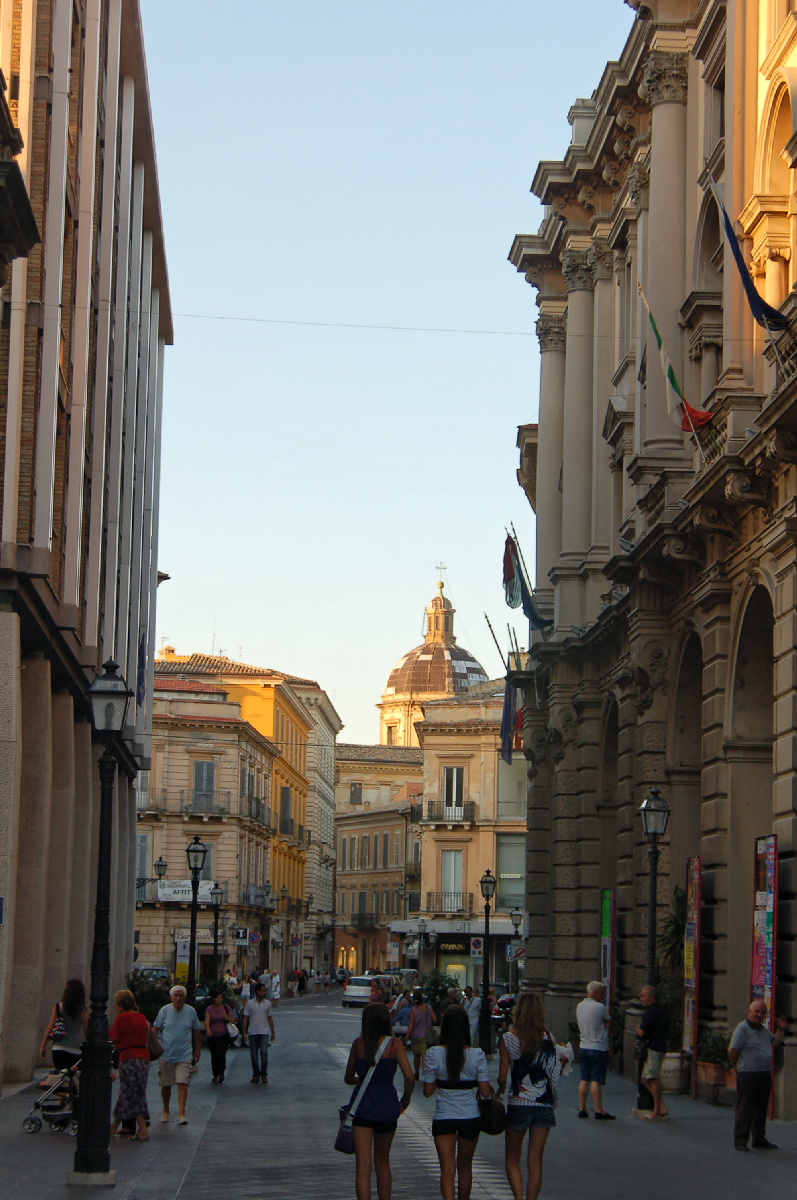
Corso Marrucino all'altezza della Provincia, in vista Piazza Valignani (Largo del Pozzo) e il proseguimento a nord

Nel 1877-88, venne realizzato anche un acquedotto che riuscisse a captare l'acqua dalla Maiella, portando benefici allo sviluppo urbano e sanitario. Infine verso il termine del secolo, iniziò il grande piano urbanistico del rifacimento del Corso Galiani, dedicato all'illuminista teatino Ferdinando Galiani. Il problema del corso di Chieti, spezzettato in più parti da case non allineate, da resti di mura che ne ostruivano il passaggio come porte (Porta San Nicola) e torri campanarie (la torre degli Scolopi) e chiese (infatti sarà demolita quella di San Domenico che restringeva notevolmente il passaggio alla metà del percorso), si presentò già dal 1863, con un primo progetto di riqualificazione. Sventrare l'abitato antico per ricostruirlo secondo i canoni moderni, significò per le amministrazioni di Chieti entrare nel nuovo mondo borghese, uscendo definitivamente da quello di vassallaggio dell'era dei Valignani (secoli XVI-XVIII), composto da grandi palazzi signorili e da case ammucchiate di uno o due piani. Aggiunto il rango appena acquisito di capoluogo di provincia della regione del nuovo Regno, questi fattori dettero decisiva spinta alla politica perché si procedesse celermente con il rifacimento del principale asse viario della città, contando anche il nuovo valore commerciale che avrebbero avuto questi nuovi palazzi costruiti, con le botteghe moderne al piano terra.
Il corso Galiani partiva dalla parte a sud della Civitella dal Piazzale della Trinità (oggi Piazza Trento e Trieste), e si estendeva lungo la dorsale collinare a nord, lambendo la parte cristiana medievale, sul colle della Cattedrale di San Giustino. Lo spazio intermedio dal XIII secolo in poi venne riempito di edifici pubblici e privati, compresi quelli del Largo del Pozzo (palazzo arcivescovile e Palazzo dell'Università), fino alla biforcazione di via dello Zingaro, via degli Orefici (via Pollione), e alla continuazione in discesa di via Ulpia (il corso Marrucino nord, presso San Francesco d'Assisi). Nel 1863 fu approvato il primo progetto, con tagliamento delle facciate dei palazzi più aggettanti sulla strada, la demolizione di quelli che si affacciavano su Largo Mercatello, la distruzione delle casette presso la Piazza Grande (oggi Piazza San Giustino) che insistevano su Porta Zunica, San Giustino e il palazzo comunale; poi lo sbancamento del rilievo che di fronte alla chiesa di San Francesco permette il collegamento di questa alla piazza Grande (via Chiarini in precedenza via del Popolo). Si rimediava così al difficile approdo alla Piazza Grande mediante le due uniche strade esistenti: via A. Pollione che dal Pozzo arrivava a Piazza Vittorio Emanuele (ossia di San Giustino, così chiamata dal 1861), lungo via del Popolo e lungo la discesa che consente di lasciare il rilievo dinanzi a San Francesco, conducendo al quadrivio della piazzetta; e la via dello Zingaro (oggi via De Lollis), con un percorso tortuoso, sbocca a Piano Sant'Angelo (oggi Piazza Matteotti), alla fine di via Arniense.

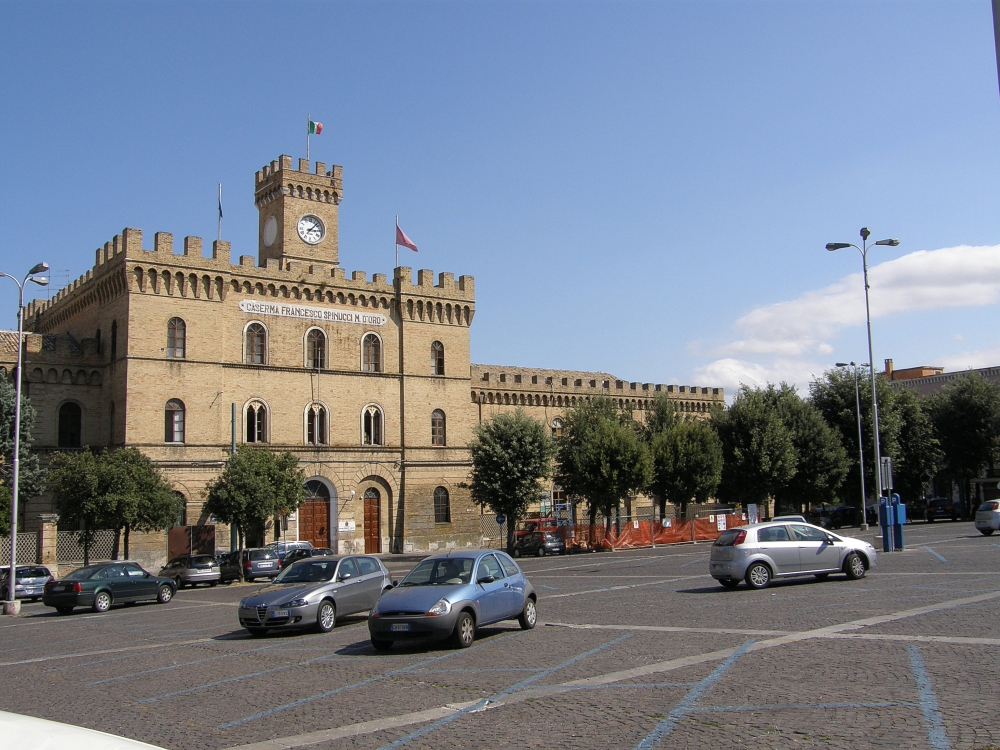
Piazza Garibaldi con la caserma Spinucci

Il progetto passò al Genio Civile, che però espresse dei dubbi sullo sventramento del corso, anche se poi si raggiunse l'accordo di larghezza della strada di 8 metri, proponendo anche l'abbattimento della chiesa di San Domenico, poiché l'ex convento da tempo era divenuta la sede della Prefettura, in modo da realizzare sopra l'edificio il nuovo Palazzo Provinciale A causa dei vari dibattiti sul da farsi, passarono 10 anni, con altre tre progetti depositati al Comune nel 1873 da parte dell'architetto De Fabritiis e degli ingegneri Pozzi e Vigezzi, che adottarono più o meno lo stesso progetto del 1863, con la differenza di far partire il corso dalla Civitella, demolendo la chiesa della Trinità per farlo proseguire sino a Largo del Pozzo, proseguendo sino al Mercatello. Se il progetto De Fabritiis cercava di conservare il più possibile gli edifici lungo il corso, quello dell'ingegner Daretti nel 1871 era più distruttivo, con l'intendo di far partire la strada dalla Civitella, facendo continuare la strada per via dello Zingaro dal Pozzo, arrivando al Mercatello, per poi farlo riunire in via Arniense sino al Piano Sant'Angelo, per una lunghezza di 423 m e larghezza di 12 m

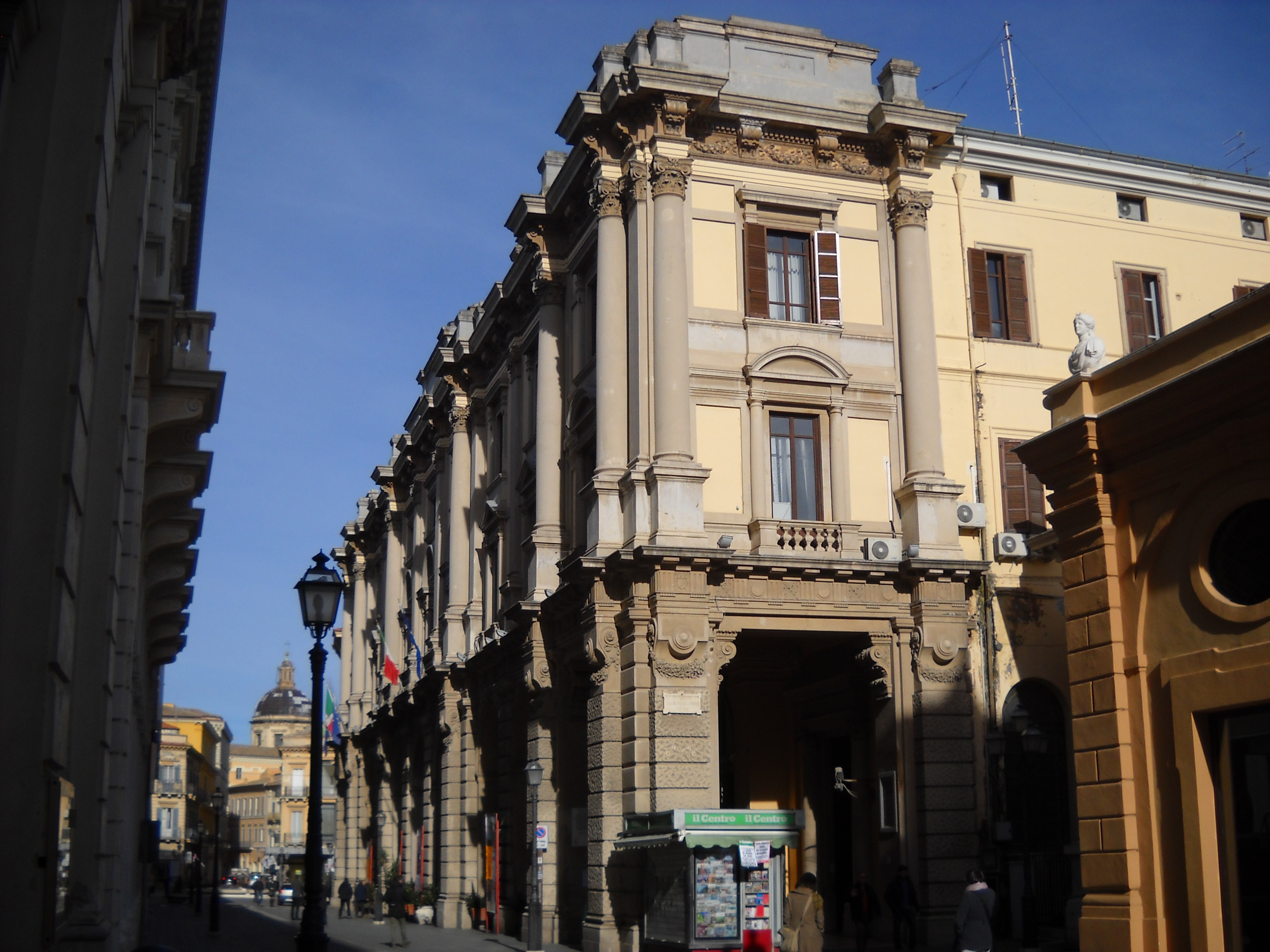
Palazzo della Provincia

Trattandosi di un progetto troppo dispendioso, si optò per il terzo dell'ingegner Antonucci del 1872, che si interessava soprattutto della questione igienica, realizzando il corso a tratti, per il risanamento dei piccoli sobborghi di casupole, di cui si ricordano i quartieri San Paolo e San Nicola (che verranno quasi sventrati del tutto nel 1927-36). Questo progetto prevedeva di realizzare il corso sempre dalla Civitella, scendendo via Ravizza, immettendosi in via San Paolo, dove si trovano i Tempietti, immettendosi nel rione San Gaetano lungo via M. Vezio Marcello e riuscendo nel Pozzo, proseguendo in via dello Zingaro sino a Sant'Angelo. Da qui sarebbe proseguito lungo via Sant'Eligio, poi in via Paradiso, sboccando alla Torre Spatocco (o dei Toppi), cercando dunque di coinvolgere, attraverso un percorso abbastanza tortuoso e non diritto, le varie realtà della città.
Tuttavia, dopo un primo momento di enfasi, il Comune giudicò dispendioso anche questo progetto, e tornò a valutare il De Fabritiis, con delle modifiche aggiuntive, che avrebbero previsto la monumentalizzazione della nuova strada con palazzi signorili e di rappresentanza, come appunto la Provincia, l'Ufficio di Finzanza, la Camera di Commercio, il Palazzo comunale, da alternarsi alle chiese degli Scolopi, il Convitto Regio, la chiesa della Trinità, l'Arcivescovado e il seminario diocesano.

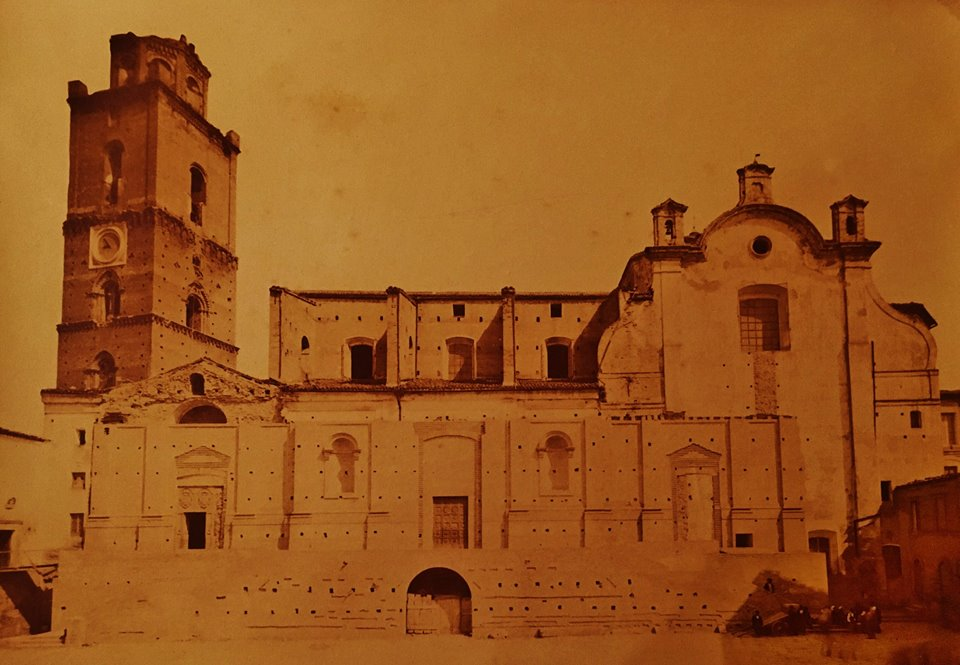
Esterno del Duomo, prima dei lavori di rifacimento neogotici

Benché approvato dal Comunque, i lavori verranno ritardati sino ai primi anni del Novecento, e procederanno a tratti. Nel 1886 gli ingegneri Mammarella e Montalbetti progettarono la sistemazione del Largo del Pozzo e all'apertura alla via Ulpia, che sarà il prolungamento del corso Galiani. Gli ingegneri dovettero demolite la casa Francese e quella Serra-Valignani per permettere il collegamento diretto; se da un lato i palazzi creati e "tagliati" nelle facciate corrispondevano alle facciata del teatro Marrucino e dell'Arcivescovado, il corso nord della via Ulpia risultava assi "storto" e irregolare nel collegamento di linea con il Galiani: il primo tratto scorre dal Pozzo alla casa De Lellis, penetrando nelle case Francese, Paini e Serra-Valignani per una lunghezza di 84 m, comunicando con i vicoli del teatro San Ferdinando e Paini, che avrebbero dovuto essere allargati secondo i piani per permettere dei collegamenti ad ovest con via Pollione e dello Zingaro; il secondo tratto dopo una linea di raccordo di 22 metri prospiciente la casa De Lellis, scorre per 96 m sulla via esistente del Mercatello sino alla piazzetta, incontrando il Palazzo comunale, il seminario sulla sinistra, le case Valli, Bassi-De Horatiis, la chiesa di San Francesco d'Assisi l'Intendenza di Finanza a destra.

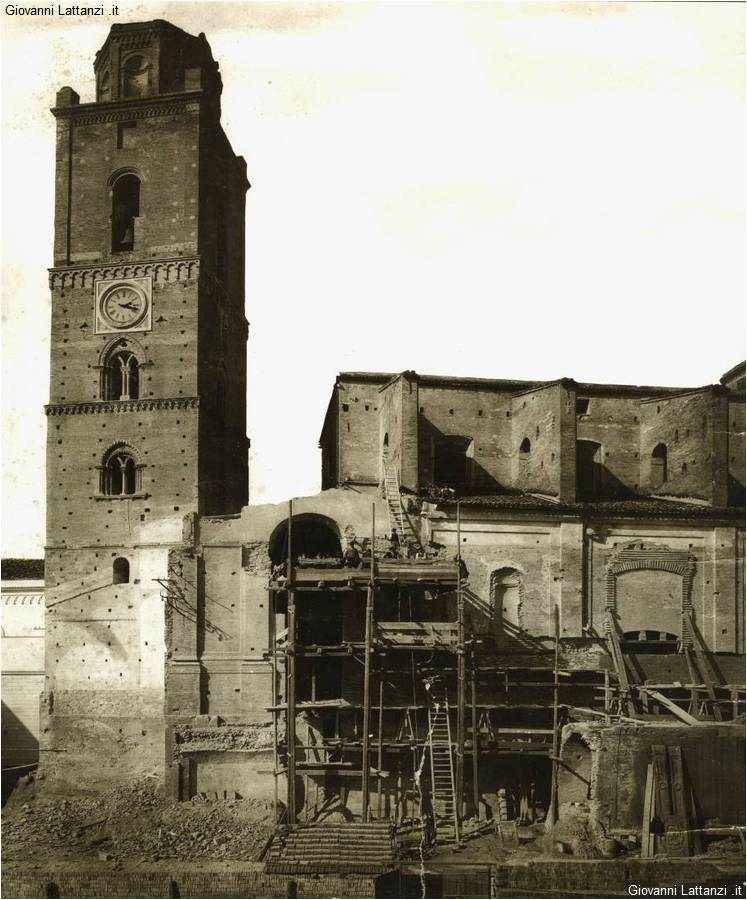
Lavori di rifacimento neogotico al Duomo

Per quanto riguarda l'antica Piazza Grande, la coorte del Palazzo del Capitano e del sagrato del Duomo, essa sino ai primi anni del '900 era caratterizzata dall'accesso di Porta Zunica, ex Porta Gallo, quando venne rifatta nell'800 con tre fornici di accesso. Dopo l'unità d'Italia, l'area era stata chiamata "Piazza Vittorio Emanuele", manteneva il sagrato del Duomo, vari palazzi, tra cui Palazzo d'Achille (la sede del sindaco) e Palazzo Sirolli, insieme a varie casette militari per la guardia civica. Nei progetti degli anni '20-'30, il rifacimento quasi totale della piazza comportò la demolizione di alcune casette sul lato ovest, fuori Porta Bocciaia e presso Porta Zunica, anch'essa distrutta, per la costruzione di due importanti palazzi, il Palazzo di Giustizia con Tribunale, in stile neogotico, e il Palazzo Mezzanotte dal carattere sobrio pseudo rinascimentale, tutto volto alla resa prospettica del solido e delle geometrie. Anche il piano fuori la porta venne rinforzato con la colmata del terreno in modo da creare un unico collegamento tra Largo Cavallerizza, appena fuori, e viale Asinio Herio; oltretutto iniziarono i lavori di rifacimento in stile neogotico dell'esterno del Duomo, la costruzione di una scalinata monumentale di accesso al nuovo ingresso dal portale vagamente gotico, decorato da ghimberga, mentre al centro veniva collocata una grande fontana monumentale in ghisa a vasca circolare, successivamente traslata nella villa comunale.

### Cambiamenti urbani nell'Unità d'Italia
L'area del Trivigliano tra Porta Pescara e Fonte Vecchia rimase in mano ai militari, con l'istituzione della caserma Pierantoni presso il convento di Santa Maria, in modo da controllare i traffici provenienti dal porto di Pescara. Tuttavia proprio questo collegamento con Pescara nella prima metà dell'Ottocento aveva fatto percepire possibili spiragli di un futuro economico più prolifico. Intanto nel 1847 Ferdinando II delle Due Sicilie proponeva di dislocare la colonna mobile d'artiglieria dall'Aquila a Chieti, per acquartierarla proprio nell'ex convento dei Cappuccini a Porta Sant'Anna; ma alla fine si scelse per il terreno più vasto e aperto dell'ex monastero di Sant'Andrea degli Zoccolanti, che divenne la caserma Bucciante con annesso ospedale militare.
Le ragioni militari sembrarono insomma, sino almeno agli anni Settanta dell'Ottocento, prevalere sui quelle comunali, dato che sulla neonata Piazza Garibaldi fuori Porta Sant'Anna, venne eretta anche la Caserma "Vittorio Emanuele II" (oggi dedicata a F. Spinucci), e bisognerà attendere nel 1885 il piano Pomilio, essendo decaduto il piano Vigezzi-Spatocco. La militarizzazione dei conventi all'interno delle mura riguardò i monasteri del Carmine (presso la Civitella - chiesa di Santa Maria in Civitellis), degli Zoccolanti (Sant'Andrea), dei Cappuccini (San Giovanni Battista), dei Domenicani (chiesa di San Domenico, definitivamente sostituita nel 1913-14 dal Palazzo della Prefettura su Piazza Umberto I e dal Palazzo Provinciale lungo il corso Marrucino), dei Paolotti (chiesa di San Francesco di Paola con il convento adibito a carcere), dei Gesuiti (chiesa di Sant'Ignazio trasformata nel 1818 nel teatro "San Ferdinando" poi Marrucino, e l'ex Collegio adibito a struttura civile, il Palazzo Martinetti-Bianchi), delle Clarisse (chiesa di Santa Chiara su via Arniense, con l'ex convento oggi comando dei Carabinieri) e degli Scolopi (chiesa di San Domenico Nuovo al corso Marrucino, con accanto il convitto regio "Giovan Battista Vico").

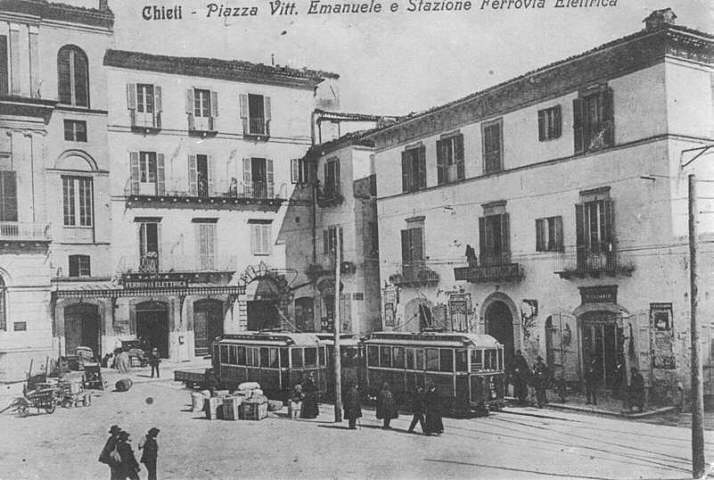
Foto storica di Piazza Vittorio Emanuele, e dell'inizio della stazione della filovia, presso Palazzo Sirolli

Il capitolo riguardo alla soppressione dei conventi fu chiuso nel 1848 dal vescovo Saverio Bassi, dopo un malaugurato incidente avvenuto nell'ex convento dei cappuccini, che rischiò di scatenare una repressione antiliberale da parte dei piemontesi. Lo stesso vescovo assunse posizioni contrastanti nell'ambito clericale teatino, poiché nel 1813 aveva acconsentito a sconsacrare definitivamente la chiesa di Sant'Ignazio per i lavori di realizzazione del teatro pubblico. Il vescovo seguente Giosuè Maria Saggese si adoperò per l'ampliamento del seminario diocesano su Corso Marrucino e via Arniense e per modificare la Cattedrale, essendo cessate le attività edilizie dei principali monasteri. Lo storico Palazzo Valignani di proprietà diocesana affacciato su Piazza Vittorio Emanuele (ossia San Giustino) venne riutilizzato come sede municipale, mentre nel 1843-46 veniva riadattata la torretta della Porta Sant'Andrea, venendo inglobata nella chiesa della Trinità, mancando il progetto di ricostruzione in forme neoclassiche e monumentali. Nel 1853 venne demolito anche il portello di San Nicola, che si trovava all'ingresso del corso Galiani (oggi Marrucino) venendo da Piazza della Trinità, collegato al Palazzo Tabassi e alle varie casupole che si erano andate a realizzarsi sull'area della fiera dell'anfiteatro (area comunemente detta Fiera Dentro per distinguerlo da Fiera Fuori dell'anfiteatro sulla Civitella).
Nel 1875 lungo il corso venne fondato l'Istituto per orfani "San Camillo de Lellis", nobilitando questa parte di costruzioni civili a un piano unico.

### L'avvio della città verso la moderna borghesia
In questi anni venne adeguato anche il corso Galiani, che seguiva l'antico tracciato Marrucino romano, ma era spezzettato in più punti dalla disorganicità delle case (oggi quasi del tutto sparite per la costruzione negli anni '20 dei palazzi neoclassici), e nell'area del Piazzale Giovan Battista Vico troncato dal campanile degli Scolopi della chiesa di Sant'Anna. Nel 1863 si propose la demolizione della chiesa di San Domenico vecchio del XIII secolo, antica gloria dei Padri Domenicani, per lasciar maggiore spazio al corso Galiani, che nell'attuale Piazzetta Martiri della Libertà (dove si affacciano l'ex CariChieti e l'ingresso del Palazzo de' Mayo), si restringeva notevolmente, impedendo quasi il passaggio delle carrozze. Il progetto di demolizione però venne avviato solo nel 1913-14. Il sacrificio della chiesa di San Domenico ha dimostrato il primo atto della riqualificazione totale del corso Marrucino per la ragion di stato di ammodernamento della città, come segno di rifiuto e di distacco dall'antico e disorganico impianto rinascimentale-barocco. Il collegamento all'altezza di Largo Mercatello, il ridisegno della facciata del palazzo arcivescovile su Largo del Pozzo, il rifacimento totale del vecchio Palazzo Valignani per lasciar posto alla Banca d'Italia, la demolizione della chiesa di San Giovanni Gerosolimitano nel 1876, la sistemazione della scala monumentale davanti a San Francesco d'Assisi, sono solo dettagli di questa vasta operazione urbanistica.

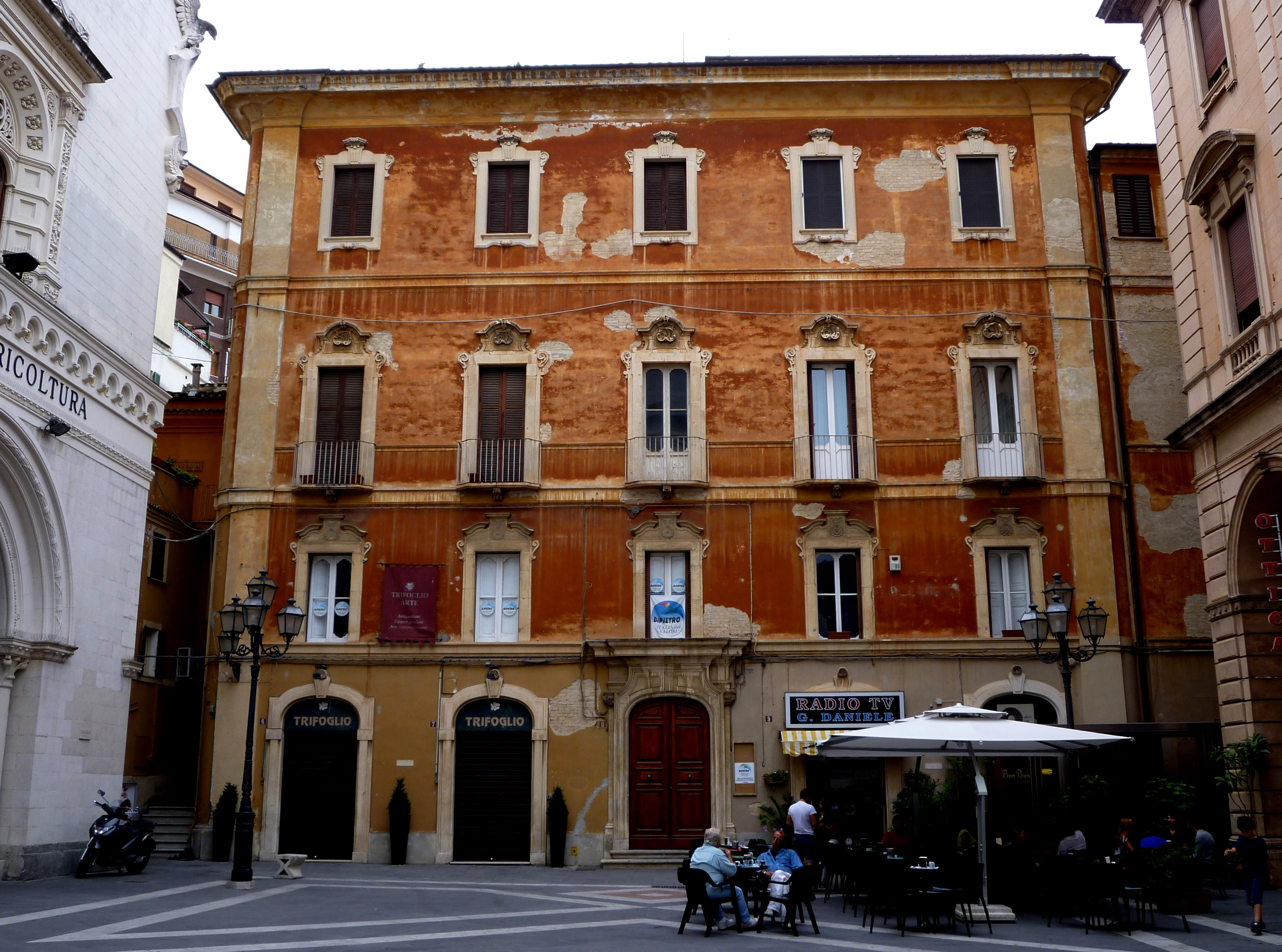
Palazzo Fasoli, unico elemento superstite del rifacimento di Piazza Giambattista Vico

In questo secolo scomparvero, oltre alla chiesa dei Cavalieri di Malta, anche le piccole Sant'Antonio a Porta Sant'Anna (1822) e di Sant'Eligio (1860), che doveva trovarsi presso il Piano Sant'Angelo (oggi Piazza Mettotti), come suggerisce l'omonima via. In questi anni nella periferia si andò realizzando l'espressione della nobile o altoborghese villa rustica, il cui archetipo è il Palazzo baronale di Federico Valignani a Torrevecchia Teatina. Le più rappresentative sono Villa Obletter e Villa Mezzanotte a Santa Filomena; dall'altra parte con l'arrivo del turismo balneare sempre d'alta classe, i signori della città andarono a realizzare le loro case presso Francavilla al Mare, che attirò anche progettisti di rilievo quali Antonino Liberi, che nel 1888 realizzò il Kursaal "Sirena", andato distrutto poi nel 1934-44; dall'altra parte anche Castellammare Adriatico, più di Pescara (i due comuni separati dal 1807 si riunirono con la legge regia del 1927), subì questa massiccia ondata di costruzioni gentilizie di gusto eclettico, per la potenzialità del turismo balneare.

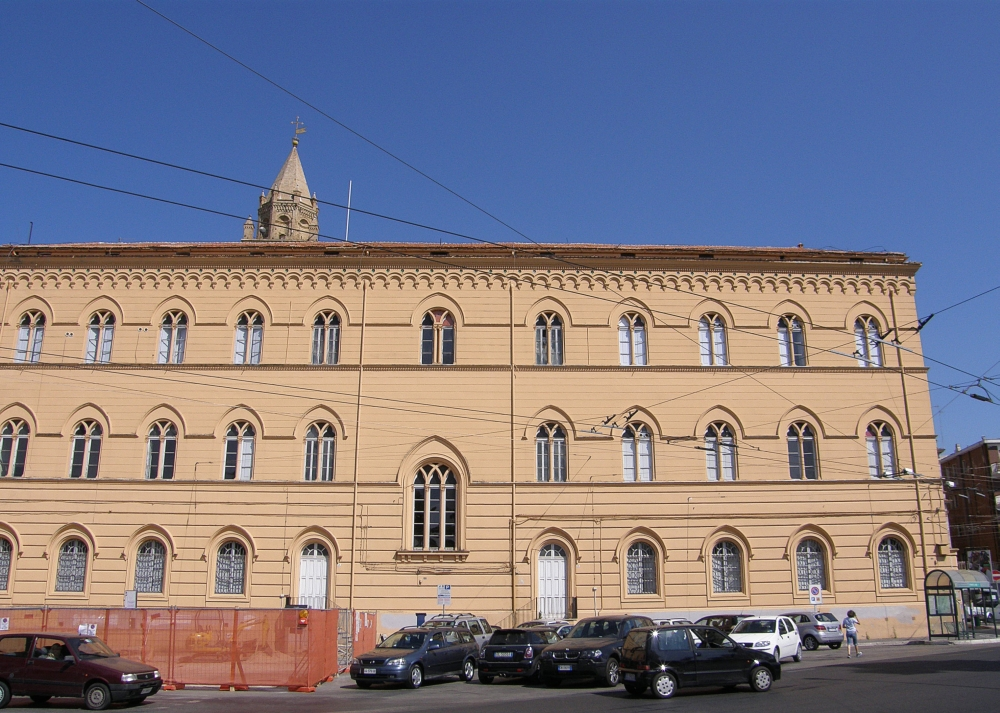
Palazzo di Giustizia in stile neogotico (anni '20), in Largo Cavallerizza

Nel XIX si provvedette come detto all'accomodamento del corso Galiani, che tra il palazzo arcivescovile e il palazzo dell'Università (dei Valignani - Banca d'Italia) in Largo del Pozzo si biforcava verso via degli Orefici (via Pollione) e via dello Zingaro (via C. de Lollis) verso la zona della Terranova, dopo il Piano Sant'Angelo, impedendo un collegamento diretto con Porta Pescara, che si trovava al termine di viaa Toppi, dopo l'incrocio del corso Galiani a nord con via Arniense, all'altezza del seminario diocesano. Con il piano del 1875 molti palazzi vennero "tagliati" o arretrati, per stabilire il contatto con Largo Mercatello (Piazza Malta) e la via Ulpia (via Toppi) che proseguiva in direzione di Porta Pescara.
In questa maniera quest'unico asse viario del corso Galiani metteva in collegamento Porta Sant'Andrea a sud, con Porta Pescara e Santa Maria a nord, e all'intersezione con la seconda grande strada Arniense che a nord-est collegava il centro a Porta Sant'Anna, mentre ad ovest terminava in Porta Bocciaia (oggi Largo Cavallerizza).

### Altri risanamenti della città alla fine del secolo
La realizzazione dell'opera del corso iniziò definitivamente nel 1893, durò 7 anni, partendo dalla sistemazione della Piazza Grande, con lo sfratto delle famiglie che abitavano nelle casupole e la ripavimentazione e ricostruzione di nuovi edifici monumentali. Sanificata anche la via del Popolo, venne sterrato il rilievo davanti alla facciata di San Francesco d'Assisi, mentre si sistemavano anche largo del Pozzo e il tratto iniziale di via Ulpia, salutata come una vera opera di risanamento della città. Montalbetti, visto il portone della facciata di San Francesco "sospeso" per aria dopo lo sbancamento del rilievo, pensò di compensare con la realizzazione di una scala monumentale, ancora oggi esistente, mentre l'ingegner Mammarella realizzò degli scavi di 7 metri per ridurre la pendenza di via del Popolo che collegava la via Ulpia sino a Piazza Vittorio Emanuele Nel 1888 vennero progettati dei portici da realizzare in Piazza del Pozzo, non completati, nel 1894 si pensò anche alla realizzazione di una galleria commerciale su ispirazione delle città maggiori d'Italia.

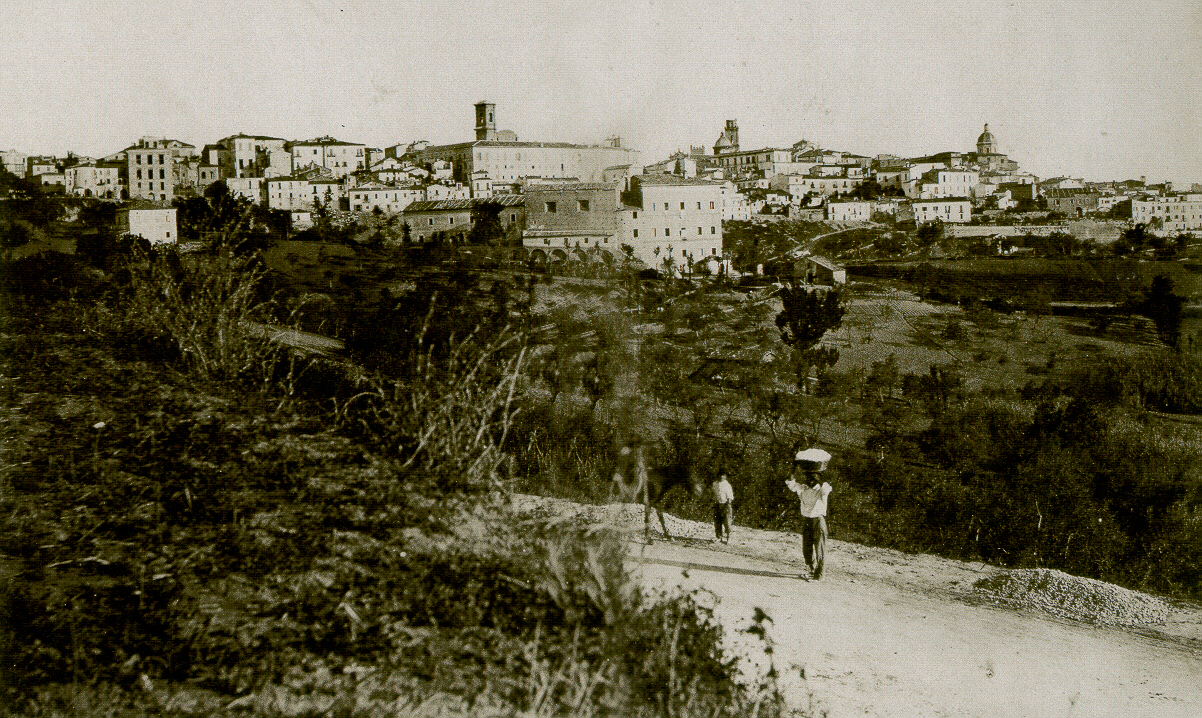
Veduta di Chieti dalla strada Santa Barbara, si riconosce in basso la vecchia chiesa di Materdomini, e sotto la torre di San Giustino la cupola della chiesa di San Domenico vecchio

In quest'anno si registrano anche malumori tra il Comune e il Ministero degli Interni per l'erogazione di fondi, vengono realizzati i progetti del piano Pomilio (1885) per la creazione di Piazza Garibaldi fuori porta Sant'Anna, per collegare la periferia a nord-est con il Colle Sant'Andrea, dove venne realizzata la villa comunale. In sostanza gran parte delle mura erano state smantellate, ad eccezione di alcuni tratti di via G. Salvatore Pianell, Porta Reale, Porta Zunica (Largo Cavallerizza) e Porta Pescara; il tracciato storico della via consolare Valeria era stato compromesso con i lavori del nuovo corso. L'andamento di questa strada si estendeva dalla pianura di Pescara e attraverso contrada Santa Maria Calvona, a sud della Civitella, risaliva il colle teatino sino ad approdarvi, e raggiungeva appunto mediante il corso Porta Pescara, discendendo di nuovo la pianura verso il Tricalle Porta Sant'Anna (imbocco di via Arniense da Piazza Garibaldi) e Porta Zunica saranno le ultime ad essere demolite nel 1860 e nel 1894, quest'ultima è ancora visibile in storiche fotografie, permetteva l'accesso a Piazza San Giustino dalla Cavallerizza, ed era composta di tre archi in stile neoclassico, essendo stata rifatta nel XVIII sec.
Da un lato veniva riqualificato il piano fuori Porta Sant'Anna da Pomilio con la costruzione della nuova caserma d'artiglieria, la "Vittorio Emanuele II" (oggi Spinucci), e veniva realizzata la strada Boreale per collegare la città al borghetto Sant'Anna; dall'altra parte dalla Trinità veniva realizzata la strada con la villa pubblica presso la proprietà del barone Frigerj, ad ispirazione del boulevard parigino (1883). Ferrante Frigerj acconsentì a cedere la casa nel 1865 per ospitare la Regia scuola Tecnica (oggi è il "Ferdinando Galiani"). La villa pubblica sarà completata nel 1893, presso l'area dell'ex convento degli Zoccolanti di proprietà della caserma Bucciante, arricchita di panchine, una fontana monumentale in ghisa comprata dall'Esposizione nazionale di Parigi, di un laghetto, di una cassa armonica, e di un impianto d'illuminazione a gas. Proprio all'ingresso della villa vennero realizzati dei bagni pubblici in gusto eclettico e neoclassico, demoliti però nel 1934 per realizzare il Palazzo OND "Arnaldo Mussolini", all'ingresso di Viale IV Novembre.

### Il Collegio dei Padri Scolopi

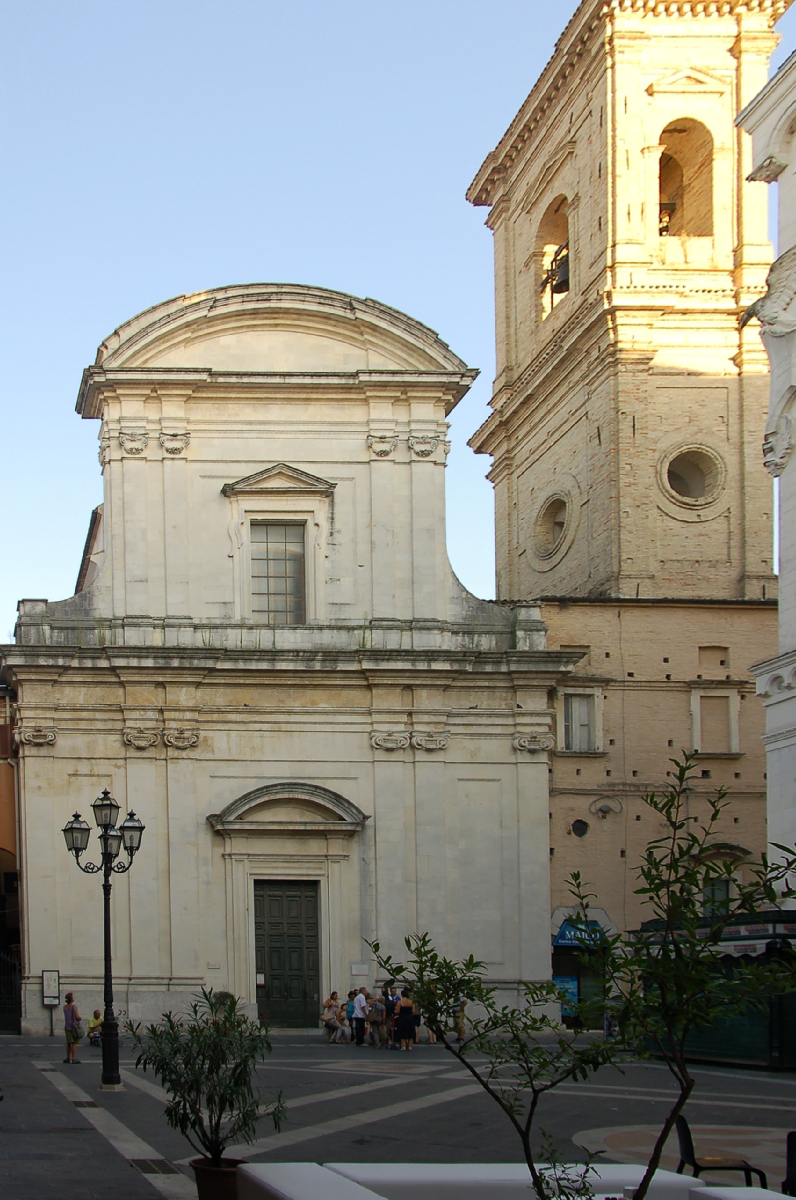
Chiesa di San Domenico vista da Piazza Giambattista Vico

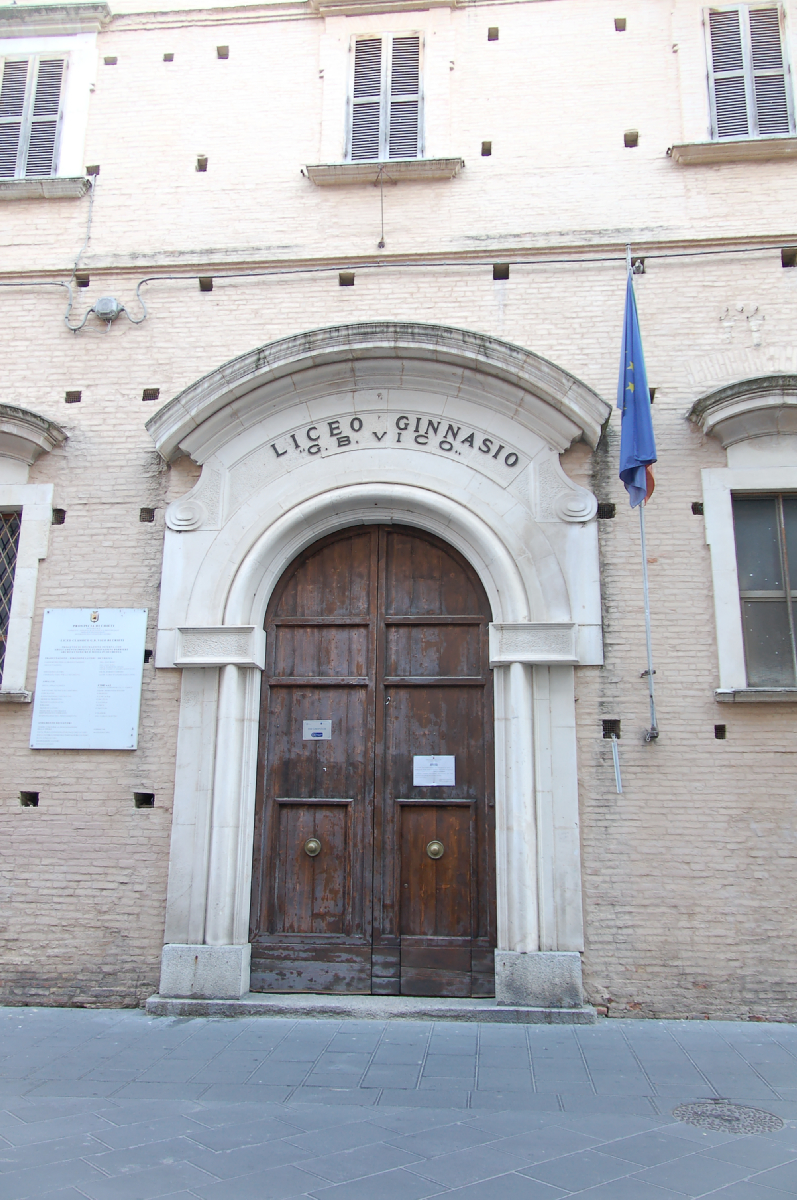
Ingresso al Liceo classico "Giambattista Vico"

Il Collegio dei Padri Gesuiti, che avevano la loro sede nell'ex chiesa di Sant'Ignazio (oggi Teatro Marrucino) poco più a nord in Largo del Pozzo, venne costruito lungo la Strada Grande, ma già nel Settecento quando i padri vennero cacciati e l'ordine soppresso, Chieti necessità di una nuova scuola giovanile per i figli dei membri d'alto rango della città. Il collegio dei Padri Scolopi fondato da San Giuseppe Casalanzio nel 1636, fu costruito a poca distanza dal monastero di San Domenico, dove nel 1914-21 venne costruito il Palazzo della Provincia; poterono edificare su un terreno concesso da Francesco Vastavigna, e i padri ottennero da Tommaso Valignani delle abitazioni attigue, per potere realizzare la loro opera. Demolita la cappella di Sant'Anna (Piazzale Vico), cui la chiesa successiva venne dedicata, rimanendo tale sino al 1914 col trasferimento della parrocchia di San Domenico, si iniziò la costruzione del nuovo complesso. L'opera del collegio fu di educare non solo i rampolli della città, come il Collegio dei Gesuiti, ma di salvare la popolazione in generale dall'ignoranza, la scuola era gratuita e aperta a tutte le classi sociali; presto la rivalità tra le due istituzioni scoppiò.
Nel XVIII secolo furono introdotti gli studi superiori, anche le classi borghesi medio-alte iniziarono a frequentare il collegio, la disputa con i Gesuiti terminò nel 1767 con la soppressione dell'Ordine; Romualdo de Sterlich in una lettera indirizzata a Giovanni Bianchi, racconta che i Gesuiti a Chieti non avevano lasciato un felice ricordo, pensando solo ad accumulare ricchezze, e vennero sostituiti da insegnanti laici o del clero secolare nel Collegio degli Scolopi. Con le leggi napoleoniche del 1807 vennero cacciati, il Collegio passò allo Stato, che lo adibì a Regio Convitto Borbonico, dove si insegnavano le principali materie di italiano, filosofia, letteratura, latino, matematica, fisica, scienza, economia, tali indirizzi continuarono anche quando la scuola divenne Regio Liceo Ginnasio "Giambattista Vico" nel 1861, il primo liceo classico ufficiale d'Abruzzo.

### Area archeologica da San Paolo a Colle Gallo
Nel 2018 in Piazza San Giustino è stata rinvenuta, sotto la torre del campanile, una mummia, segno che l'area fosse usata come cimitero pubblico presso il sagrato della chiesa cattedrale, sino in tarda età. Nel primo Medioevo la zona del Corso Marrucino dove c'era il Foro dell'antica Teate, era caduto in rovina e intorno sono state trovate diverse sepolture, presso gli edifici romani in particolar modo. Tale ipotesi sarebbe avvalorata dal massacro di Pipino il Breve che compì nell'801 d.C. quando Chieti si trovò coinvolta nella guerra longobardo-bizantina contro il ducato di Benevento. I cimiteri sorti spontaneamente nell'area di Chieti, anche tra la Civitella e la chiesa di San Lorenzo, poi di San Francesco d'Assisi, arrivavano a percorre tutto l'antico tratto della Via Ulpia (strada Grande, poi Corso Galiani e infine Marrucino), come dimostrano i rinvenimenti della fine dell'800, durante i lavori di ampliamento della strada da Largo del Pozzo: due terragne prive di corredo e altre sei nei pressi di San Francesco al Corso, disposte l'una accanto all'altra lungo il limite della strada romana, scavate nel terreno ad una quota leggermente inferiore.
Le sepolture erano orientate ad est, cinque era coperte da tegoloni fittili, mentre la sesta da lastre di pietra calcarea di grandi dimensioni. Solo quest'ultima ha resistito sul petto dello scheletro, una piccola croce medievale in lamine sottili di bronzo, con la teca chiusa da vetro, forse di qualche sacra reliquia. Un'altra sepoltura fu rinvenuta rasente il muro del Seminario Diocesano sul Corso Marrucino, rivestita interamente e coperta da lastroni di pietra calcarea, al suo interno era conservato uno scheletro con anello sottile di bronzo Durante questi scavi vennero alla luce vari materiali d'epoca romana, capitelli, lucerne, utensili in bronzo e tombe a cappuccina, presso Palazzo Marchioni ed Henrici, dove sono state trovate due tombe a capanna, formate da grosse lastre di terracotta e al sotto da tegoloni piani, messi a contrasto al di sopra con orli laterizi rilevati.
Sotto il Palazzo Bassi-De Horatiis emerse altre due tombe a cappuccina simili alle precedenti, coperte con tegoloni privi di bollo e con gli inumati rivolti ad ovest; nello stesso luogo furono rinvenuti un sarcofago, due mosaici e mura di edifici con paramenti in opus reticulatum, mentre lo Scenna rinvenne sul corso due sepolture manomesse, che attribuì all'era medievale, in quanto si trovavano tra le strutture murarie di abitazioni romane, paragonandole inoltre a quelle rinvenute sulla Via Ulpia per aspetto L'area sepolcrale doveva estendersi presumibilmente dalla chiesa di San Francesco, lungo via Ulpia, sino a Piazza Valignani, ed a Sud lungo l'area del Seminario Diocesano, sino al sagrato della Cattedrale. La frequentazione di queste necropoli continuò anche nel V-VI secolo d.C., i dati archeologici permettono di identificare con certezza una piccola area adibita ad uso funerario, risalente all'Alto Medioevo: le sepolture lungo i muri perimetrali dell'anfiteatro.
Le sepolture rinvenute risalgono al VII secolo, ma forse anche prima, a quest'epoca risale il cedimento della struttura, poiché mezzo anfiteatro è stato ricostruito seguendo il progetto della cavea originaria nel 1982-91; le sepolture erano state scavate sotto il piano di fondazione dell'edificio romano, erano allineate secondo l'andamento dei muri Solo in una delle tombe ha resistito un oggetto di corredo funebre, utile per la datazione del cimitero, un pettine in osso lavorato con custodia; ha una decorazione accurata con la parte centrale a motivi e semicerchi e "occhi di dado" incorniciati.
Altro importante scavo archeologico, riportato anche in pannelli espositivi nel Museo archeologico La Civitella, è avvenuto nel 2008 in Largo Costantino Barbella, poco distante da Piazza dei Tempietti. un'antica sepoltura longobarda intatta.

### Altri scavi archeologici
Nella Piazza dei Tempietti si trovava un quarto tempio, usato come pozzo sacro, e risalente al I secolo d.C., occupato poi dal Palazzo delle Poste. In Largo del Pozzo, oggi Piazza Giangabriele Valignani, è stata rinvenuta una grande camera, sopra cui poggiava gran parte dell'antico Palazzo dell'Università o dei Valignani, crollato nel 1913, e sostituito dalla Banca d'Italia. Questa sala pilastrata a pianta rettangolare si estende nei livelli interrati del Palazzo della Provincia, ricavato dall'ex monastero di San Domenico, poi della Prefettura, della Banca d'Italia e del Teatro Marrucino. L'unico ambiente ispezionabile è il vano sotto la Provincia, lunga 24 metri x 30, la sua posizione centrale lungo l'asse di attraversamento principale, in un'area nella quale sono stati segnalati numerosi rinvenimenti di strade basolate, potrebbe far pensare a un complesso pubblico destinato allo stoccaggio e vendita di prodotti alimentari.

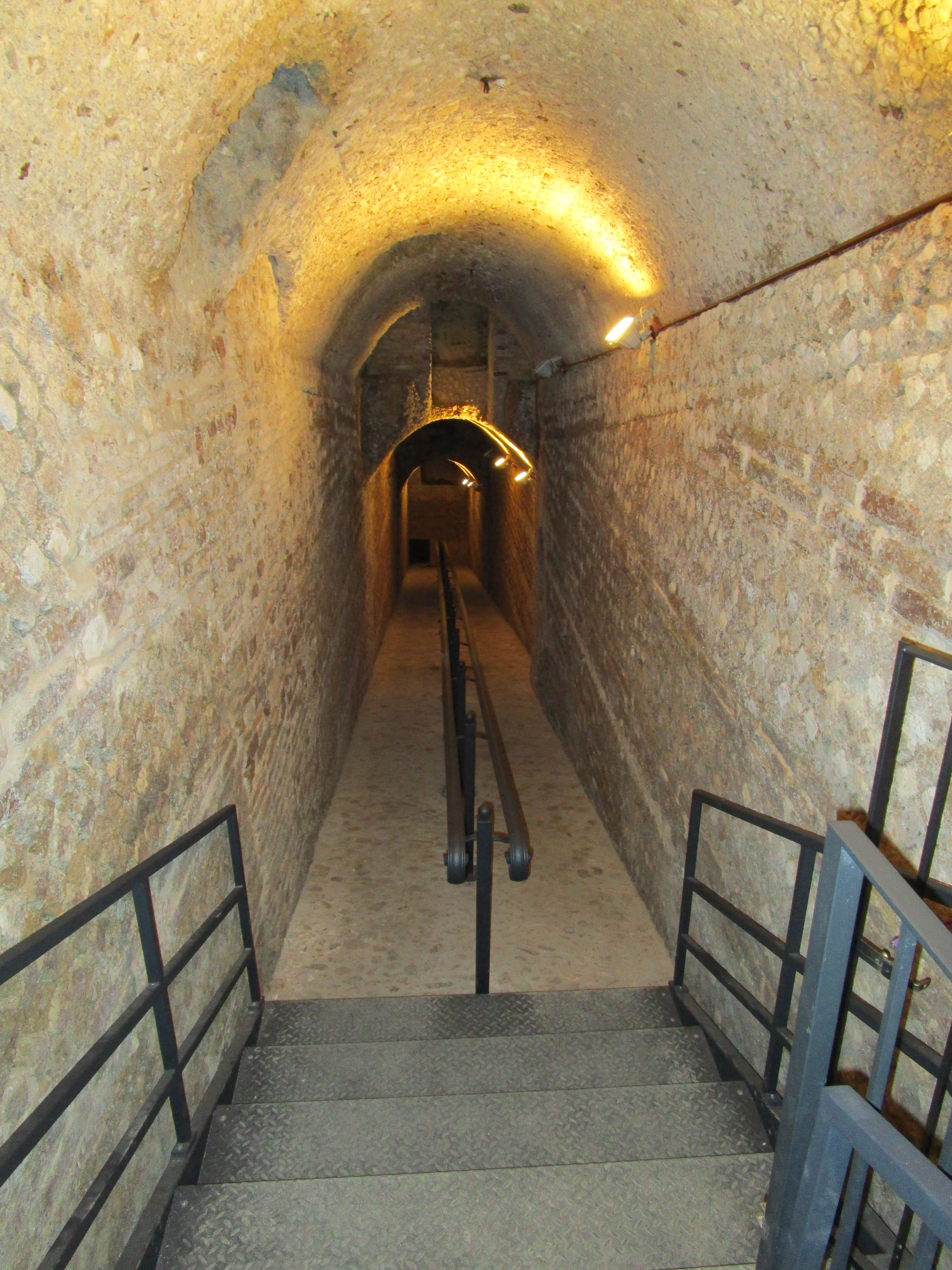
Via Tecta

La destinazione pubblica dell'area sembra confermata dai dati emersi durante le indagini svolte nel 2004, in Piazza Valignani. Nonostante l'esiguità dello spazio indagato, la ricerca ha accertato alcuni elementi utili alla ricostruzione dell'assetto topografico e urbanistico di questa parte dell'antica Teate: le operazioni di scavo hanno restituito i resti ti un ambiente caratterizzato da un mosaico decorato da quadrati e stelle a losanghe, datato prima metà del II secolo d.C., l'iscrizione riporta le cifre C XX(V...) in tessere bianche su sfondo nero.
Di interesse a poca distanza anche la scoperta della Via Tecta sotto il Palazzo de' Mayo, da cui è accessibile: è un collegamento viario coperto tra le terrazze urbane affacciate verso la Maiella, che attraverso in senso ortogonale l'antico tracciato della via Ulpia, usato come acquedotto pubblico, captano le acque dalla montagna, e arrivando sino alle sottostanti terme romane, da esso alimentate. Il passaggio principale consiste in un solo corridoio voltato a botte, realizzato in opus mixtum e reticulatum, con cubilia organizzati su file di diverso materiale, una di calcare-selce e una in pietra pomice. Questo settore della città di Teate era usato per l'edilizia privata, servito da strade lastricate, ben esposto, e presentava l'aspetto ortogonale simile a come si presentava nel Novecento, con i palazzi allineati; gli stessi sotterranei dei palazzi attuali mostrano mura in opus reticulatum e pavimenti a mosaico, a testimonianza della ricchezza dei loro proprietari, oggi è possibile vedere il mosaico della Domus di Via D. Romanelli, in corrispondenza della stessa via presso Piazza Trento e Trieste, partendo dal Corso è leggibile una stanza di circa 6x5 metri, che presenta pavimento mosaicato in tessere nere con disegno a crocette formate da 4 tessere bianche coerenti, con l'allineamento di quelle nere.

### L'area di Colle San Gallo

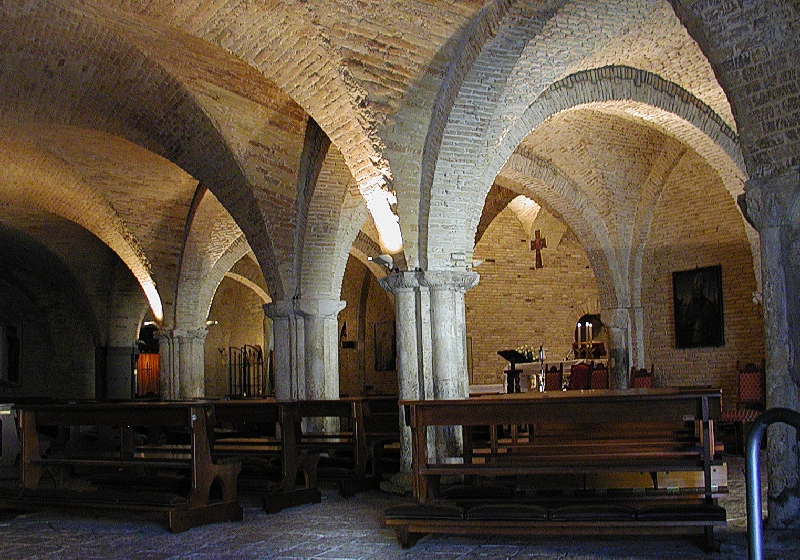
Cripta del Duomo

Il Colle Gallo, lontano dall'area di Largo Vezio Marcello, nel VI secolo fu l'area scelta dal vescovo Donato per la costruzione della Basilica di Santa Maria Madre di Dio, la prima realizzazione costruttiva della cattedrale di San Giustino. Dagli studi archeologici presso le fondamenta del Duomo attuale, si è scoperto che Donato avrebbe fatto realizzare la basilica seguendo il modello della basilica civile romana, a navata centrale e a pianta rettangolare, con due navatelle laterali; terminante con abside semicircolare. L'edificio era preceduto da un cortile quadriportico, sulla facciata si aprivano una serie di arcate con i portoni di ingresso. Infine sotto il presbiterio c'era la cripta, usata per venerare il corpo di Santo Giustino di Siponto, primo vescovo di Chieti, ricavata da una cisterna romana. L'arrivo dell'orda visigota nel V secolo provocò distruzioni, con l'arrivo di Teodorico nel 489 in Italia le sorti di Teate migliorarono, e si beneficò del nuovo sistema politico ostrogoto, la Cattedrale continuò a prosperare, mentre la città veniva dotata di uno "xenodochium" per ospitare gli stranieri, con cappella dedicata a Sant'Agata, detta ancora oggi "dei Goti", situata nel quartiere Trivigliano, prima parrocchia di questo agglomerato urbano, oggi noto come Porta Pescara o Porta Santa Maria.
Durante la guerra greco-gotica, la città cadde nuovamente in degrado, con il governo bizantino i monumenti principali vennero decorati seguendo la nuova corrente artistica, ma la cattedrale versò in grave dissesto, sicché il vescovo Venanzio grazie alle risorse personali attinse alle casse della diocesi,m che nel frattempo aveva acquisito nel Sannio molto potere. Nel frattempo iniziò a sorgere un quartiere attorno al Duomo, e si ipotizza che già nel VI-VII secolo fosse sorto il Palazzo del Capitano di Giustizia accanto alla cattedrale, quello sopra cui sorge l'attuale costruzione neogotica degli anni '20, che già prima era stato varie volte riedificato. Passata sotto il ducato di Benevento, Chieti venne governata dal Conte Astolfo, il quale riportò la prosperità economica e favorendo le conversioni al cristianesimo, stipulando accordi col vescovo e la diocesi. Si ha notizia di un terremoto che colpì la cattedrale, che venne restaurata e ampliata, e dedicata a San Tommaso Apostolo, cui era dedicato lo scriptorium dei monaci. Si presume che col terremoto andarono distrutte le decorazioni dell'epoca bizantina.

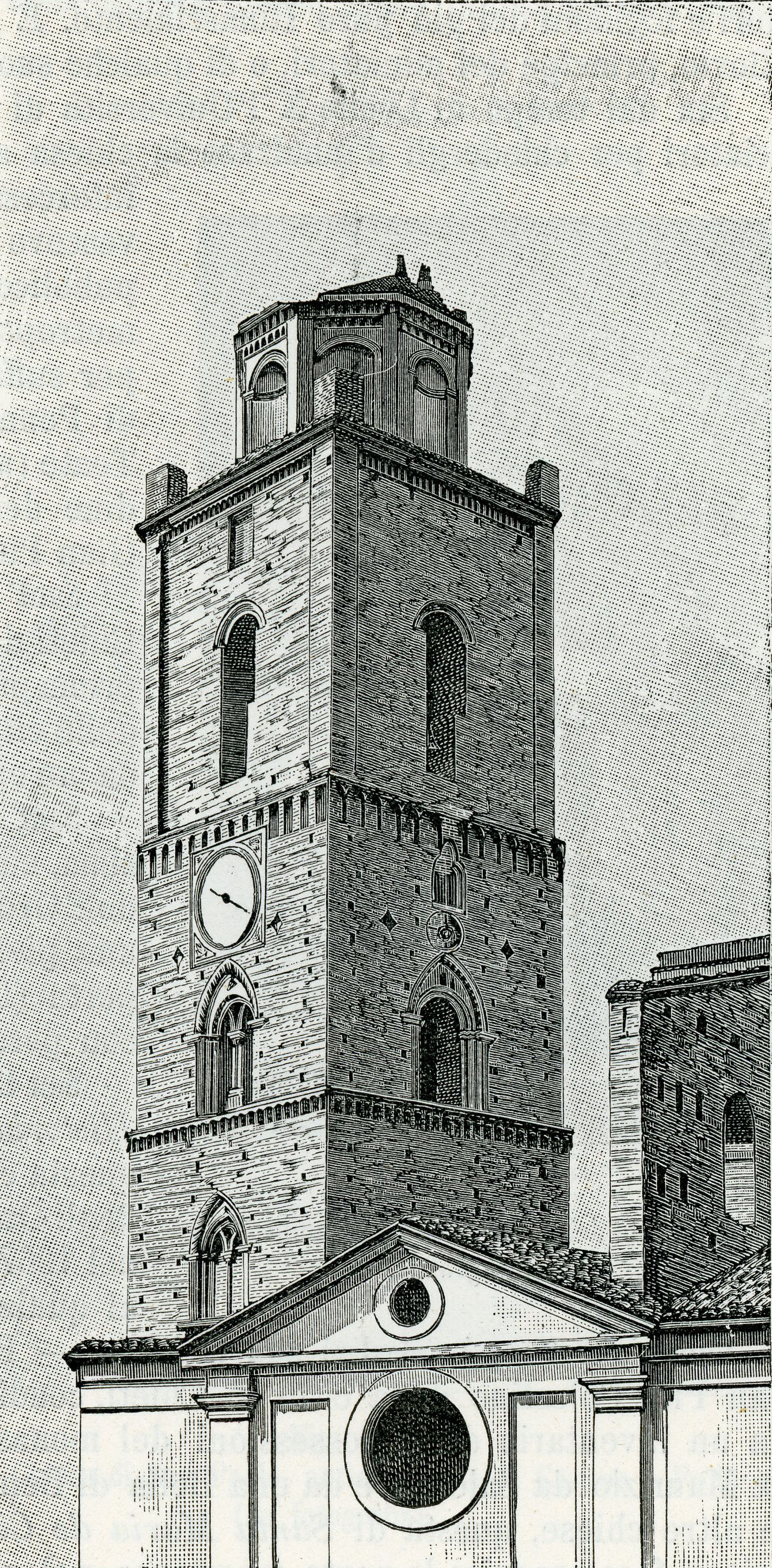
Il campanile della Cattedrale in un disegno ottocentesco

Durante la guerra del Papa contro il ducato di Benevento, dalla Francia venne chiamato il sovrano Carlo Magno, il quale spedì i suoi luogotenenti nelle città principali del ducato, tra cui Chieti, che venne saccheggiata e bruciata nell'801, nonostante le proteste del Conte Astolfo; la città verrà ricostruita, ma aggregata al neonato ducato di Spoleto dei Franchi. A causa del grave incendio della città, è difficile ricostruite le vicende della città dalla tarda epoca romana in poi, poiché i documenti della diocesi furono andati disperi o distrutti. A Chieti venne istituita una "marca" la forma di governo franco, e affidata al controllo del Conte Aldo, mentre la diocesi era sotto il vescovado di Tedorico suo fratello, il quale si adoperò per ricostruire la cattedrale, riconsacrata solennemente nel 1069 durante il governo dei Conti Attoni, mentre anche le altre chiese dei Santi Pietro e Paolo venivano ristrutturate. Si ipotizza che all'epoca (XI-XII secolo) la chiesa dovesse somigliare per aspetto al cenobio benedettino dell'abbazia di San Clemente a Casauria, fondato nell'872 sulla Valle della Pescara. Con sinodo del 7 maggio 1842 il vescovo Teodorico riconsacrò la cattedrale a San Giustino Confessore di Siponto.
L'area della piazza Grande, come detto ben presto divenne uno dei fulcri principali di Chieti, intitolata nel 1861 a Vittorio Emanuele II, e poi di nuovo durante il fascismo a San Giustino di Chieti. L'area del quartiere di Colle San Paolo - Colle Gallo era delimitata dalle mura lungo via Arniense, Largo Cavallerizza, viale Asinio Herio, via dei Vezii, i principali ingressi erano Porta Bocciaia allo sbocco di via Arniense su via Silvino Olivieri, secondo altri in via dei Crociferi, la seconda Porta Zunica a tre fornici introduceva alla piazza, l'ultima Porta Nubiculis (o Santa Caterina), introduceva al rione San Gaetano da via Asinio Herio.

### Largo del Pozzo, sede del potere
L'attuale Piazza Giangabriele Valignani, così intitolata al ricco patrizio teatino corridore della Formula 1 negli anni '30 del Novecento, in passato era detta Largo del Pozzo, in dialetto "lu Pozze", o anche Piazza Teatro. Il termine del pozzo fa riferimento alla presenza di una cisterna sotterranea del I secolo a.C., sopra cui furono edificati il Palazzo dell'Università dei Valignani di Vacri, la sede del potere e del parlamento cittadino, e il complesso monastico di San Domenico, andato demolito nel 1913-14 insieme al palazzo accanto. Il potere politico era detenuto dal ricco e potente casato di origini napoletane dei Valignani, i quali possedevano non solo il palazzo sulla piazza, ma anche uno stabile in Piazza Grande (oggi piazza San Giustino), rifatto nell'attuale Palazzo d'Achille, e un altro in via Cesare de Lollis (ex via dello Zingaro), una casa-torre con merlature.

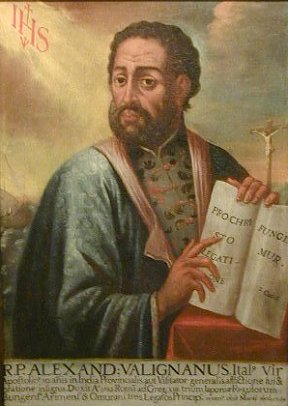
Alessandro Valignani, istituì a Chieti il Collegio dei Gesuiti

La piazza era anche il centro religioso amministrativo, benché il Duomo si trovasse poco più a nord sul Colle Gallo; difatti dal XV secolo si ha la menzione del vescovo Nicola Antonio Valignano, il quale fece edificare la torre monumentale quattrocentesca, e si presume che vi fosse anche il palazzo arcivescovile, a completare il triangolo di potere di questo casato, che aveva la gestione politico temporale, spirituale (per l'insediamento nella cronotassi dei vescovi dell'Arcidiocesi Teatina), ed economico, perché avevano il diritto di controllo delle rendite su vari feudi sparsi sui borghi nella vallata del Pescara;non solo, controllavano gli accessi dei traffici delle merci e dei viandanti alle porte di Chieti mediante delle gabelle, e dal XVII secolo mediante il padre Alessandro Valignano, questa famiglia ebbe una certa influenza sugli ordini religiosi presenti a Chieti, poiché padre Alessandro fece istituire accanto al Palazzo dell'Università il Collegio dei Padri Gesuiti, con l'attigua chiesa di Sant'Ignazio di Loyola, vale a dire il Palazzo Martinetti Bianchi e l'attiguo teatro Marrucino, poiché i Gesuiti furono cacciati da Chieti nel 1767 con regio decreto.
I Gesuiti furono molto influenti a Chieti, e nel campo dell'educazione giovanile, si contesero i rampolli dei patrizi con i Padri Scolopi di San Giuseppe Casalanzio, stanziati poco più a sud della Strada Grande (l'attuale corso Marrucino), che avevano sede in un complesso monastico accanto alla chiesa di Sant'Anna, attuale chiesa di San Domenico Nuovo con l'attiguo Convitto nazionale "Giambattista Vico".

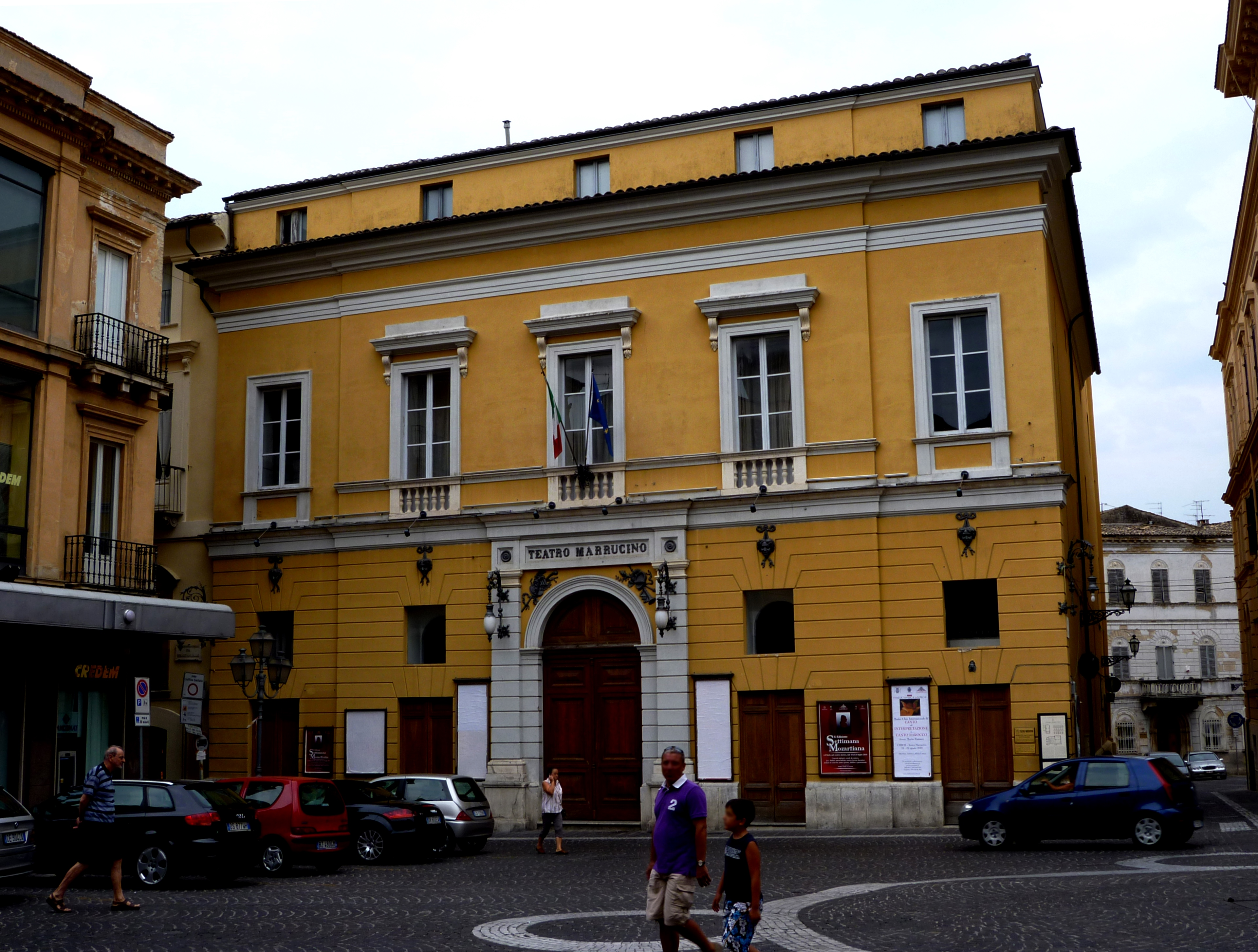
Teatro Marrucino, ricavato nel 1818 dall'ex chiesa di Sant'Ignazio dei Gesuiti

Per mantenere il primato oligarchico, e per ottenere la legittimazione di lunga durata da parte della comunità, era necessario che il lignaggio intero manifestasse continuamente i tratti d'identità familiare e civica forte, capace di dipanare le maglie del proprio potere tra i diversi aspetti della vita collettiva cittadina. Nel corso del XVI-XVII secolo molti furono i palazzi costruiti dai Valignani e dalle altre famiglie nei diversi rioni: nello spazio della Strada Grande, oggi Corso Marrucino, che divideva i singoli rioni, l'influenza della famiglia si misurava nella possibilità di cedere da privati cittadini, alcune delle loro residenze alle autorità municipali. La casa fatta costruire all'inizio del Cinquecento sulla piazza principale, accanto alla Cattedrale di San Giustino, era affittata come abitazione per il Preside della Regia Udienza Provinciale. L'immobile che si affacciava su Largo del Pozzo era invece la sede parlamentare fino al 1630, quando i Valignani lo ricomprarono dall'Università. Questo palazzo è semicrollato nel 1913 circa per un cedimento del terreno, e vi è stata costruita al suo posto la sede della Banca d'Italia, mentre il palazzo su Piazza San Giustino è stato ampiamente ristrutturato, oggi noto come Palazzo d'Achille, sede municipale di Chieti.
Nessun'altra famiglia poteva vantare di aver messo a disposizione della collettività i propri palazzi: era un privilegio saldamente controllato da chi era al vertice della gerarchia, altra prerogativa fondamentale dei Valignani era che essi prestavano denaro al municipio, diventando creditori della città, e dunque esercitando il potere economico per eccellenza. Nel 1625 il camerlengo Pietro Valignani si impegnò di prima persona a pagare alcuni debiti del municipio, alcuni mesi dopo quando il suo mandato scadde, il fratello Giovanni Andrea impose all'assemblea di saldargli il dovuto con la cessione del ricavato alla gabella della carne. Nel 1585 Giovanni Andrea aveva svolto l'incarico di mediatore nell'accordo tra l'Università Teatina e Ferrante da Palma per un prestito di 7000 ducati. Nel 1574 il fratello Ascanio Valignano aveva offerto una casa di sua proprietà per saldare un debito che Chieti aveva con la corte papale. L'affitto e la gestione delle gabelle civiche fu un altro mezzo dei Valignani per esercitare il controllo totale, particolar e fu il caso di Giovan Battista e il fratello Valerio Valignani per l'affitto nel 1643 per 1300 ducati.
Con il mezzo degli statuti comunali, si potevano modificare periodicamente i metodi di gestione delle gabelle, e coloro che sceglievano il modo di tassazione erano gli stessi patrizi del Parlamento, che poi diventavano automaticamente gabellieri, e ciò si svolse non senza contrasti interni, che spesso mettevano in debito la municipalità di Chieti. I Valignani non vennero direttamente coinvolti in questi debiti, e anzi gestivano una parte delle finanze pubbliche attraverso la compravendita dei territori feudali appartenenti alle Università che al momento necessitavano di liquidità.
Nel 1636 Giovan Battista Valignani s'offrì di acquistare Villa Reale (oggi Villareia di Cepagatti) e Socceto, impegnandosi a versare il denaro pattuito in contanti direttamente alla Regia Cassa, per saldare una parte delle tasse municipali. Nello stesso anno Carlo Valignano prese in affitto le entrate dei feudi di Filetto, San Martino sulla Marrucina e Vacri.
Come si è visto con Colantonio Valignani, questa famiglia seppe allacciare rapporti con la diocesi di Chieti, tra le più influenti d'Abruzzo. I membri della famiglia al Parlamento, per elezione del consiglio, furono economi e procuratori della Cattedra e di altre chiese della città, e dell'ospedale dell'Annunziata, mentre altri furono scelti presso la corte papale, soprattutto in occasione della creazione del pontefice Papa Paolo IV (1555), per cui fu inviato Giovanni Andrea Valignani. Il fratello Ascanio Valignani si recò a Roma nel 1577 per sollecitare il pontefice Gregorio XIII a inviare somme per restaurare la Cattedrale. Il gesuita Padre Alessandro Valignano, fratello di Giovanni Andrea e Ascanio, e Visitatore generale delle Indie Orientali, contribuì definitivamente a far entrare la famiglia Teatina tra le grazie papali, e tra il prestigio dei patrizi Romani.
Nella seduta parlamentare del 9 luglio 1628 Giovanni Andrea Valignani segnalò ai suoi colleghi addirittura la presenza di nuovi santi compatroni di Chieti, come Sant'Ignazio, e San Francesco Saverio, e ciò si evince anche dal fatto che a Chieti fu istituito il Collegio dei Gesuiti con chiesa annessa, oggi visibili nella struttura del teatro Marrucino (ex chiesa), e nel Palazzo Martinetti Bianchi (ex collegio). Nessun parlamentare si oppose, e a Chieti venne fondata la Compagnia del Gesù, anche in virtù dei caldeggiamenti di Padre Alessandro Valignani, anch'egli gesuita.
In virtù di questi poteri acquisti anche nel territorio religioso, i Valignani presero a decidere i parroci dei loro feudi di Turri, una delle loro baronie più occidentali, a confine con Alanno e Casauria; ciò significa che i Valignani imponevano alla corte arcivescovile, senza obiezioni, le conseguenze del proprio consuetudinario parlamentare nelle terre di loro proprietà.

### Da Largo del Pozzo a Piazza Giangabriele Valignani
L'attuale denominazione della piazza fu raggiunta negli anni '30 del Novecento. In fotografie storiche la piazza si presentava ad aspetto triangolare, a nord vi era l'interruzione con Via Ulpia, ossia la parte settentrionale del corso Marrucino, con la scalinata della chiesa di San Francesco d'Assisi, che andava a incrociarsi con via Arniense. Le abitazioni, di cui è possibile tracciare una mappa grazie a disegni settecenteschi, e dei piani regolatori della seconda metà dell'Ottocento per il risanamento della città, erano la Casa Francese e l'ex chiesa di San Giovanni Battista dei Cavalieri di Malta, che dava il nome a tutto il rione settentrionale e orientale di Porta Monacisca. 

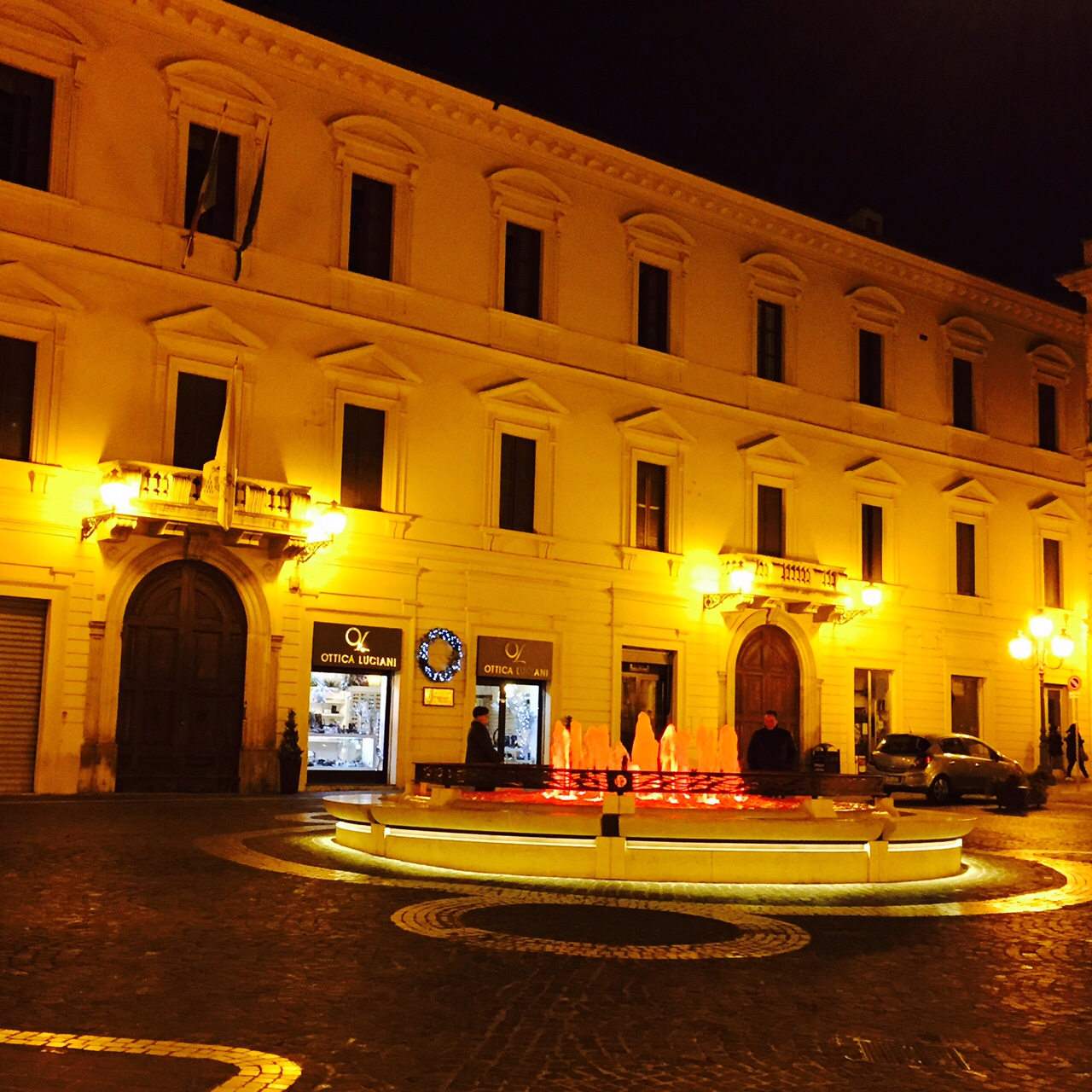
Palazzo arcivescovile e piazza Valignani in notturna

Vi erano due biforcazioni, via dello Zingaro, così dedicata al pittore e scultore molisano Antonio Solaro Di Zinno detto "lo Zingaro" perché viaggiò sempre per committenze, attualmente la strada è Via Cesare de Lollis, in ricordo dello studioso di Casalincontrada (CH), e poi l'ex via degli Orefici, poi reintitolata ad Asinio Pollione, così denominata per la presenza di varie botteghe di gioiellieri, di cui resta la gloria della Gioielleria Fasoli (XIX secolo). Un'icona votiva della Madonna col Bambino posta su un muro, risalente al XVII secolo, presenta un rosario a gioielli, in segno di protezione verso gli artigiani.
I lavori del primo Novecento previdero la demolizione degli edifici che ostruivano il passaggio da Largo del Pozzo alla via Ulpia, inoltre venne allargato il corso Marrucino sud (allora corso Galiani), con la demolizione di varie case popolari, tra cui lo sventramento quasi totale di Piazzale Giambattista Vico, di cui si conserva di originale solo il Palazzo Fasoli.
Condomini e palazzi di gusto umbertino furono ricostruiti, come il Palazzo Croce, Palazzo De Felice, Palazzo Henrici, seguendo i canoni architettonici eclettici, di gusto neoclassico o liberty, il nuovo corso Marrucino fu inaugurato con la costruzione di due palazzi realizzati a mo' di apertura scenografica verso il cupolone di San Francesco: palazzo Francolise-Desiderio.
Il Palazzo dell'Università dei Valignani di Vacri era una modesta costruzione, molto monumentale, che occupava tutto l'isolato di Largo del Pozzo sud-est, via Cauta a piazza Umberto I, aveva impianto quadrato irregolare, gli interni con grandi sale, e la facciata decorata in stile semplice ottocentesco, con ordine regolare di finestre, e parte bassa fasciata in bugnato, e ordine di aperture per le botteghe, più l'apertura centrale ad arco a tutto sesto, di dimensioni maggiori. Stando sopra una grande cisterna romana sotterranea, il palazzo nel 1913 ebbe un cedimento e pertanto fu abbattuto, sicché si concordò con i Domenicani, da tempo impegnati in un lungo contenzioso contro la Prefettura di Chieti, la demolizione anche della chiesa di San Domenico per l'edificazione del Palazzo della Provincia, ancora inesistente, ma ospitato nella Prefettura, che dal 1860 stava nell'ex monastero domenicani, in piazza Umberto I.
Da una parte fu costruito il Banco di Napoli, poi Banca d'Italia con i caratteristici portici alla piemontese, dall'altra la chiesa storica di San Domenico andò per sempre distrutta, le quattro statue monumentali ospitate nelle nicchie della facciata furono spostate due nella facciata di San Francesco al Corso, altre presso la nuova chiesa di San Domenico che si trovava più a sud sul corso Marrucino, ex chiesa di Sant'Anna dei Padri Scolopi. Per fortuna il ciclo di affreschi due-trecenteschi che abbelliva l'interno della chiesa scomparsa fu staccato e conservato nel Palazzo Martinetti Bianchi, e dal 1976 fanno parte della collezione del Museo "Costantino Barbella".

## Architetture

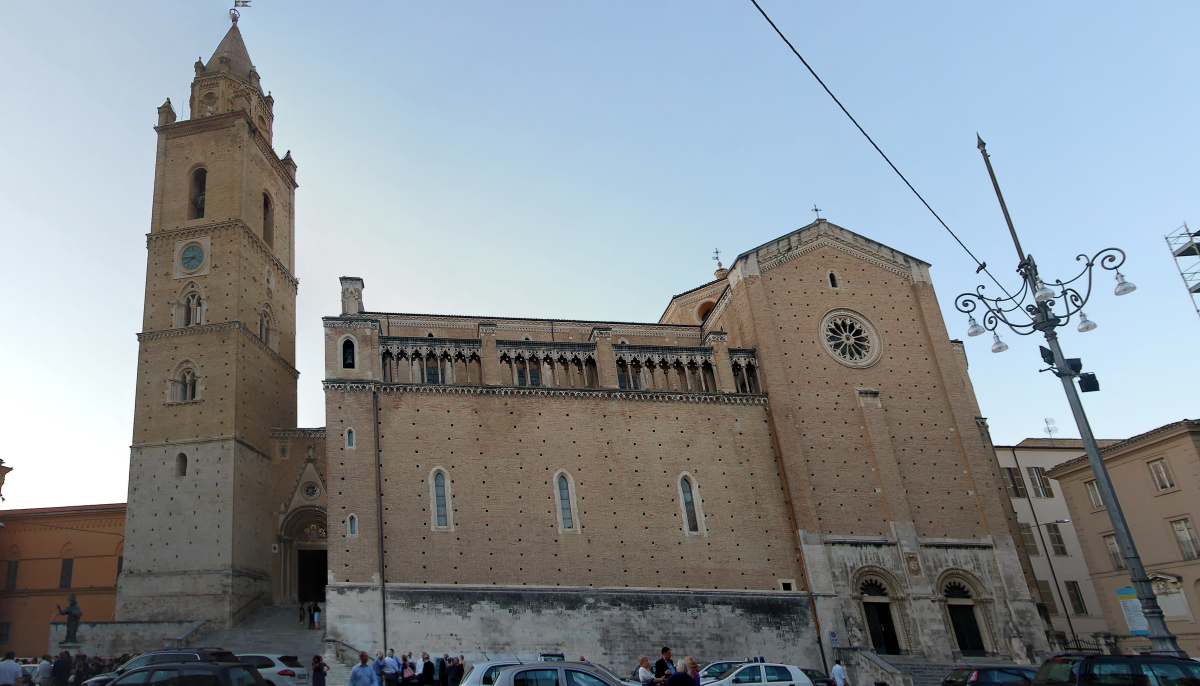
Prospetto
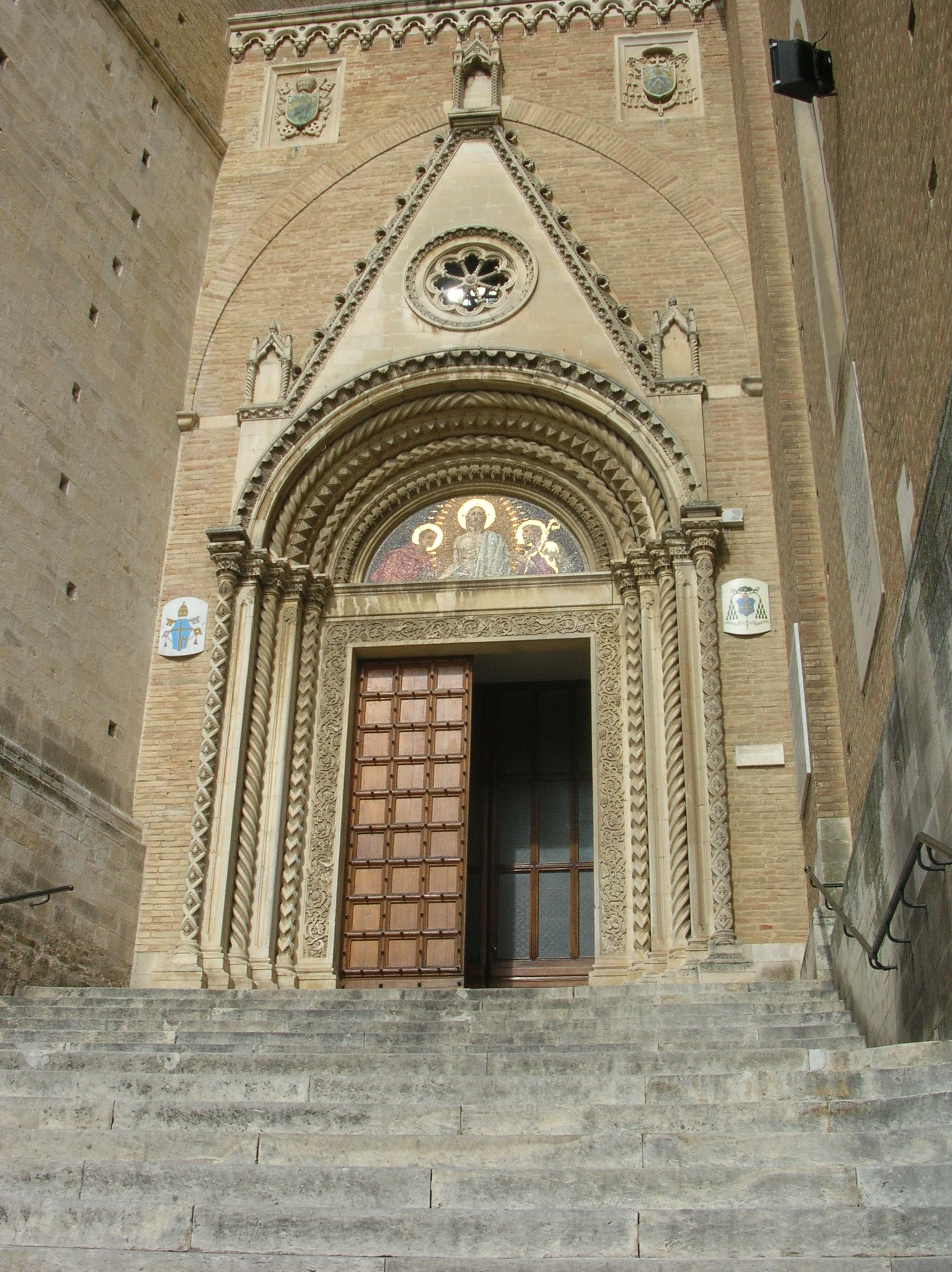
Portale di accesso dalla piazza
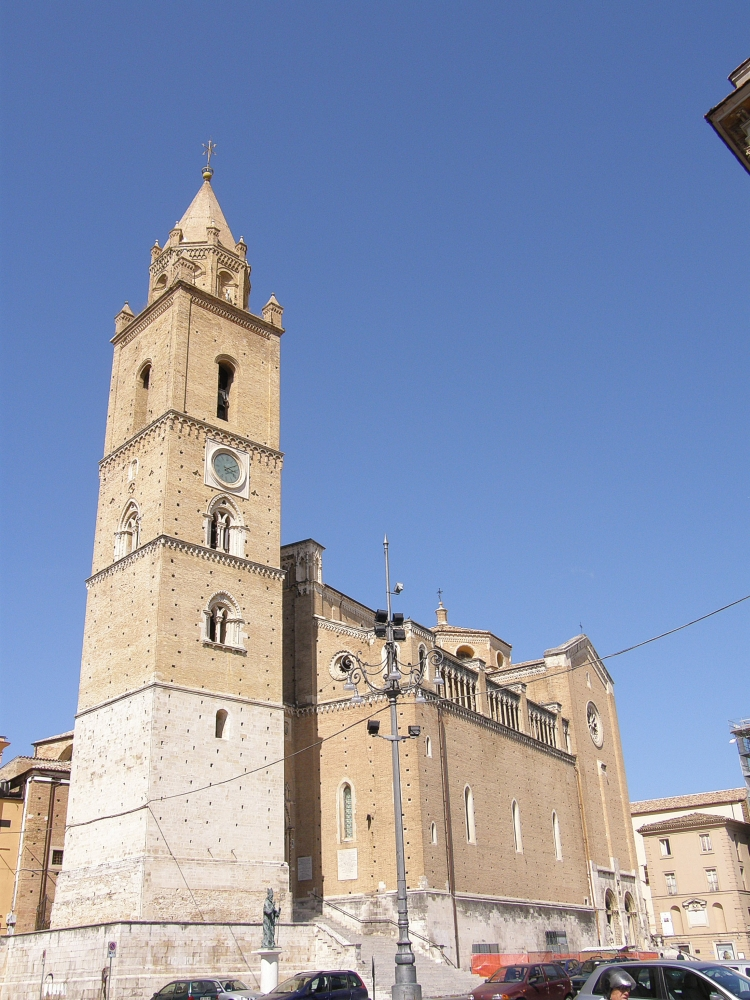
Torre campanaria e prospetto
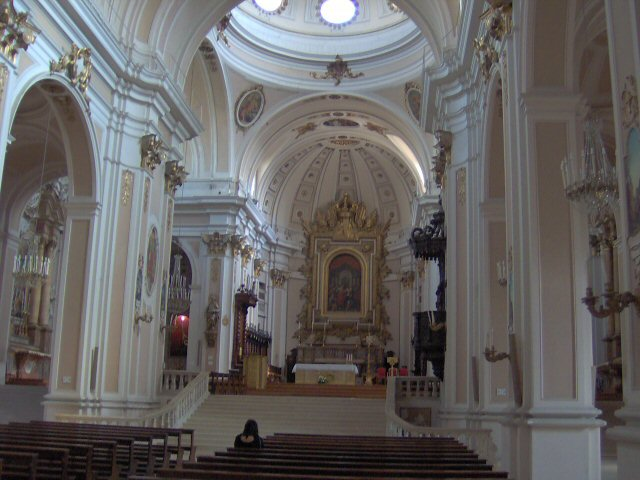
Interno
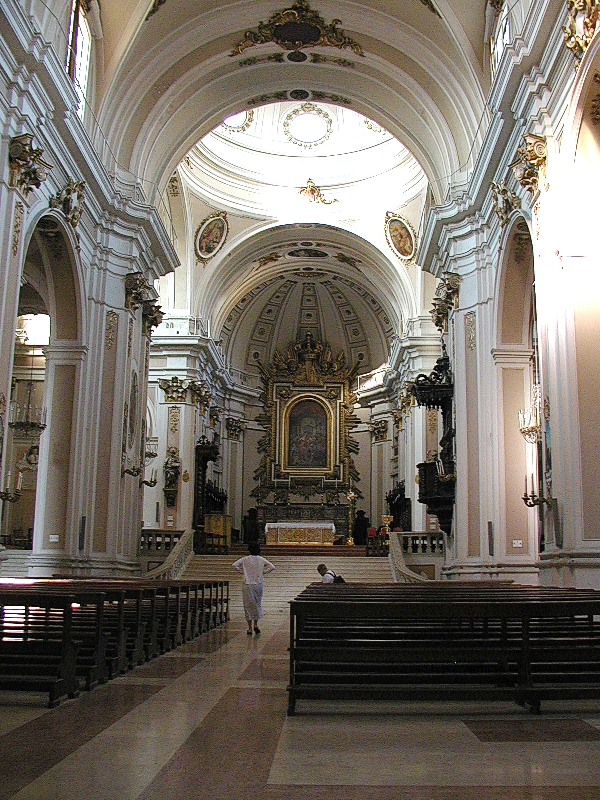
Navata maggiore
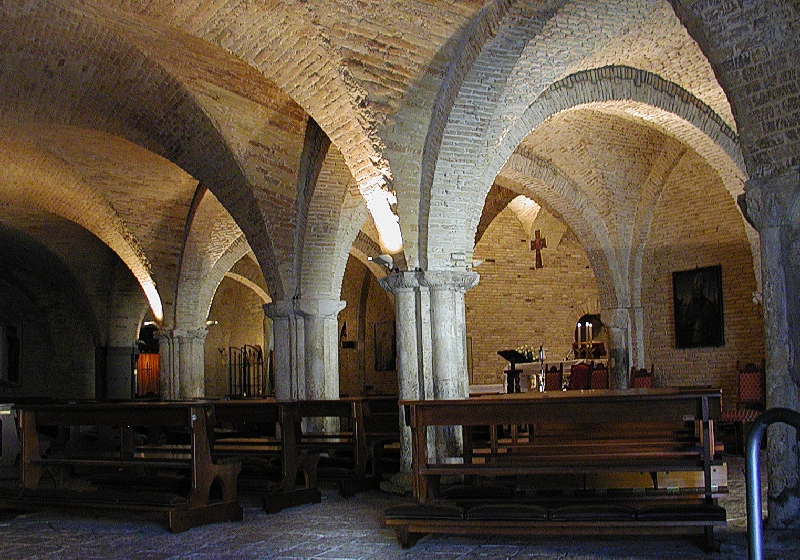
Cripta

- Cattedrale di San Giustino: la Cattedrale di Chieti è un organismo architettonico che si presenta oggi come un palinsesto, frutto dei numerosi e continui rimaneggiamenti succedutisi dal tempo della fondazione altomedievale (VI secolo circa, quando era un monastero dedicato a Santa Maria Madre di Dio). Dopo la distruzione nell'801 di Pipino il Breve, nella guerra dei Franchi contro Longobardi di Benevento, la cattedrale fu ricostruita e dedicata a San Tommaso apostolo, per poi essere riconsacrata nel 1069 sotto il vescovo Attone I a San Giustino di Chieti. Sicuramente tra XIII-XV secolo la chiesa ebbe delle modifiche architettoniche che le fecero avere un aspetto gotico o romanico, ma oggi poco si è conservato per i rifacimenti barocchi, se non la torre campanaria di San Giustino, con il campanile rinascimentale di Antonio da Lodi.
In età moderna, nel 1607 a causa dei dissesti che la chiesa subì per i terremoti, si decise di dare avvio a drastici lavori di ricostruzione quasi totale, che ne cambiarono l'originario aspetto gotico. Alla metà del XVII secolo la cripta trecentesca venne adeguata al nuovo linguaggio decorativo barocco, che previde un rivestimento in stucco con pitture, rimosso nel secondo dopoguerra ridando l'originale aspetto austero dell'ambiente.
La planimetria attuale risale al rifacimento dell'XI secolo dopo la distruzione avvenuta per mano di Pipino il Breve, anche se la ricostruzione gotica ufficiale è testimoniata nel '300 (con lavori fatti nel 1269 per la chiesa di San Francesco), il campanile nei primi tre livelli risale al 1335, e l'ultimo con cuspide è del 1498.[14] Gli interventi più drastici vennero realizzati nella chiesa superiore dopo i danni del terremoto aquilano del 1703, che fece crollare la cuspide rinascimentale della torre campanaria. Dal 1759 al 1770 la chiesa fu completamente rinnovata in forme barocche, progettate dall'architetto Carlo Piazzola, che rispettò la pianta basilicale a croce latina.

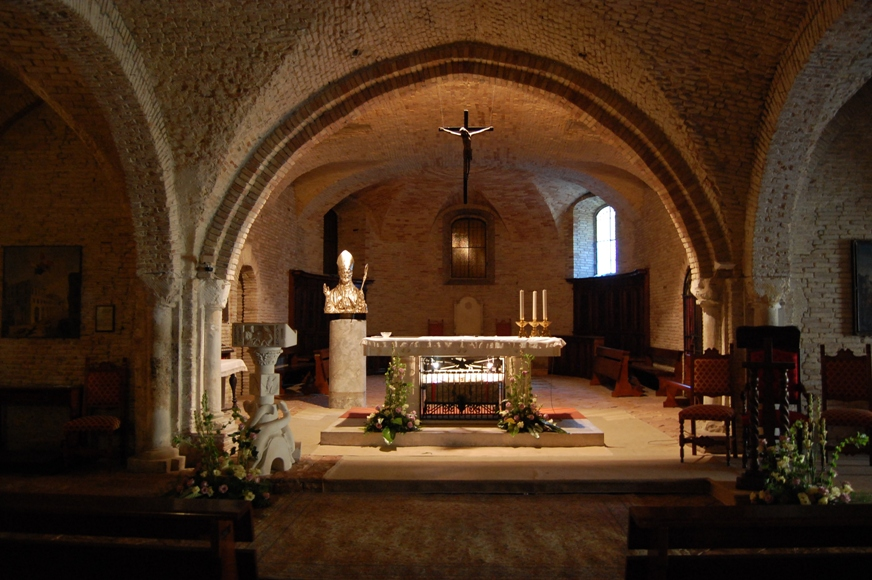
La cripta gotica con il busto di San Giustino

Le tre navate interne furono divise da pilastri quadrangolari in tre ariose campate ciascuna, coperte da volte a botte lunettata sul corpo centrale, e a cupolette sulle navatelle. L'elemento che caratterizza di più l'interno è il dislivello tra le navate e il presbiterio, fortemente rialzato sulla cripta sottostante. Superato il dislivello si accede al profondo transetto coperto con l'abside semicircolare a cassettoni e lo sfavillio dorato dell'altare maggiore. L'uniformità dello spazio interno della chiesa è garantita da un alto cornicione modanato che corre lungo tutto il perimetro al di sotto del quale ritmano la parete lesene poco aggettanti.
Disposte ai lati della cupola si trovano la cappella di San Gaetano Thiene e quella dell'Immacolata, che custodiscono tele del pittore Ludovico de Majo e di Saverio Persico. Altre due cappelline si trovano a destra e a sinistra dell'abside: la cappella "Mater populi Teatini" con la preziosa stata lignea rinascimentale e altare del 1695 e la cappella di San Giustino con busto argenteo del santo, poiché quello originale di Nicola da Guardiagrele (XIV secolo) è stato trafugato. Nella navata sinistra si trova la cappella del Sacramento. organismo voltato a cupola in stile neorinascimentale del 1881, con tela del pittore Francesco Grandi. L'altare maggiore è decorato da un paliotto marmoreo del 1798 di scuola napoletana; la pala maggiore raffigurante Incredulità di San Tommaso è opera di Saverio Persico. Completano la decorazione parietale e l'arredo liturgico numerose altre opere d'arte come gli affreschi ottocenteschi della volta, il fonte battesimale in porfido di Verona del 1599, il coro ligneo del 1769 di Ferdinando Mosca.

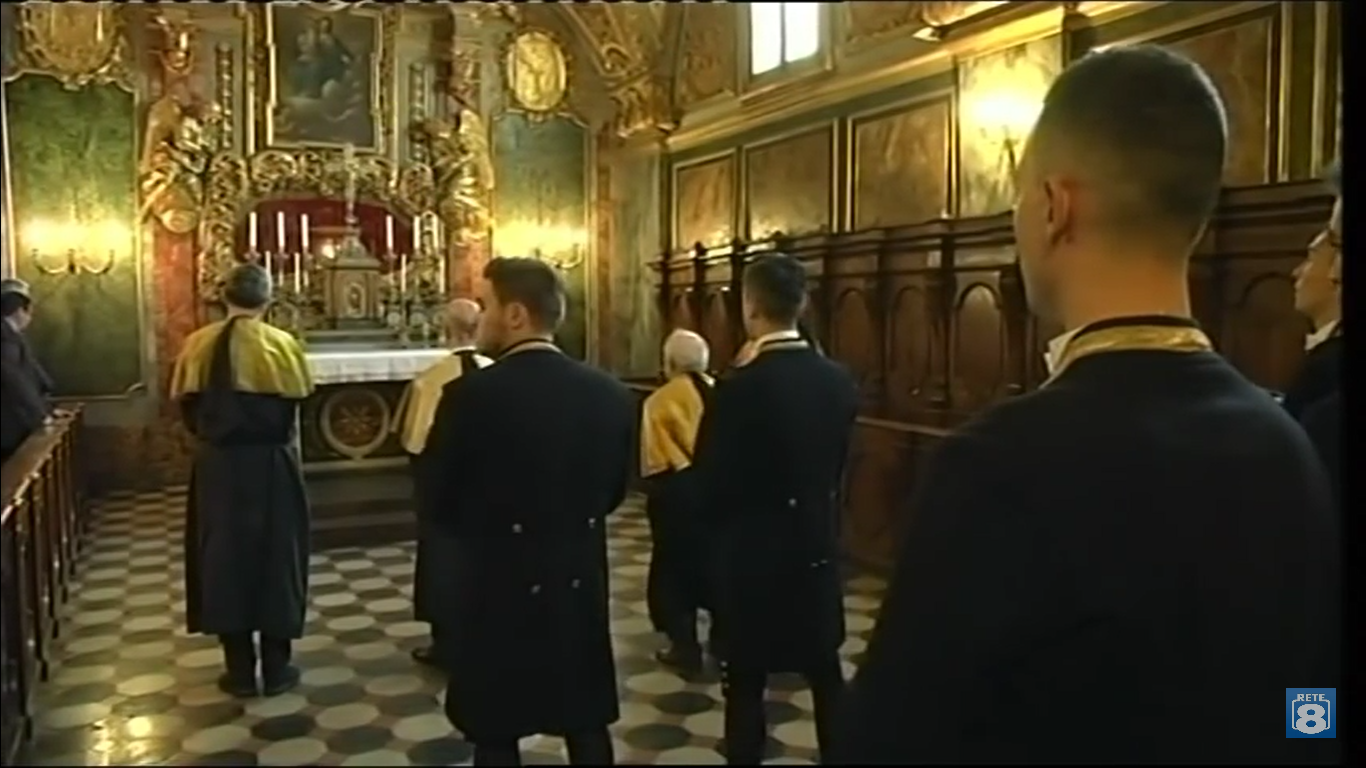
Interno del Sacro Monte dei Morti

- Cappella del Sacro Monte dei Morti: si trova dentro la Cattedrale, accessibile dalla cripta gotica oppure dal Palazzo del Seminario Diocesano in piazzetta Zuccarini, lungo via Arniense. Le vicende storiche della chiesetta sono connesse all'Arciconfraternita omonima. Le fonti della confraternita sono la Historia di Girolamo Nicolino, nella "Storia degli uomini illustri" del Ravizza e un opuscolo di Luigi Vicoli (1859). La confraternita è una delle più antiche, insieme a quella di Santa Maria di Costantinopoli presso la chiesa di Santa Chiara; il suo nome è indissolubilmente legato all'organizzazione della processione del Venerdì santo. Il piccolo oratorio si sviluppò nell'XI secolo per accogliere le reliquie di San Giustino, grazie alle donazioni del conte Drogone e del vescovo Rainolfo, istituendo delle messe quotidiane in suffragio dei morti, da celebrarsi presso l'altare del santo patrono. Nel 1578 Papa Gregorio XIII dichiarò privilegiato l'altare suddetto, favorendo la costituzione formale del Monte che, sempre annesso alla cappella di San Giustino, fu fondato a tutti gli effetti nel 1957, presso l'altare di "Santa Maria Succrre Miseris", vicino a quello del Patrono, grazie al cospicuo lascito di Pietro Antonio Gigante, capitano delle milizie cittadine.[16] Nel 1603 sotto il camerlengato di Girolamo Valignani e Giuseppe de Letto, fu eseguita la volontà del testatore, innalzando una cappella presso la cripta trecentesca. La costruzione inizialmente era modesta, sebbene nel 1648 l'arcivescovo Stefano Sauli autorizzasse l'istituzione della Confraternita. Nel 1666 fu costruita la tomba monumentale per il Capitano Gigante. Nel 1711 furono terminati i lavori di rifacimento barocco, mostrando l'oratorio nelle sue fattezze attuali. Nel 1846 fu sistemata la scala di accesso.
L'aula rettangolare con volta lunettata e due finestre strombate, ha proporzioni armoniose grazie ai rapporti di lunghezza-larghezza; la cappella è ricoperta da stucchi ad altorilievo, costoloni, festoni, medaglioni, riquadri, statue. La decorazione ricalca il tema della passione di Cristo seguendo le scene più importanti tratte dai Vangeli. La piccola pala d'altare mostra la Vergine col Bambino che soccorrono le anime del Purgatorio; l'opera è di scuola napoletana, vicina al Solimena. Quanto agli stucchi, l'apparato decorativo fu opera di Giovan Battista Gianni: lungo i lati maggiori ci sono gli scranni del coro, realizzati in noce, come ben rilevano gli elementi ornamentali e la linea neoclassica del manufatto.

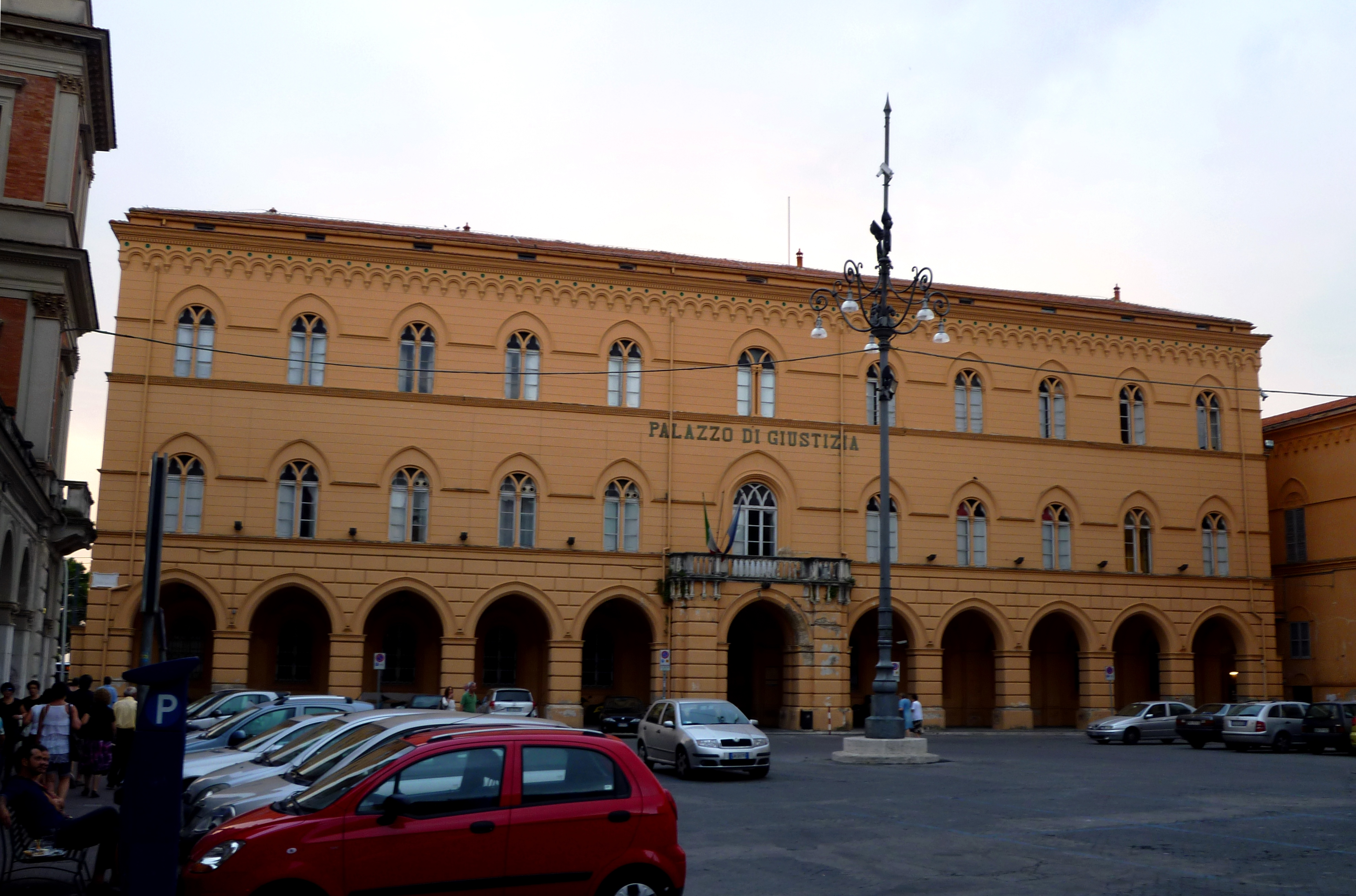
Palazzo di Giustizia nel 2010

- Palazzo di Giustizia: si tratta di una ricostruzione dei primi anni '20 del Novecento sul lato occidentale di Piazza San Giustino, eretta sopra altre abitazioni che furono la residenza del Giustiziere Regio e del Governatore di Chieti sino al XIX secolo per conto dei Borbone, affacciata sul lato ovest di Piazza San Giustino, di un palazzetto più piccolo, dove si tenevano le Regie Udienze. Danneggiato in parte nel 1943, e poi dal terremoto del 2009, nel 2017 è stato riaperto alla presenza dell'ex Ministro della Giustizia Andrea Orlando. Vi si tenne nel 1926 il processo contro gli assassini del deputato socialista Giacomo Matteotti, e Chieti fu scelta come tranquilla cittadina di provincia da Vittorio Emanuele III. Il palazzo rispecchia i canoni dello stile neogotico sobrio, a pianta rettangolare, con facciata decorata alla base da porticato loggiato ad archi leggermente a sesto acuto, e ordine di tre livelli, scanditi sia da cornici marcapiano che da semplici paraste, con in ogni settore una monofora a tutto sesto. La cornice della sommità del palazzo ad archetti pensili, ripropone il modello rinascimentale del teramano, con piccoli cammei policromi posti al centro di ciascun archetto. Vi hanno sede gli Uffici del Tribunale, della Corte d'Assise, la Pretura e la Conciliazione.

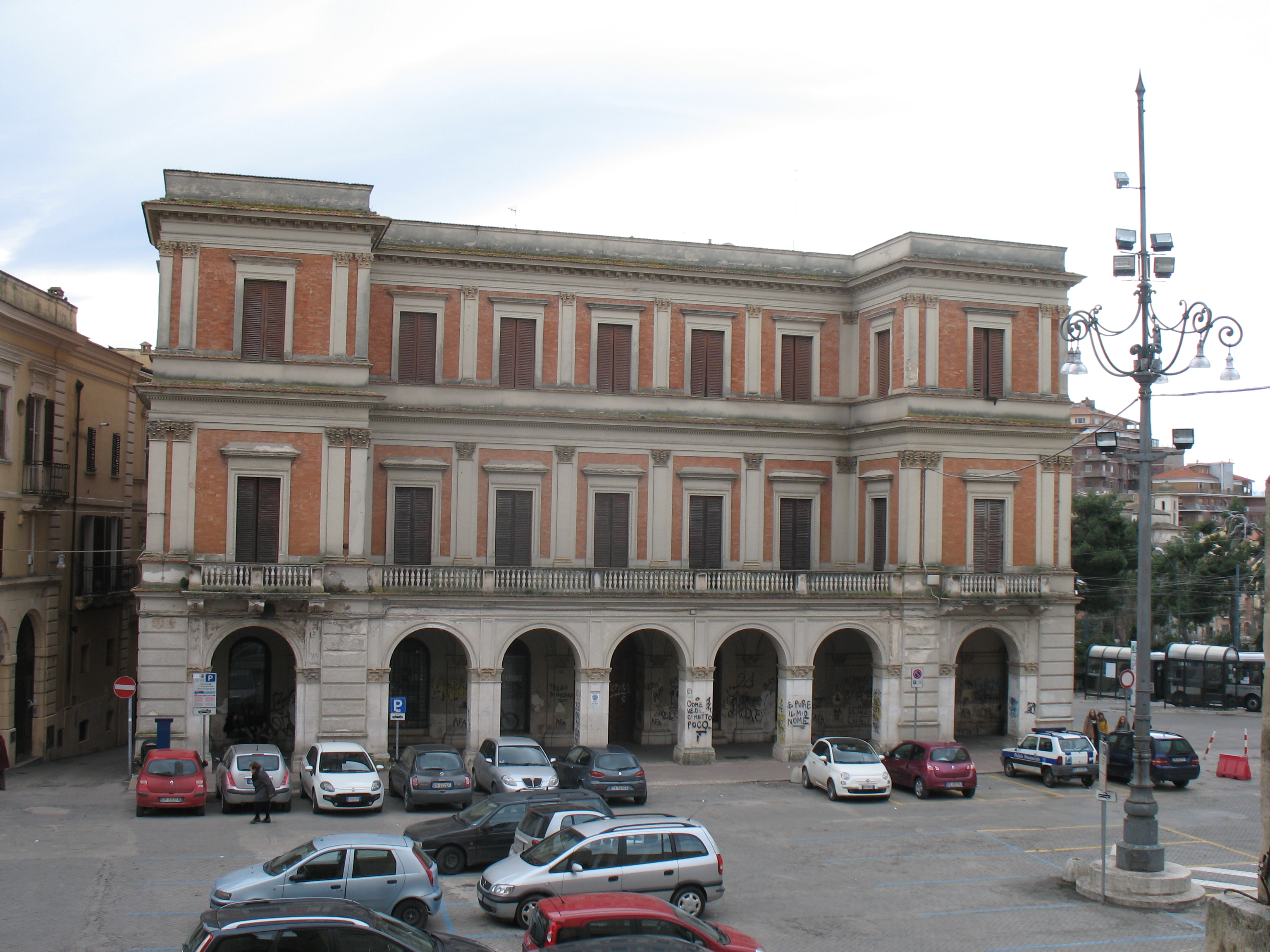
Palazzo Mezzanotte

- Palazzo Mezzanotte: da non confondere con il palazzo in Largo Sant'Agata, si affaccia su Piazza San Giustino, ed è stato realizzato in stile neorinascimentale nei primi anni del Novecento, abbattendo i tre archi di Porta Zunica, uno degli ingressi murati alla città. Il palazzo ha pianta quadrangolare con quattro avancorpi laterali a forma di torrioni. Divenne famoso perché dopo l'armistizio dell'8 settembre 1943, ospitò il maresciallo Pietro Badoglio, e immediatamente dopo il comando tedesco quando Chieti venne occupata militarmente. Sorge sull'area di Porta Zunica, o dei Tre Archi, che componeva la cerchia muraria. Il palazzo ha facciata scandita da un rigoroso ordine geometrico, con un porticato ad archetti, dei quali quelli delle due torri angolari sono inquadrati da fasce in bugnato liscio.
Gli avancorpi centrali del lato piazza e di Largo Cavallerizza sono retrocessi rispetto alle due torri angolari, e sono tagliati orizzontalmente da cornicione marcapiano con trabeazione che corre lungo tutto il perimetro, anche delle torri. Un'ulteriore cornice con balconata si trova tra il pianterreno e il primo piano del lato piazza. L'ordine delle aperture è molto semplice, con semplice cornice, e ciascuna è inquadrata da una parasta a capitello corinzio. L'interno del palazzo è preceduto da un chiostro centrale quadrato, e gli appartamenti sono voltati a crociera.

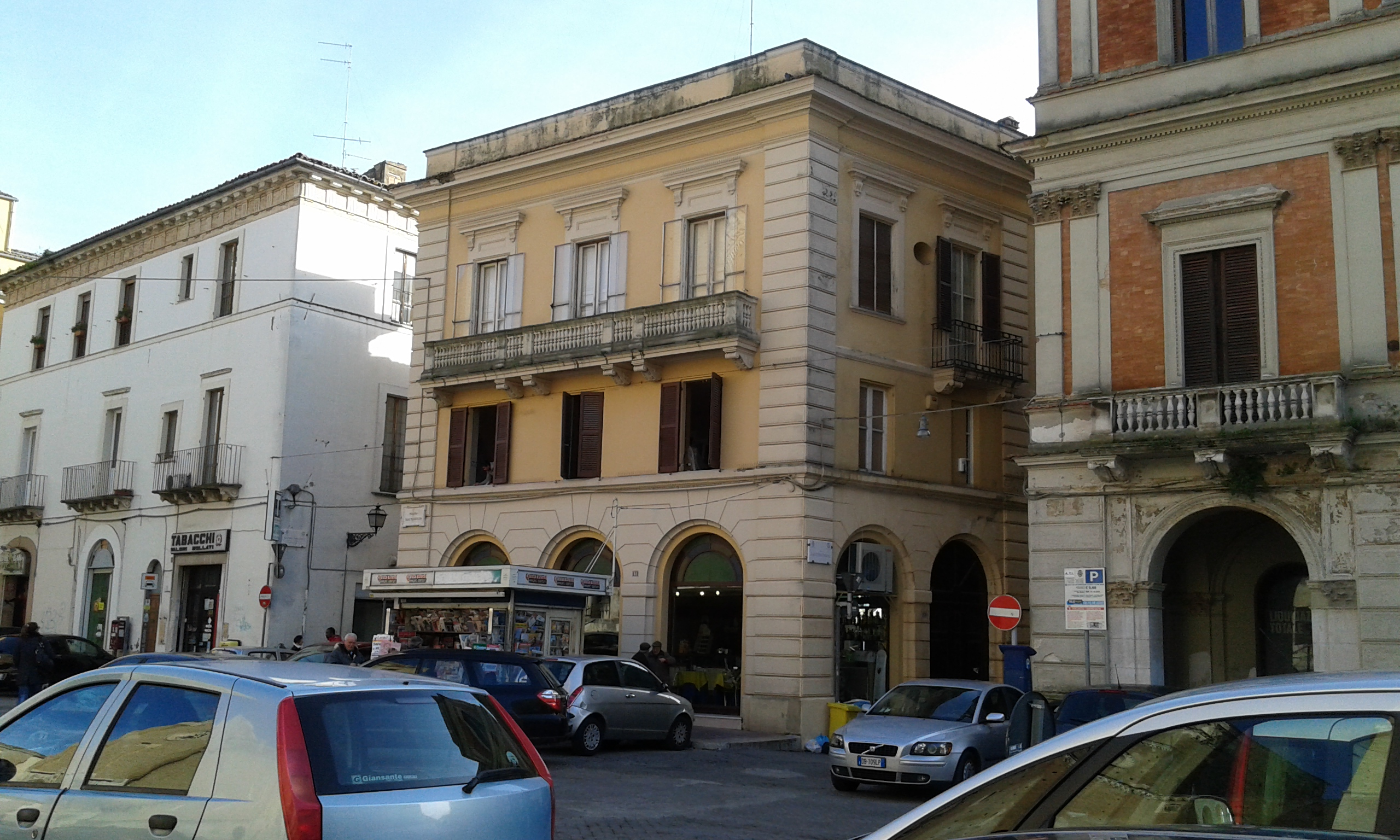
Palazzo Obletter e parte dell'avancorpo di Palazzo Mezzanotte

- Palazzo Obletter': situato tra Piazza San Giustino e via Arcivescovado, è un'elegante costruzione a blocco quadrangolare leggermente allungato su via Arcivescovado. Si tratta della costruzione di primo Novecento degli Obletter del sud Tirolo, l'interno è dotato di scalone monumentale che porta ai piani superiori, e agli appartamenti riccamente decorati con scene a genere mitologico e stucchi vari. l'esterno è fasciato negli angoli da bugne, così come il bugnato insiste sul pianterreno, che mostra tre archi a tutto sesto sul lato piazza, e due sui lati laterali. Un cornicione divide il settore col primo piano, ornato da tre finestre semplici, il secondo piano ha tre finestre in asse, molto più decorate da cornici con architrave a timpano sormontate da volute e mensole a rilievo, in stile neoclassico.

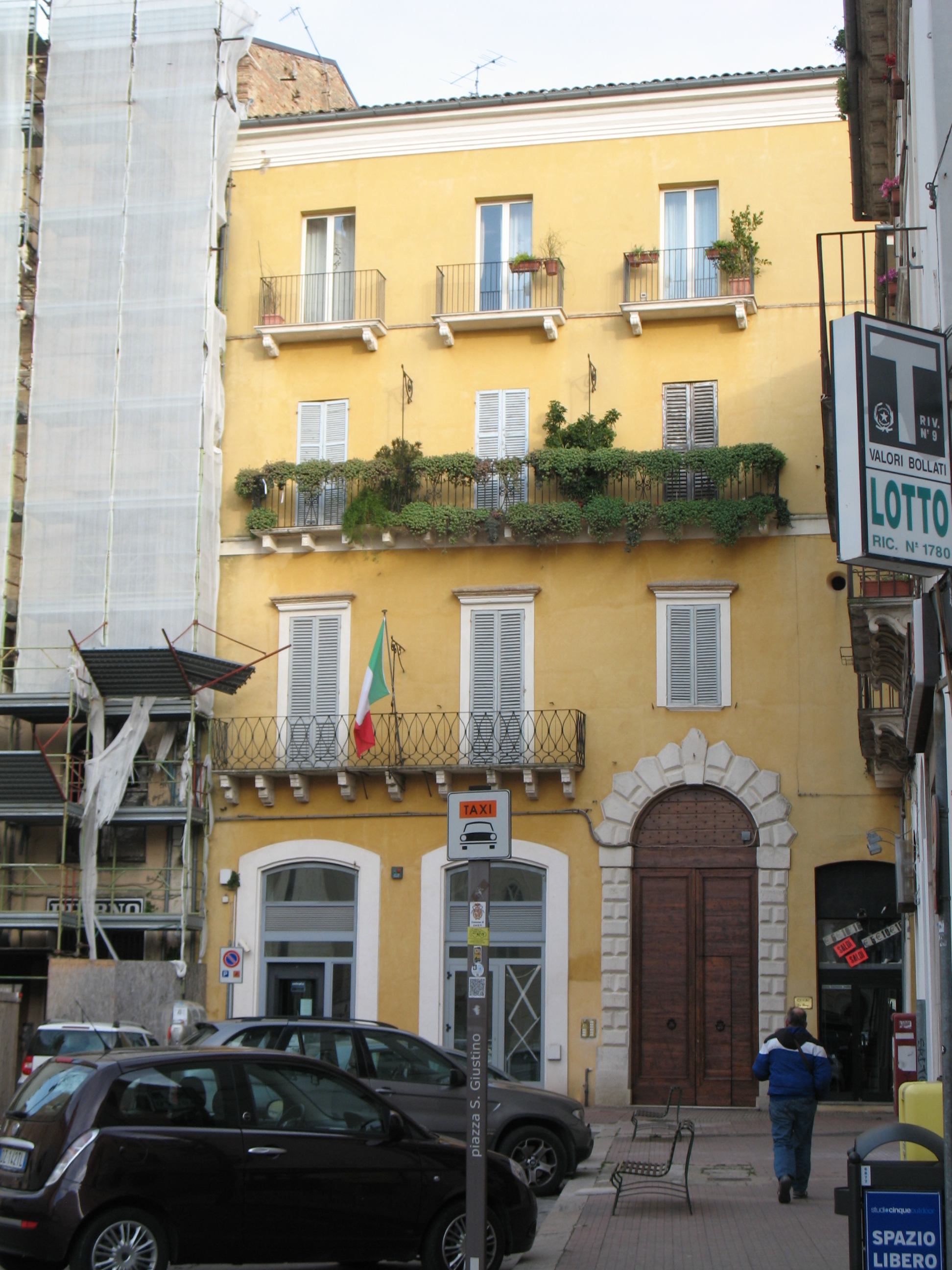
Palazzo Sirolli

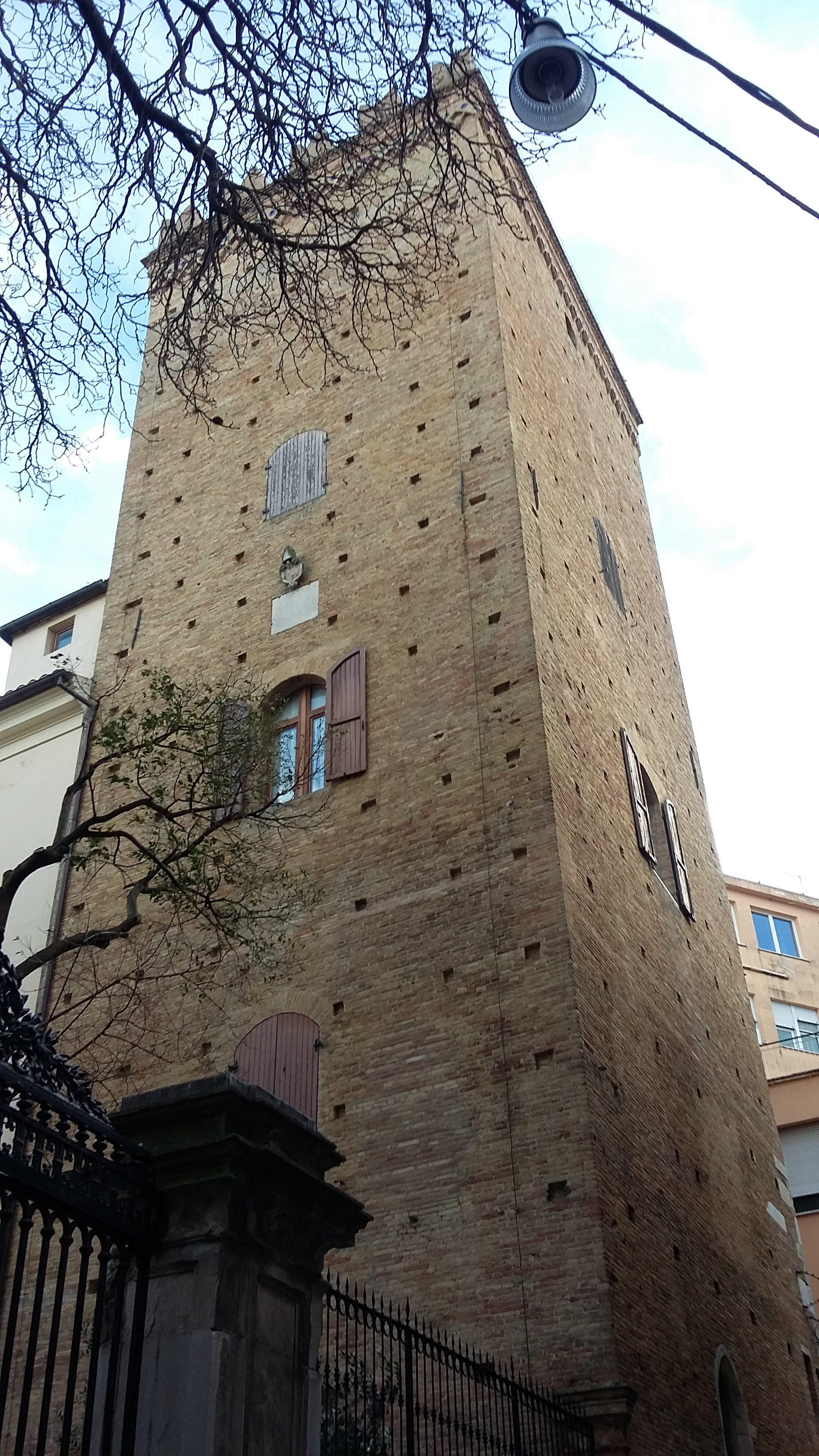
Torre quattrocentesca del palazzo arcivescovile

- Palazzo Sirolli - casa di Giovan Battista Spinelli:ultimo edificio di rilievo di Piazza San Giustino, accanto al Palazzo d'Achille. Fu costruito nel XVI secolo, appartenente a Sante Spinelli, padre di Giovanni Battista Spinelli, famoso pittore barocco abruzzese. Dal 1900 al 1902 ospitò la stazione ferroviaria e della filovia. Il nome attuale proviene dalla famiglia Sirolli Pulieri, di cui un ramo si trasferì nel palazzo baronale di Altino, e fece fortuna anche a Chieti. Nell'ordine, i Sirolli abruzzesi furono Armando Sirolli Pulieri (1904-1998), Camillo Sirolli (1926-2009), e con Maria Cristina la famiglia si spostò a Roma. Il palazzo ha stile settecentesco, posto a fianco Palazzo d'Achille, con alla base di pregio un grande portale fasciato in bugne in modo da creare una cornice coronata, mentre delle semplici cornici dividono il lato piazza in tre settori a finestre.
- Palazzo d'Achille: si trova in Piazza San Giustino, sul lato orientale, accanto all'abside della Cattedrale, all'imbocco di via Chiarini (ex via del Popolo). Risale a un'antica struttura usata dai signori Valignani di Chieti sin dal XVI secolo, profondamente modificata nei secoli successivi, sino a diventare sede municipale col plebiscito del 1860. L'aspetto attuale non permette di comprendere come fosse la struttura seicentesca, poiché la facciata è una sintesi delle linee sobrie neoclassiche e del neorinascimento per mezzo del bugnato presente sulla zoccolatura e sul pianterreno della facciata. Si apre un grande portale centrale a tutto sesto con cornice bugnata, affiancato da due finestre dello stesso stile, ma in scala ridotta.
Una lunga balconata su balaustra corre al termine di questo piano, sovrastata da tre grandi finestre rettangolari con cornice semplice, sormontate da mensoloni, e ciascuna di esse inquadrata da due paraste in laterizio a capitello ionico. Sopra i mensoloni delle tre finestre si trova un altro cornicione marcapiano su mensole, sovrastato da tre finestre dello stesso stile, e con lo stesso motivo delle coppie di paraste. Lo stesso motivo ricorre sul lato di via Chiarini che si affaccia sul corso Marrucino, mentre lo stile cambia completamente nella facciata prospiciente il corso, assai semplice, con fascia di bugnato al pianterreno. Il palazzo è sede del Municipio, anche se è temporaneamente trasferita nel Palazzo della Banca d'Italia per inagibilità dopo il terremoto del 2009. Nel 2013 sono partiti i lavori di restauro, conclusi nel 2018, ma la sede comunale è ancora presso la Banca d'Italia sul corso Marrucino.

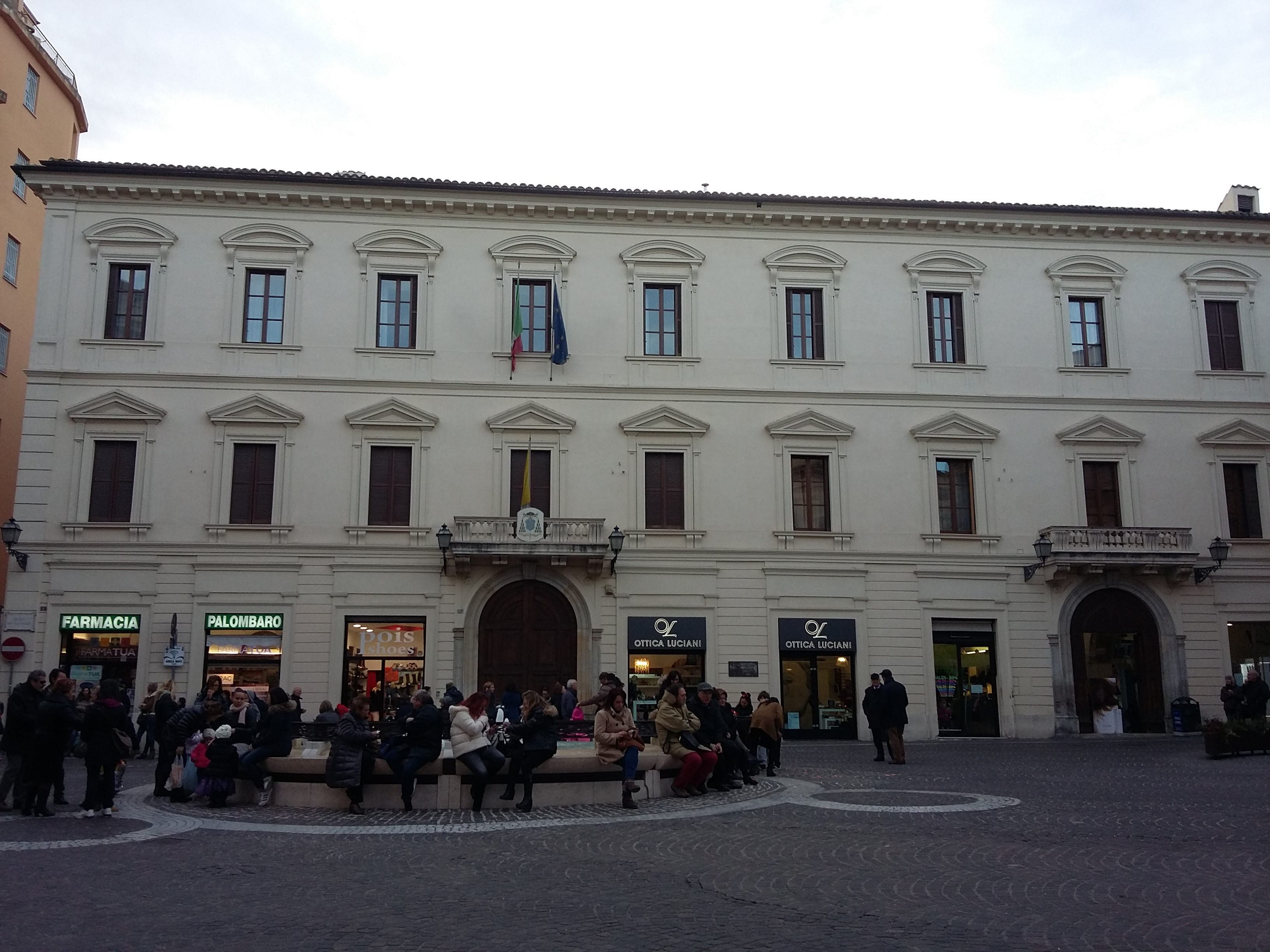
Palazzo arcivescovile, lato piazza Valignani

- Palazzo Arcivescovile e Torre di Colantonio Valignano: affacciato su Piazza Giangabriele Valignani (ex Largo del Pozzo), antico centro civico del potere della cittadina, risalirebbe, come suggerisce la torre fatta edificare dal Cardinale Nicola Antonio Valignano, al XV secolo. In origine l'episcopio teatino si doveva trovare presso la storica cattedrale, poi fu spostato durante l'ascesa al potere di questo casato patrizio La torre che si trova su via Arcivescovado, è datata 1470, unico elemento superstite dell'antica struttura, e venne realizzata dentro le mura a scopo difensivo, in mattoni, con feritoie, e ricca fascia di merlature sulla sommità e coppelle. Il palazzo fu rifatto tra il 1592 e il 1607, e rimaneggiato anche nel XIX secolo, in occasione dei lavori si allargamento del Corso nel 1885. Di interesse la facciata principale, rifatta nel 1877, divisa in tre piani da cornicioni, con ordine di balconi in pietra che sovrastano i portali simmetrici del pianterreno. Le finestre invece seguono l'ordine neoclassico, a timpani alternati di forma triangolare e semicircolare.

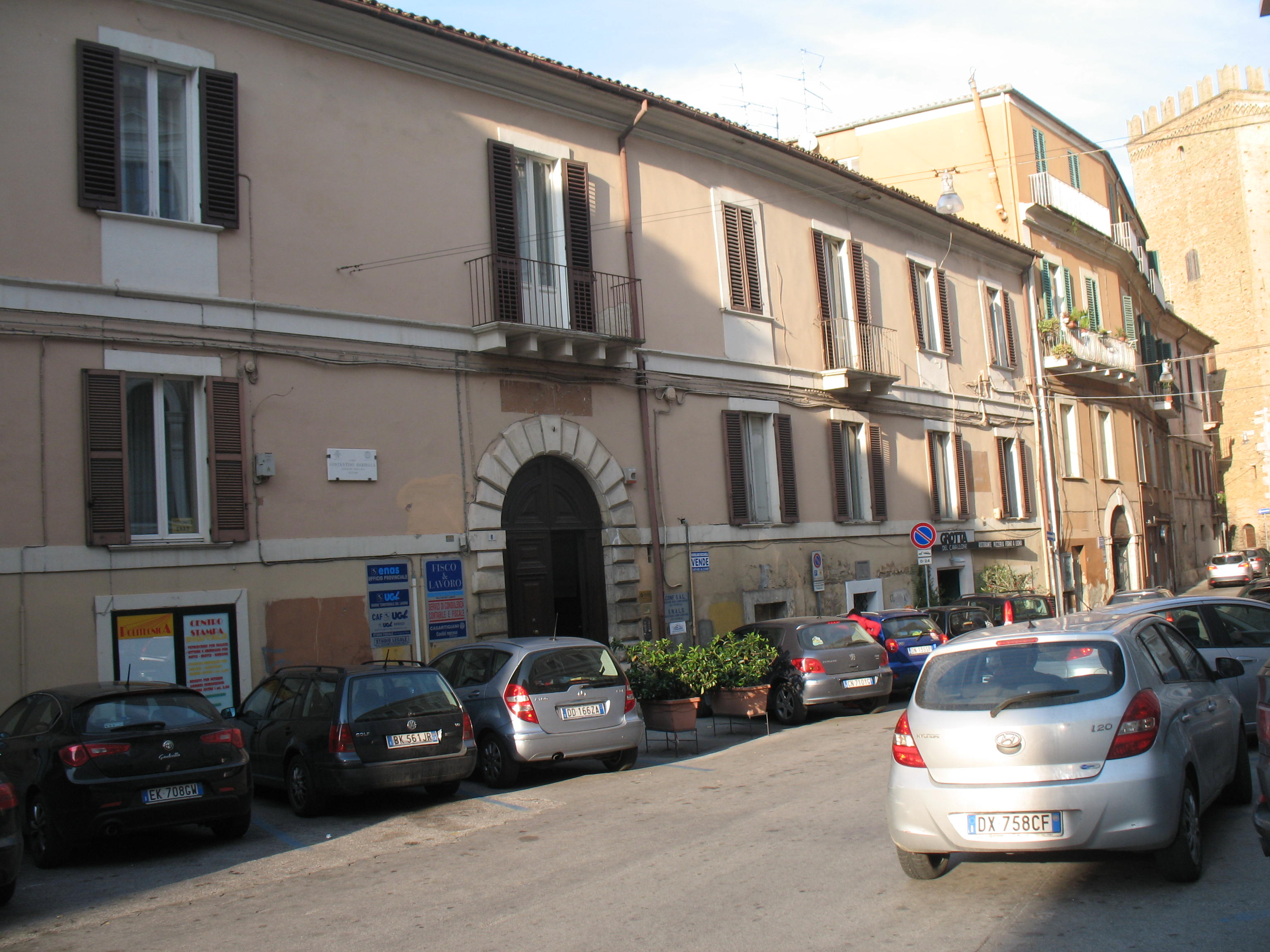
Palazzo Durini, sulla destra si scorge parte della torre dell'Arcivescovado

- Palazzo Durini: sorge in Largo Costantino Barbella, ed appartiene alla famiglia di origini lombarde, venuta in città nei primi del '700, che tra gli uomini ebbe l'illustre Giuseppe Nicola Durini. Negli anni '90 del Novecento nel piazzale furono trovati alcuni reperti di antica domus romana, poiché il palazzo si trova nel rione di San Paolo, il cuore pulsante del foro romano dell'antica Teate dei Marrucini. Il palazzo ha impianto rettangolare con il chiostro interno dell'ingresso, da cui parte uno scalone che porta ai piani superiori. La facciata è semplice, divida orizzontalmente da cornice, con ordine di finestre modeste, solo quelle in asse col portale provviste di un balcone. Il portale maggiore è decorato da cornice a bugnato liscio.

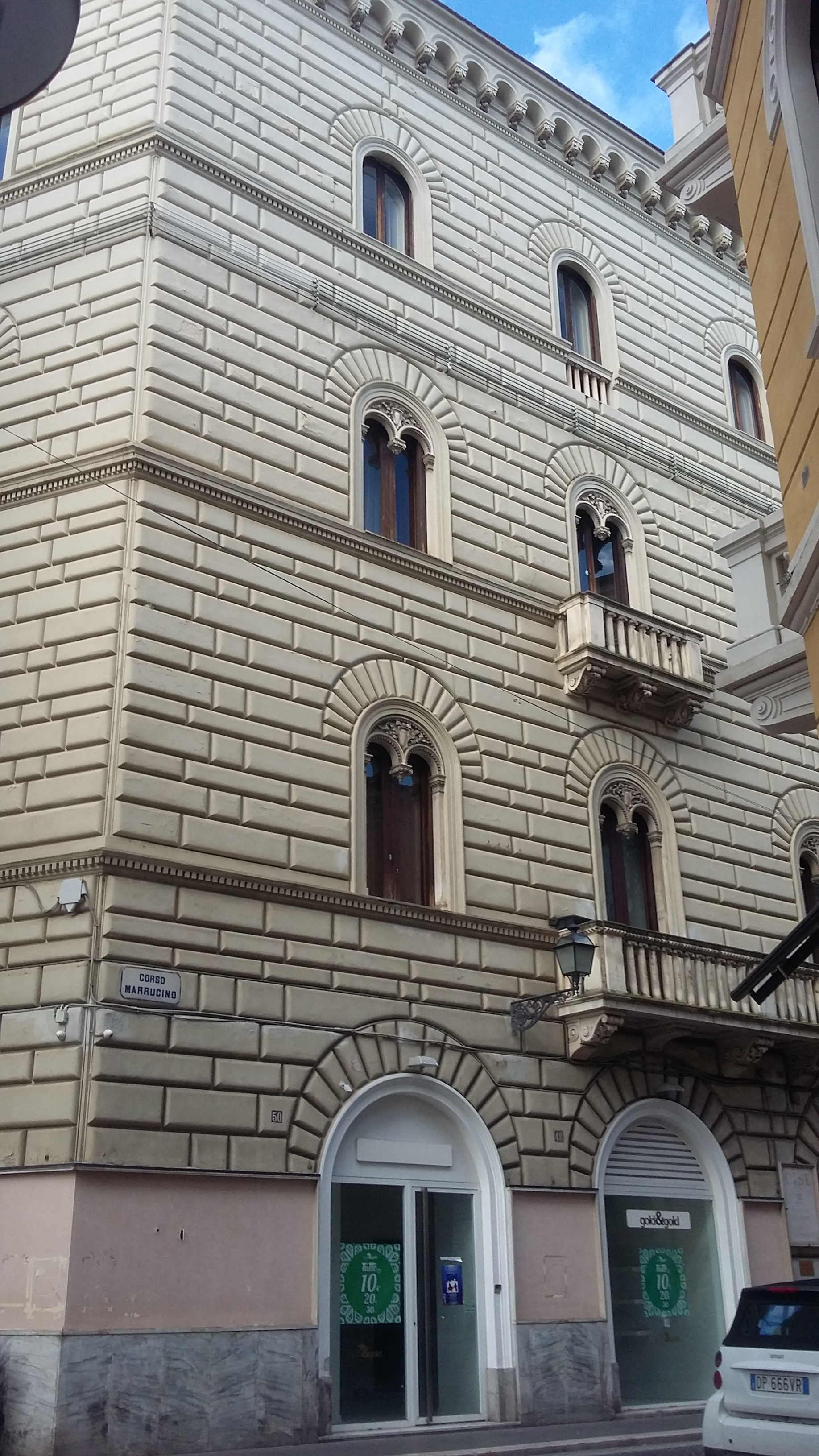
Palazzo Henrici

- Palazzo Henrici: si trova accanto alla parte retrostante di Palazzo d'Achille, affacciato sul corso Marrucino. Si tratta di una costruzione del primo Novecento, rifatta su una preesistente (casa De Horatiis) demolita durante i lavori di adeguamento dell'ex via Ulpia, di cui si conservano alcuni ambienti interni voltati a botte. Ciò che interessa della struttura è l'eclettismo artistico con cui è stato realizzato l'esterno, in stile neogotico semplice, fasciato in bugne lisce, e con ordine di finestre bifore ad arco ogivale. Il palazzo ospita una scuola inglese per studenti collegiali fuori sede.
- Palazzo Tabassi: sorge verso la fine del Corso Marrucino in direzione Piazza Trento e Trieste. Fu fatto edificare nel 1717 dalla famiglia Carosi, edificato sopra Casa Lanuti che su una casa di proprietà dei Crosi, di un tale Francesco Di Berardino, come appare nello strumento notarile del 20 marzo 1717. La casa Lanuti fu acquistata da don Girolamo Carosi, sorgente nel rione Fiera Dentro, ossia il piazzale della chiesa della Trinità, per distinguerlo dalla Fiera Fuori, nell'area della Civitella. Il palazzo era composto di due parti ben distinte fra loro che confinavano sul Corso per tutta la lunghezza della facciata. Il palazzo venne trasformato dalla famiglia Tabassi e trasformato in residenza gentilizia, divenne parte di una serie di edifici di rappresentanza delle storiche famiglie nobili di Chieti, come quelle dei Durini, Henrici de' Mayo, Valignani e Caracciolo. Accanto al palazzo sorgevano delle case appartenenti ai membri del ceto medio borghese, come i Mezzanotte, gli Anelli e gli Obletter; nel 1774 in una delle sale grandi del quarto superiore del palazzo, si ritrovò sulla volta della sala un affresco con uno stemma gentilizio dei Carosi, consistente nello scudo d'azzurro sul quale è impressa una testa di Moro riguardante una Cometa. Il palazzo confina per intero con via Cauta da un lato, dall'altro c'è Palazzo Trinchese con la piccola galleria, edificato sopra il Palazzo Ciavolich. Come i palazzi gentilizi di Chieti, ha grande portone ad arco tutto sesto fasciato in bugnato, da cui si accede al cortile, con scalone monumentale d'ingresso.

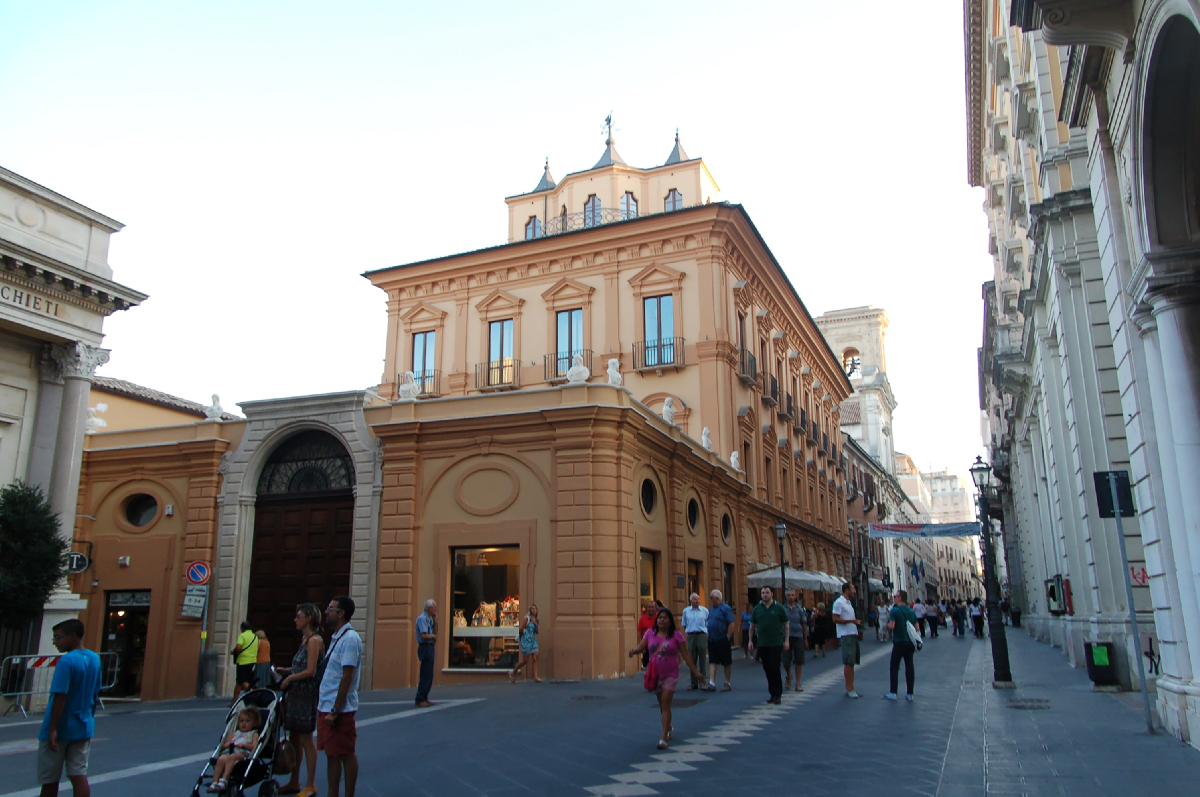
Prospetto di palazzo de' Mayo

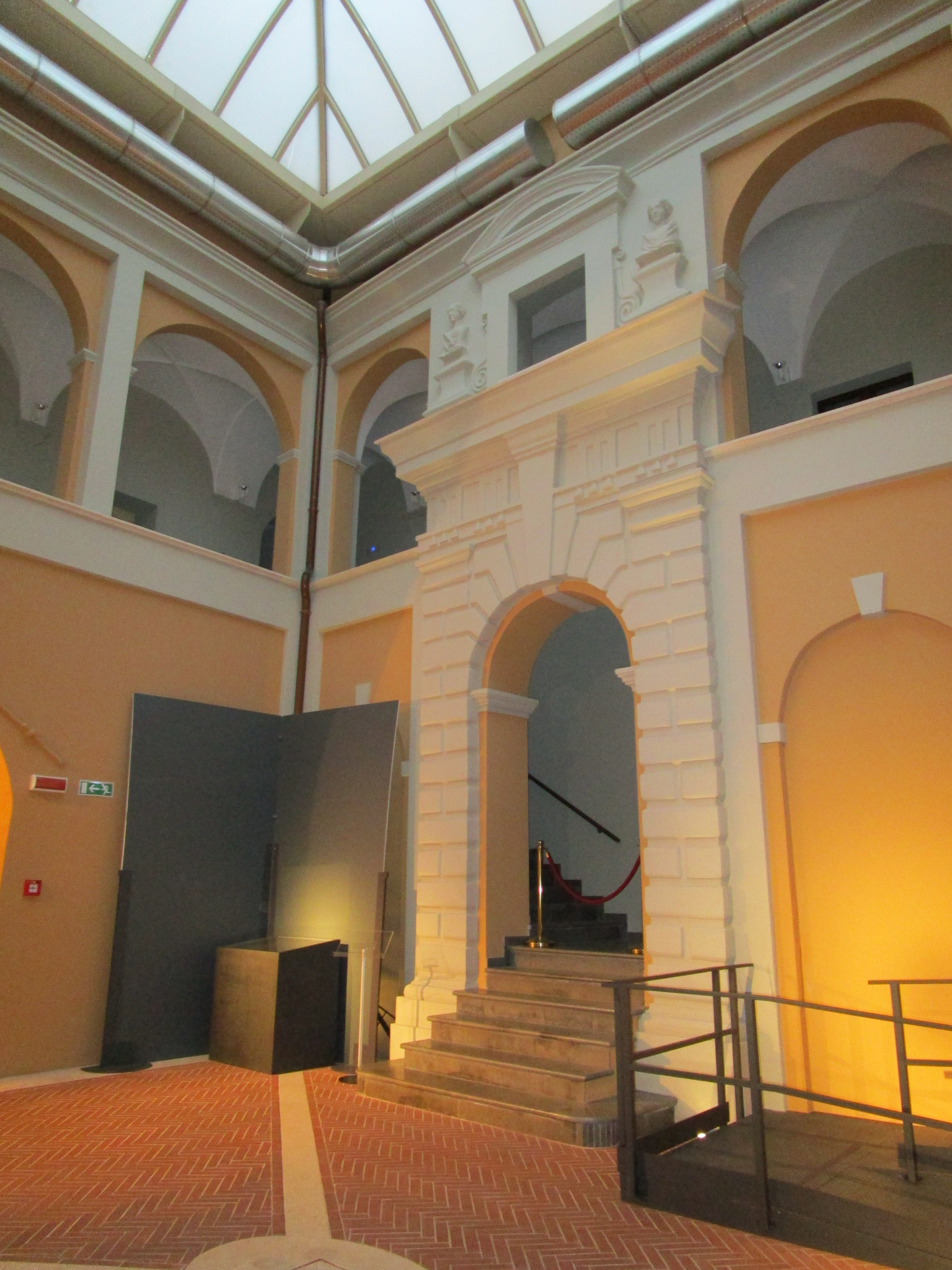
Corte interna di palazzo de' Mayo

- Palazzo de' Mayo: è uno dei palazzi più belli e suggestivi di Chieti, affacciato sulla piazzetta dei Martiri della Libertà (ex Largo San Domenico) lungo il Corso Marrucino. Edificio sei-settecentesco che testimonia un'originale architettura barocca abruzzese, sede della Fondazione CariChieti e sede museale della Cassa di Risparmio. Originalmente il palazzo era dei signori Costanzo, che lo ebbero da Giuseppe Valignani Duca di Vacri, che lo vendette nel 1788 ai Severino Saverio e Luigi Costanzo. Ai Costanzo venne venduta solo la casa della servitù, che faceva parte del grande complesso palaziato, ma dato che l'immobile era in degrado, tutto quanto venne acquistato e ristrutturato. Nel 1815 questioni di denaro tra Saverio Costanzo e un tal Celidoro Farina fecero in modo che il palazzo fosse diviso in due proprietà. Per questioni di debiti, il palazzo andò in mano a Levino de' Mayo nel 1825, che recuperò tutta la struttura per adattarla ad Intendenza di Provincia d'Abruzzo Citeriore; nel 1854 il palazzo passò al figlio Acindino, che lo ristrutturò nel 1884.
Nel 1907 il palazzo fu requisito dal Prefetto per destinarlo al Comando di Divisione "Pinerolo", e sei anni dopo andò in eredità a Marianna e Corrado de' Mayo. Nel frattempo l'Intendenza era stata trasferita nel Palazzo della Prefettura posto accanto, ricavato dall'ex convento di San Domenico. Nel 1977 Laura de' Mayo propose il progetto di recupero totale dell'edificio, quando lo vendette alla Cassa di Risparmio della Provincia di Chieti, che vi stabilì la propria sede.

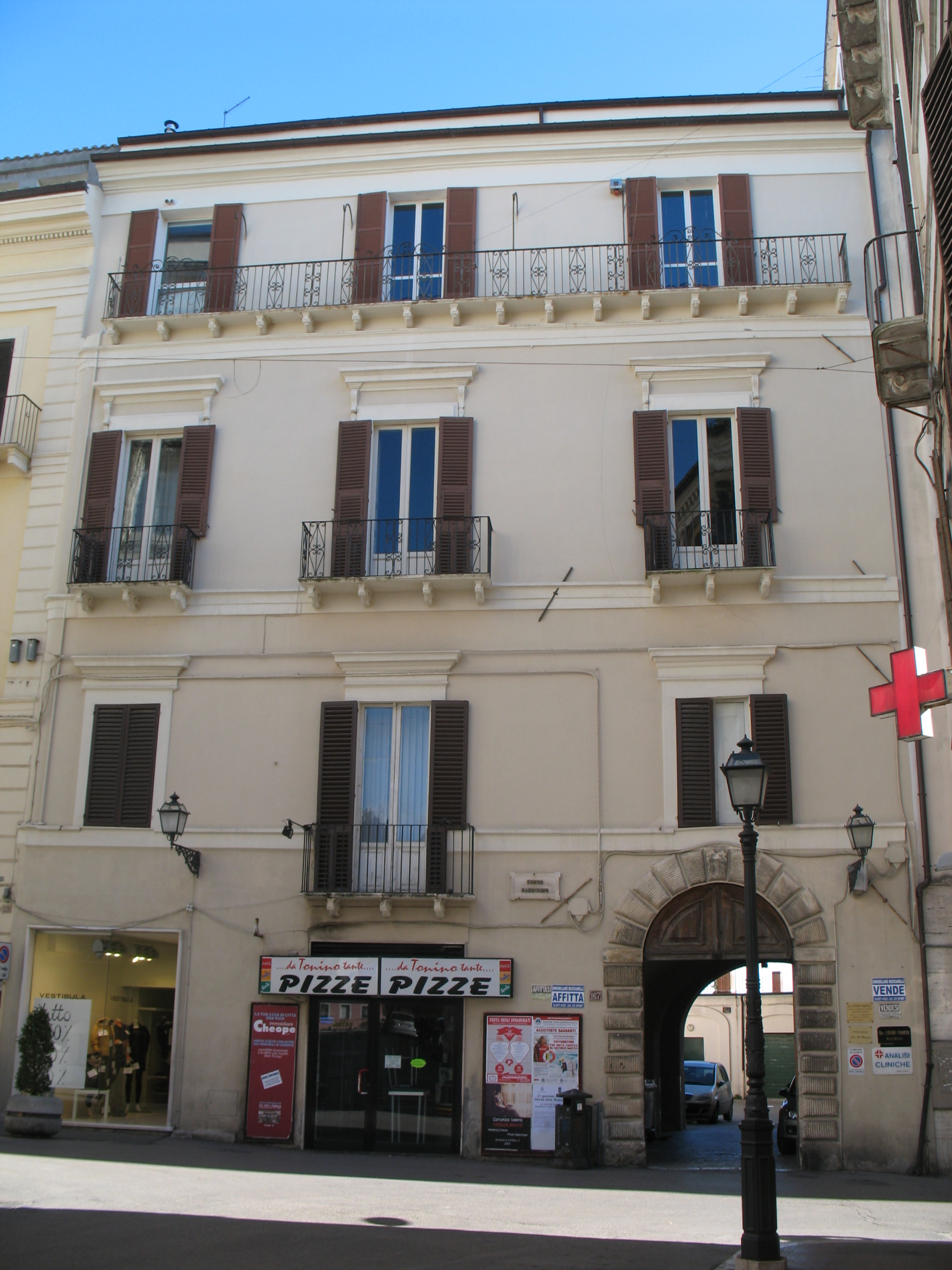
Palazzo Olivieri, visto dall'incrocio del corso con viale Silvio e Bertrando Spaventa

I lavori durarono dal 1994 al 2004, quando venne creata la Fondazione CariChieti, che curò il restauro per via dell'architetto Carlo Mezzetti da parte del Presidente Mario Di Nisio. L'esterno è frutto di un vivace eclettismo artistico di tardo Ottocento, con un blocco affacciato sulla piazzetta dove si trova l'accesso, che immette al cortile, mentre un ordine di arcate a tutto sesto si snoda sul lato affacciato sul Corso. La balaustra è decorata da busti di uomini illustri, ossia i proprietari storici del palazzo. Con l'ultimo restauro del 2012 dopo il terremoto del 2009, il palazzo è divenuto sede di un Museo d'Arte con sale dedicate anche a mostre ed esposizioni varie. La collezione consta di 130 dipinti, sculture di 90 artisti del XX secolo, come l'Ortega, Sassu, Cremonini, Bodini, opere d'oreficeria comprese tra il XVII-XIX secolo. La collezione contiene anche opere degli abruzzesi Costantino Barbella e Francesco Paolo Michetti.
- Palazzo Olivieri: si trova sul Corso Marrucino sud, affianca Palazzo Tabassi, e risale al XVII secolo, comprato dalla famiglia borghese originaria di San Valentino in Abruzzo Citeriore, il cui massimo personaggio storico fu il patriota Silvino Olivieri, incarcerato durante la repubblica francese del 1799. Il palazzo ha un aspetto tardo settecentesco, con classico portale ad arco a tutto sesto, fasciato a bugne, e con facciata scandita orizzontalmente da paraste, con ordine semplice di finestre. Un piccolo chiostro precede l'accesso al palazzo vero e proprio.
- Palazzo della Banca d'Italia: la costruzione risale al 1920 circa, eretta sopra il Palazzo dell'Università dei duchi Valignani di Vacri, che crollò in parte a causa del cedimento del terreno del 1913, essendo stato costruito sopra una cisterna romana. Il palazzo infatti era di grande importanza, sede del parlamento Teatino, e poggiava sopra una grande cisterna romana del I secolo d.C., usata sin dai Marrucini come pozzo sacro (da cui l'antico toponimo del piazzale Largo del Pozzo), nonché usata come grande rimessa del grano per la plebe da usare durante le carestie. Crollato il palazzo, venne edificata la nuova costruzione in stile monumentale e tardo classico, affacciata su Piazza Giangabriele Valignani, con al pianterreno un ordine di cinque archi a tutto sesto fasciati in bugnato. Tali archi sono inquadrati da paraste in bugnato che scandiscono anche il livello superiore della facciata, con cinque finestre architravate a timpano alternato triangolare-curvilineo, ornate nelle cornici da motivi vegetali e capitelli corinzi, e delle quali quella centrale presenta un grande balcone centrale. La trabeazione dell'architrave di sommità della facciata poggia su mensoline, sovrastata da una balaustra balconata, suddivisa in asse con le paraste verticali che corrono lungo tutta la facciata, con capitelli compositi a foglia. L'accesso è dato da uno scalone, il soffitto del salone d'onore è affrescato.

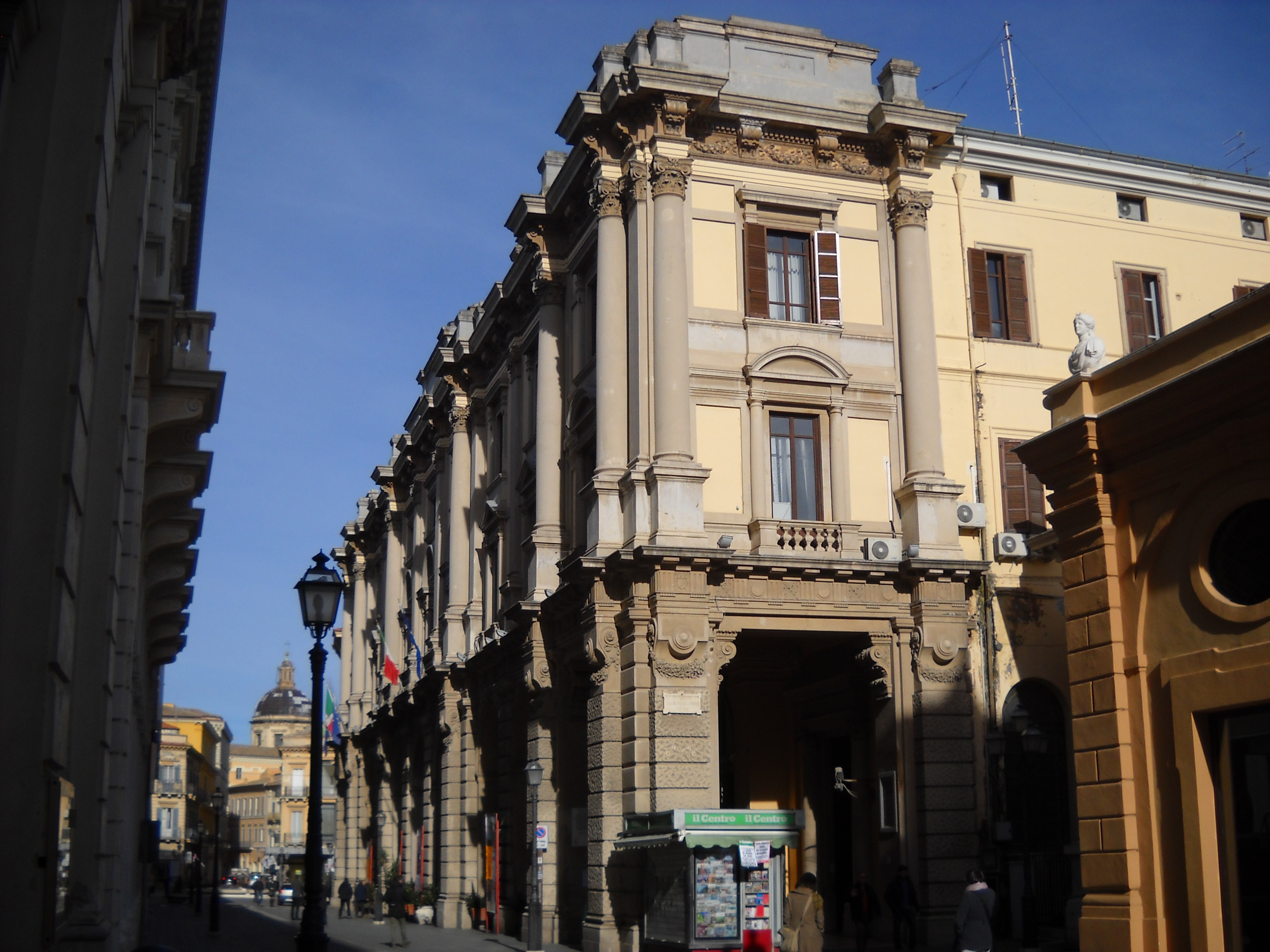
Palazzo della Provincia, e parte, sulla destra, del cortile di palazzo de' Mayo. Il palazzo ricalca perfettamente l'area di edificazione della storica chiesa di San Domenico

- Palazzo del Governo e della Provincia di Chieti: sorgente sul Corso Marrucino, accanto alla Banca d'Italia, la Prefettura Regia di Chieti d'Abruzzo Citeriore fu istituita nel tardo Ottocento, trasformando il convento di San Domenico, e nel 1913 l'edificio della nuova Prefettura venne completato affacciandosi sul Corso, abbattendo la chiesa rimasta. La costruzione del palazzo fece parte del piano di qualificazione della strada grande di Chieti, che proprio all'altezza del sagrato della chiesa si restringeva notevolmente. Il convento era molto antico, risalente alla metà del XIII secolo, e fu uno dei maggiori centri di vita religiosa Teatina, i frati vi crearono una farmacia ricca di medicinali, forniti ai poveri, una copiosa biblioteca, andata perduta, e una scuola di novizi. Con decreto del 1808 di Gioacchino Murat, il convento fu soppresso, i Domenicani ripartiti in case monastiche della Provincia, l'edificio destinato ad alloggio degli uffici dell'Intendenza d'Abruzzo Citeriore, e la chiesa venne concessa alla Confraternita del Santissimo Rosario.
In vista dei progetti del 1885 di allargare la strada del Corso Gagliani, come si chiama allora il Marrucino, nel 1913 la chiesa venne abbattuta, poiché la Confraternita per vent'anni si oppose in ogni maniera alla distruzione, finché non accettò il trasferimento nel Collegio di Sant'Anna degli Scolopi, che attualmente porta l'intitolazione a San Domenico al Corso. La monumentale facciata sul Corso è opera dell'ingegner Giulio Mammarella, che realizzò anche i portici, conclusi nella realizzazione nell'anno 1928. Durante gli scavi per la costruzione vennero scoperti anche fondaci e cisterne d'epoca romana, poiché l'antico Corso di Chieti era la via Tecta, accessibile dal vicino Palazzo de' Mayo.

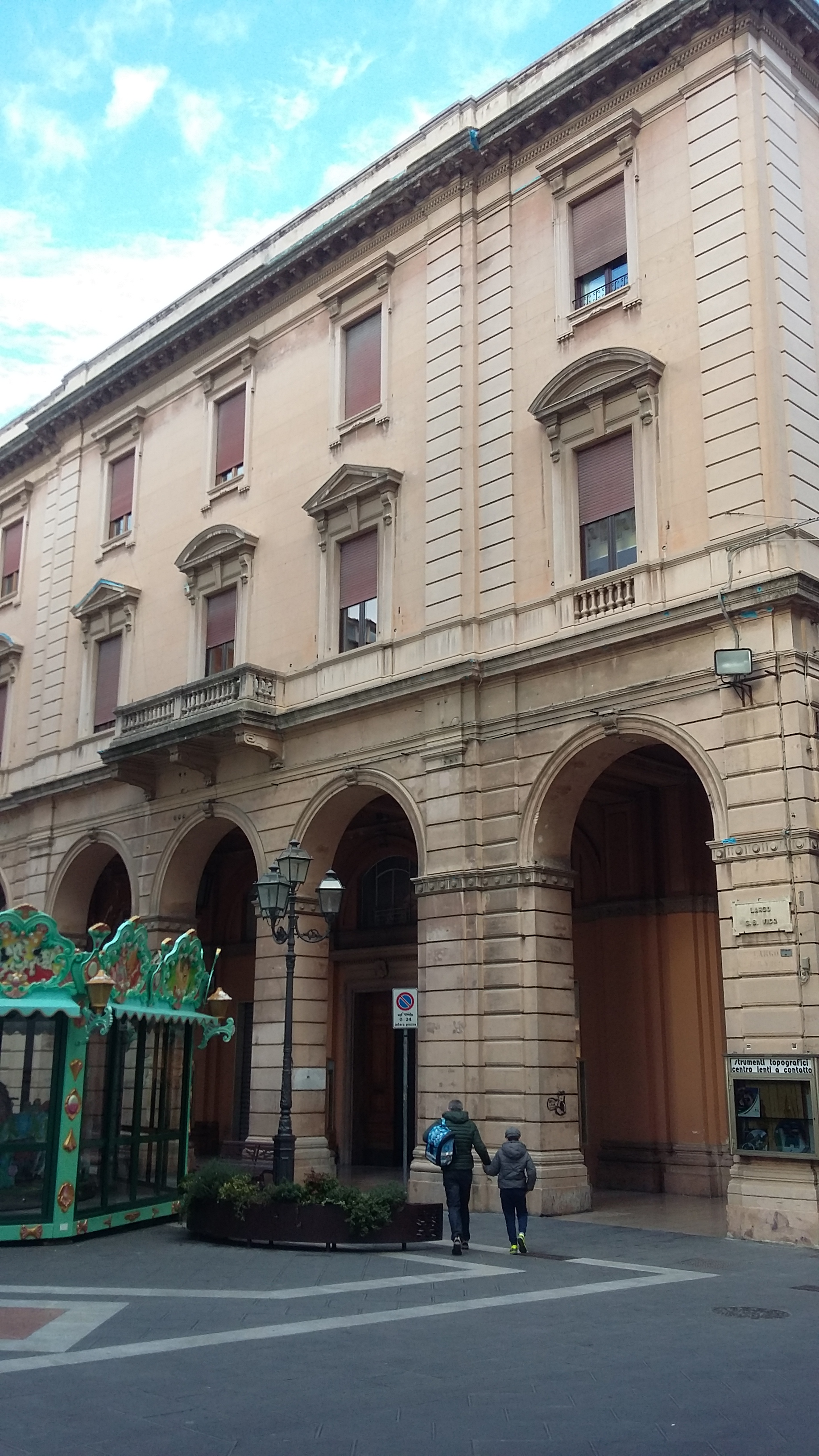
Palazzo Croce, lato Piazzale Giambattista Vico

Il palazzo ospita la Provincia e la Prefettura di Chieti, la facciata sul Corso è scandita alla base da un ampio porticato ad archi, scanditi da grosse colonne-pilastri in bugnato grezzo, con sorta di capitello circolare ornato da festoni floreali e frutti. Dagli zoccoli che si innalzano dal mensolone della cornice marcapiano, si trovano gli altri due settori del palazzo, sempre ripartiti dalle paraste e dalle colonne cilindriche e capitello corinzio: il primo ordine di finestre propone sempre lo schema binato del timpano a triangolo-semicerchio, il secondo ordine ha architrave semplice, infine il cornicione finale su mensole inginocchiate propone sempre rilievi a festoni di frutti e vegetali. Le aperture nei portici ospitano attività commerciali, lo storico Caffè Vittoria, e l'accesso mediante scalone alla Prefettura. La Sala di Rappresentanza è decorata da affreschi tardo classici, con lampadari, motivi geometrici vegetali e floreali, e riquadri d'ispirazione mitologica, mentre le tele sulle pareti sono di pittori abruzzesi come Michetti e Cascella. In particolare Michetti realizzò un grande affresco nella Sala Consiliare che propone scene di vita Abruzzesi in omaggio al secolare lavoro di campagna, montagna e pesca.
- Palazzo Croce: si trova sul Corso Marrucino, e una porzione si affaccia sul Piazzale Giambattista Vico. Si tratta di un edificio costruito negli anni '20 del Novecento, durante il piano di qualificazione della strada maggiore di Chieti, appartenne alla famiglia del filosofo Benedetto Croce originaria di Montenerodomo, e si presenta nel tardo stile neoclassico umbertino, con scansione in tre settori, il pianterreno fasciato in bugnato con ampie arcate che introducono al portico voltato a crociera, dove si trovano altri ingressi delle vetrine commerciali, più il portale maggiore che concede l'accesso all'interno. Gli altri due settori superiori, propongono il consueto schema di aperture, nel primo piano con timpano binato a triangolo-semicerchio, il secondo ad architrave semplice.

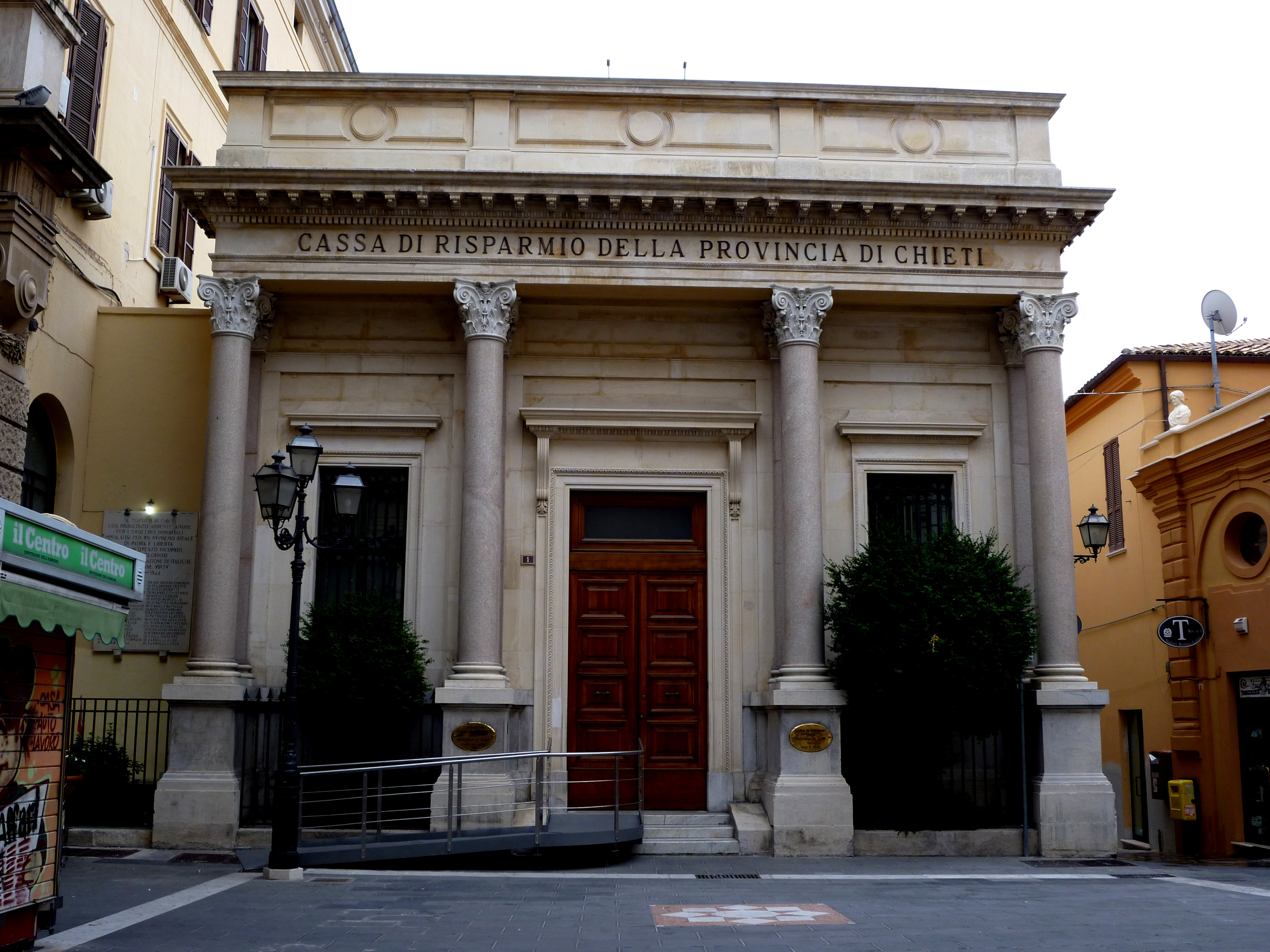
Ex Cassa di Risparmio di Chieti nel 2010, nel 2017 è stata rimossa l'iscrizione storica per essere sostituita dall'UBI Banca

- Ex Cassa di Risparmio della Provincia di Chieti: palazzetto posto davanti al Palazzo de' Mayo (Largo Martiri della Libertà), realizzato nel tardo Ottocento, quando venne fondata la Cassa di Risparmio di Chieti. Negli anni '20 fu restaurato seguendo uno stile neoclassico, con il colonnato a capitelli ionici. A causa del suo fallimento nel 2015, la scritta storica venne rimossa, poiché l'ente è stato acquistato dall'UBI Banca. Il palazzetto è in stile neoclassico, a forma di tempietto greco, con suddivisione in ambienti per mezzo di quattro colonne di marmo a capitello corinzio, e con tre aperture architravate, delle quali la centrale è maggiore, con timpano poggiante su mensole a volute. Il cornicione superiore è aggettante rispetto alla facciata di accesso, in asse con le colonne.

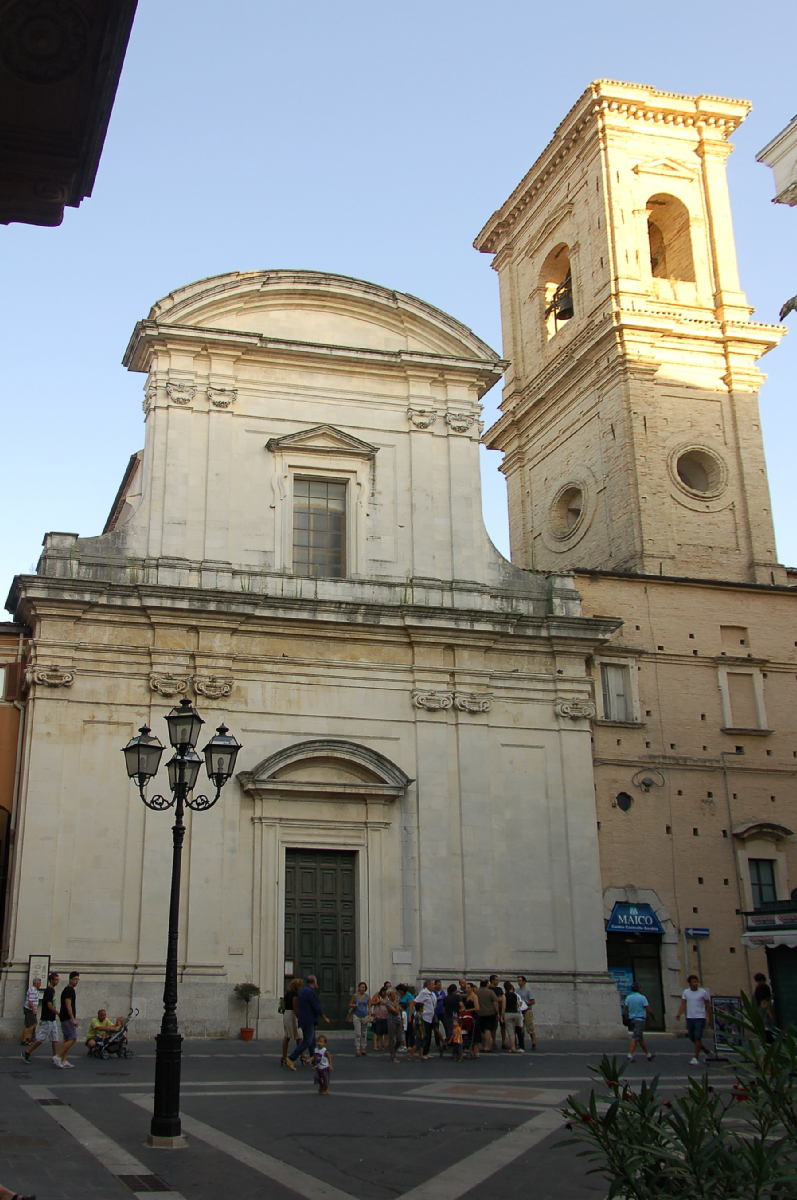
Prospetto della chiesa di San Domenico
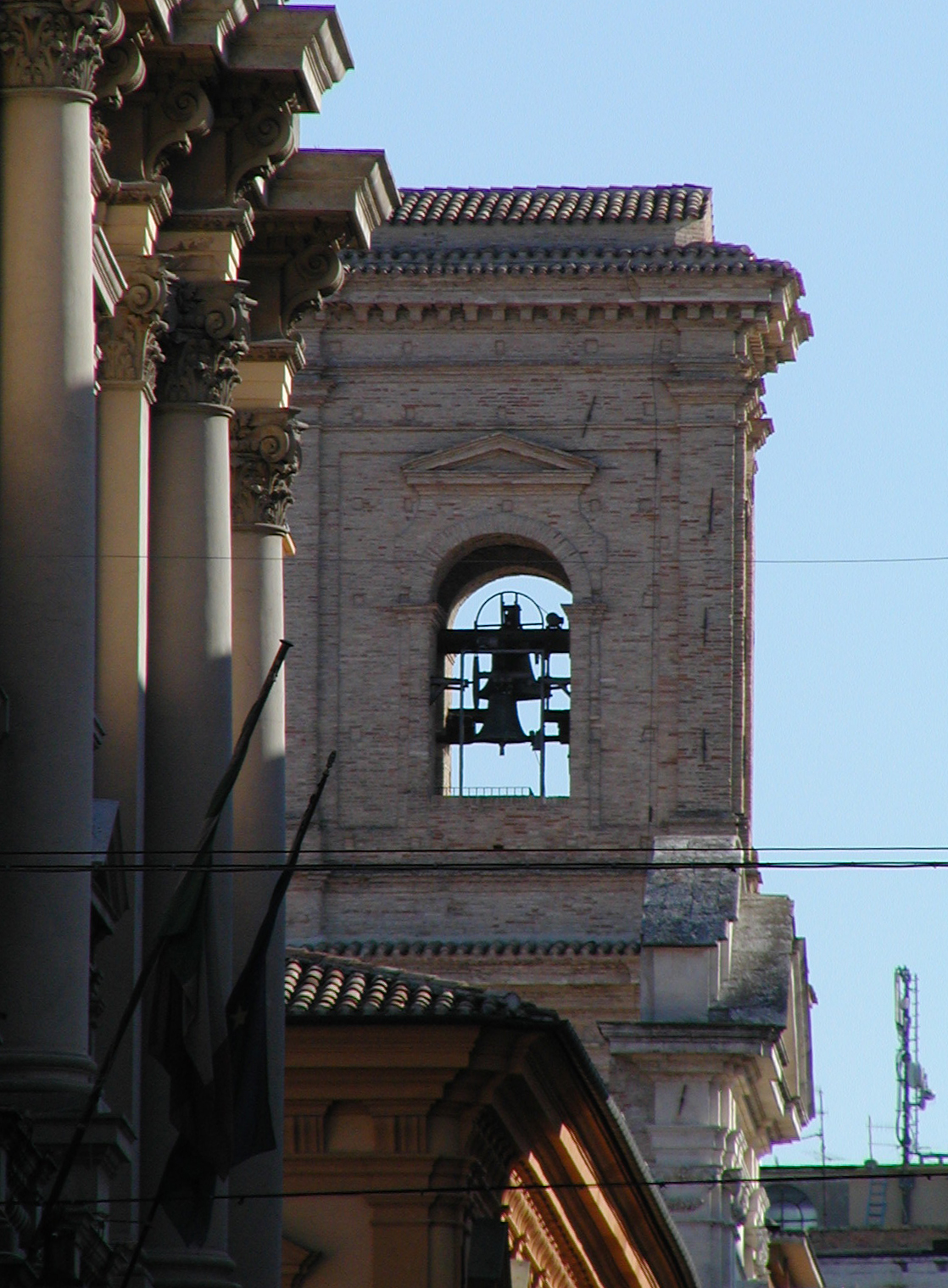
Il campanile degli Scolopi
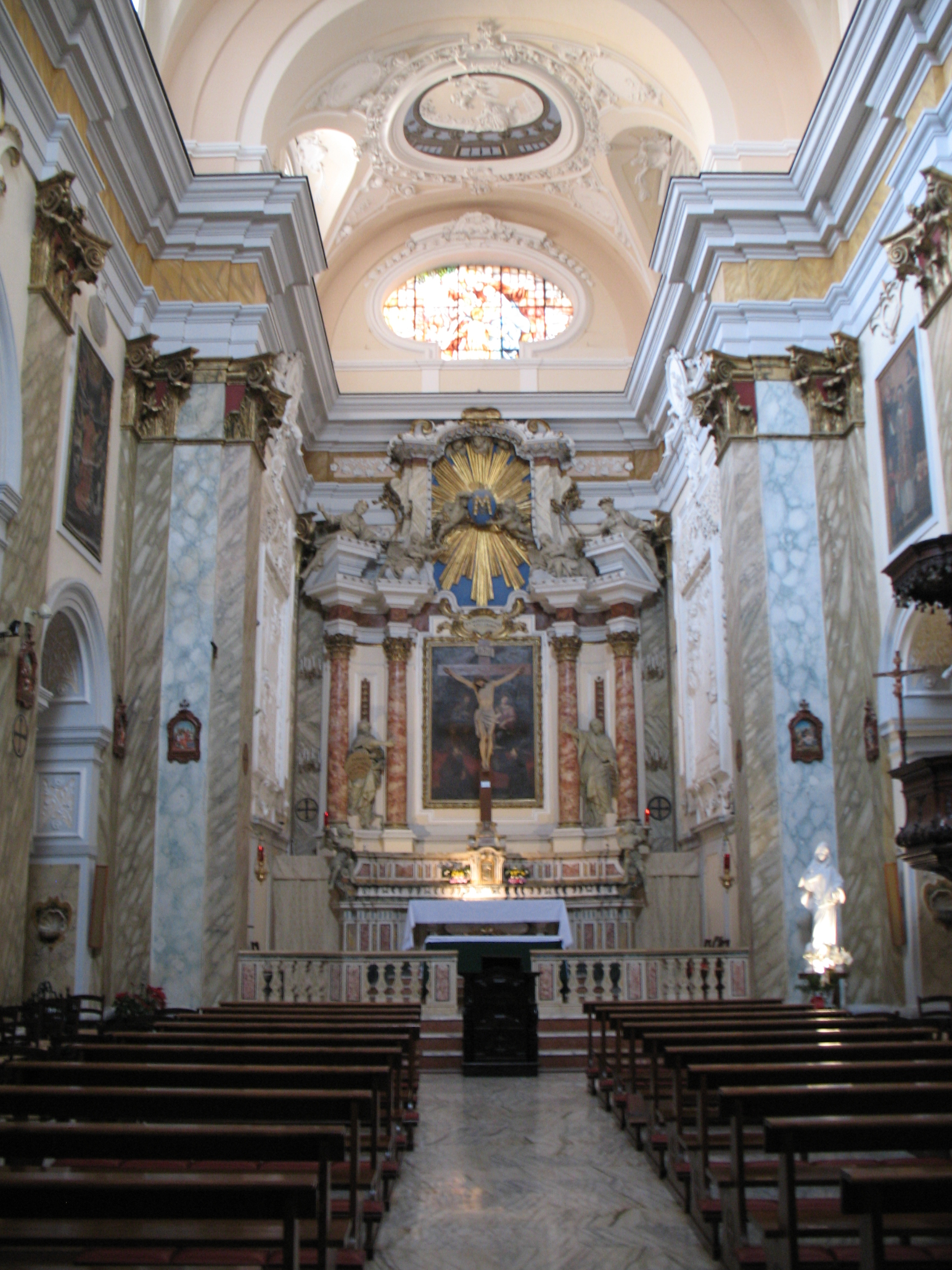
Interno
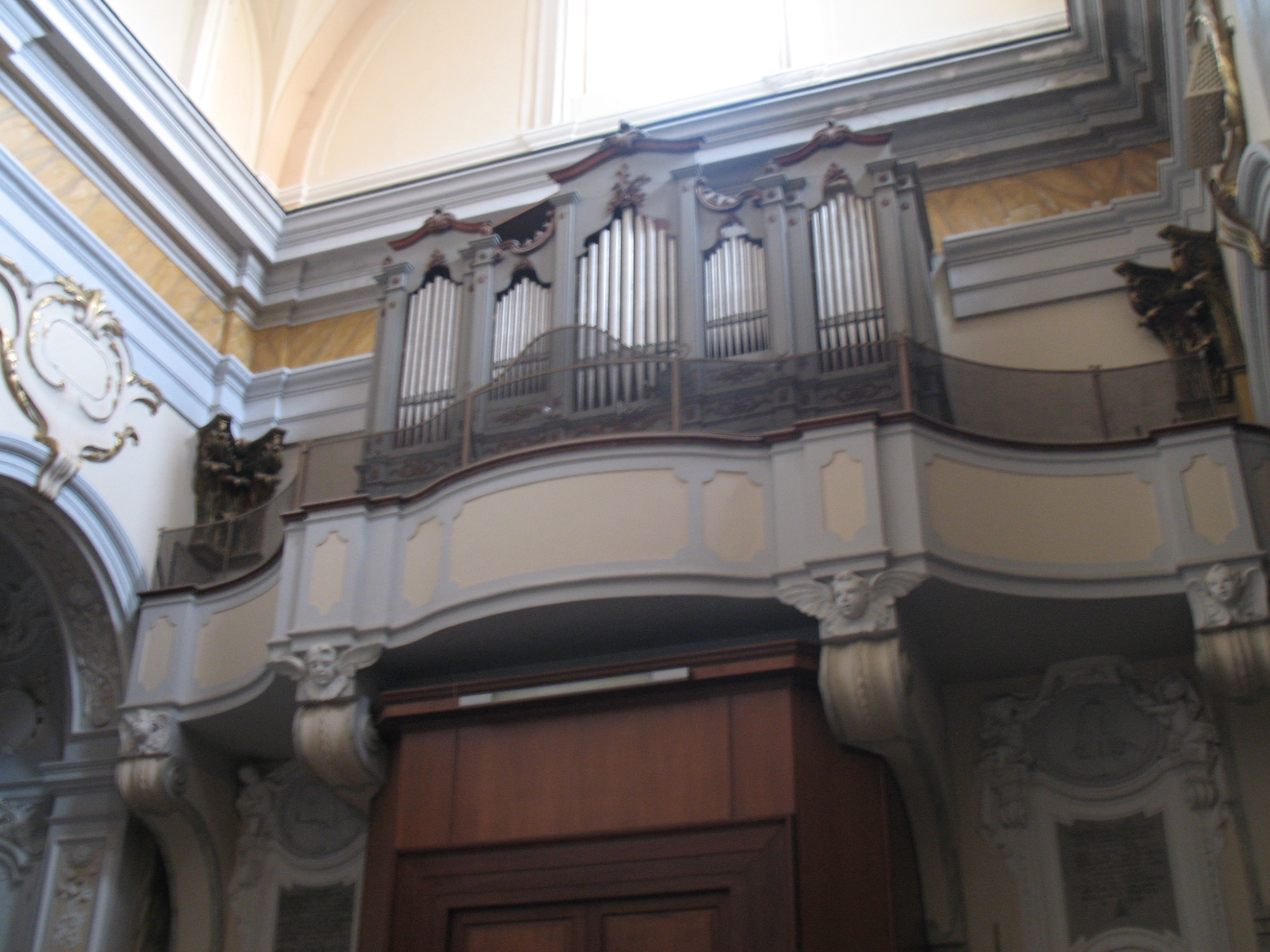
Organo in controfacciata
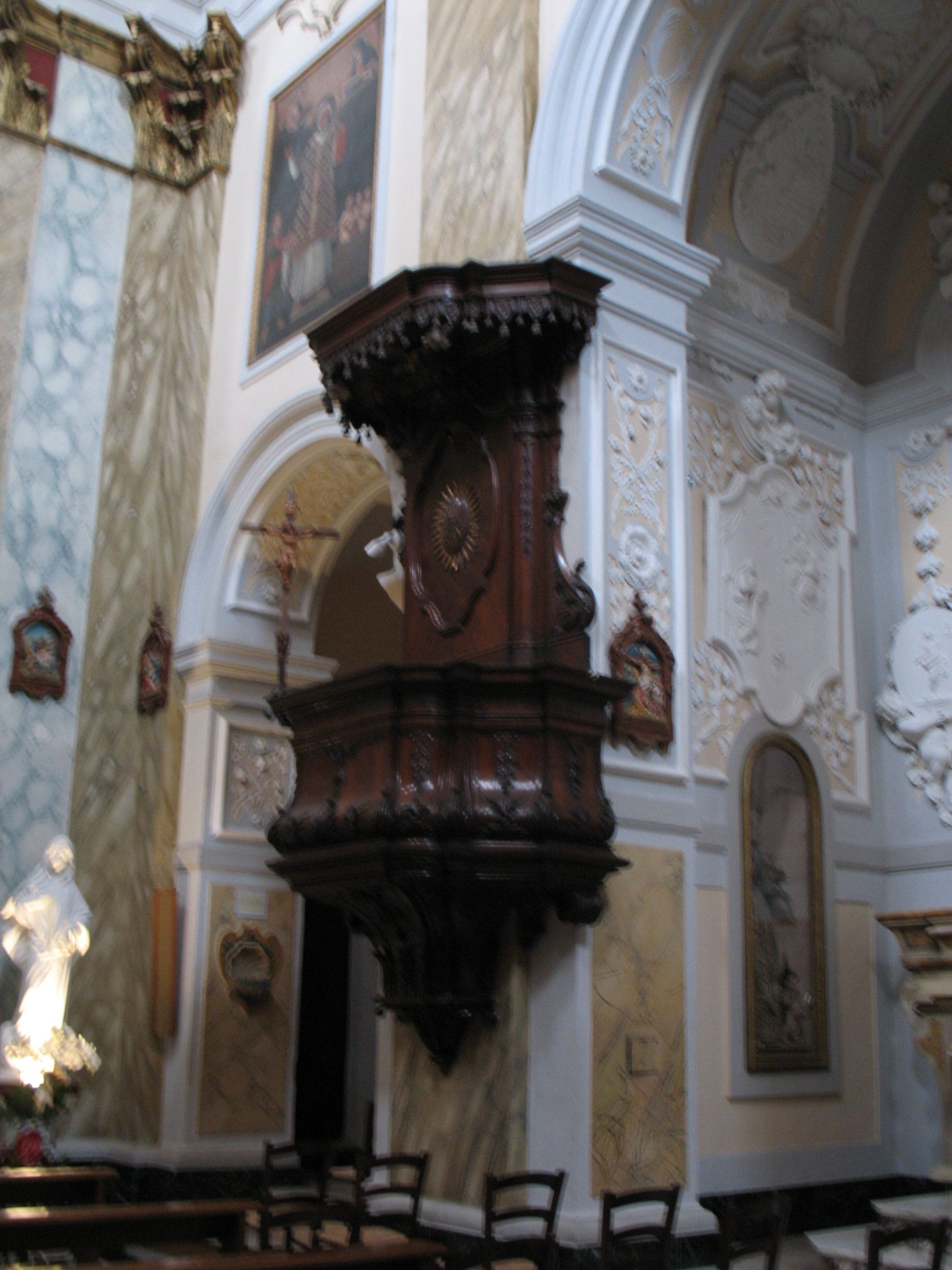
Pulpito
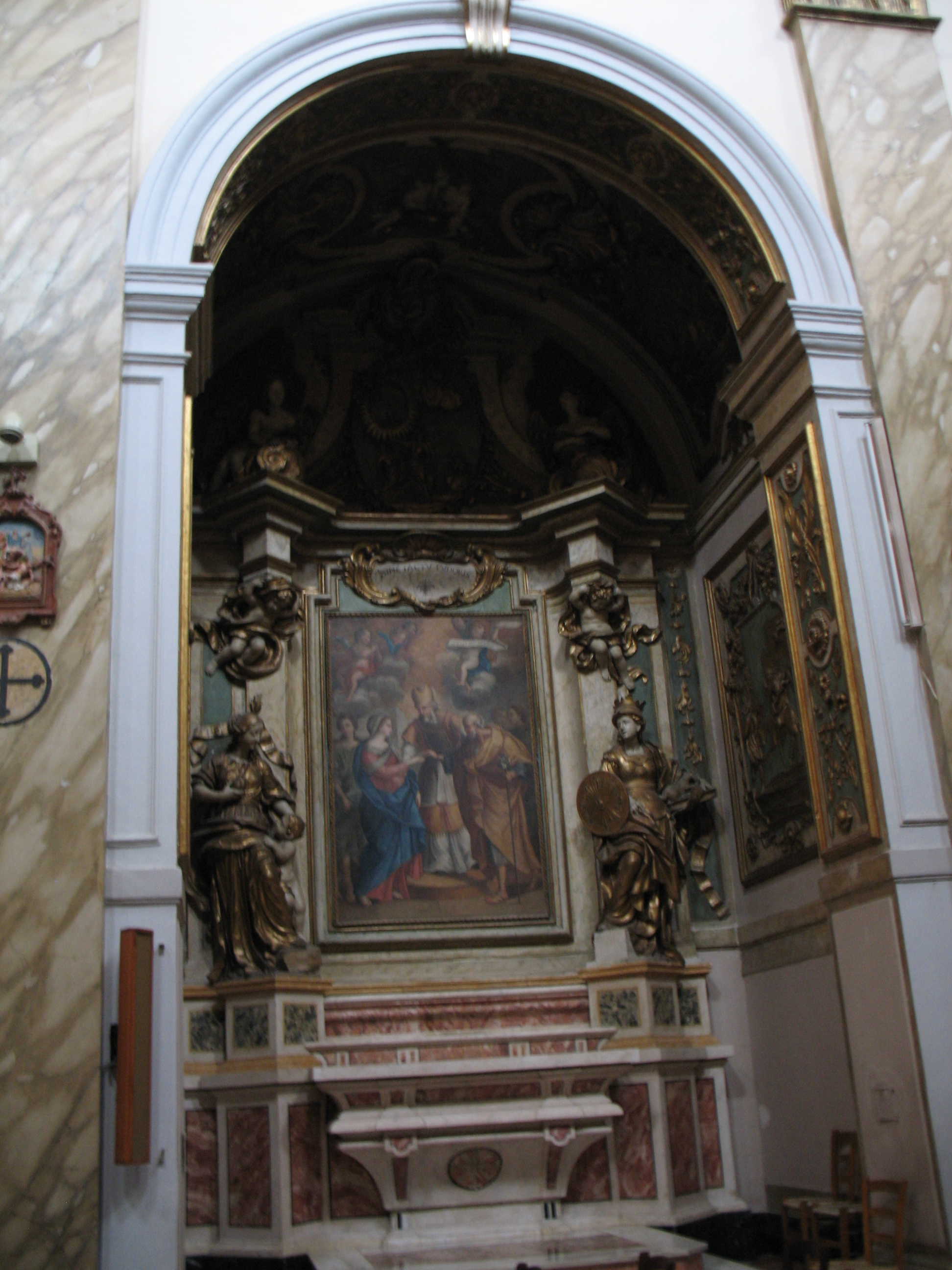
Altare dello Sposalizio della Vergine Maria
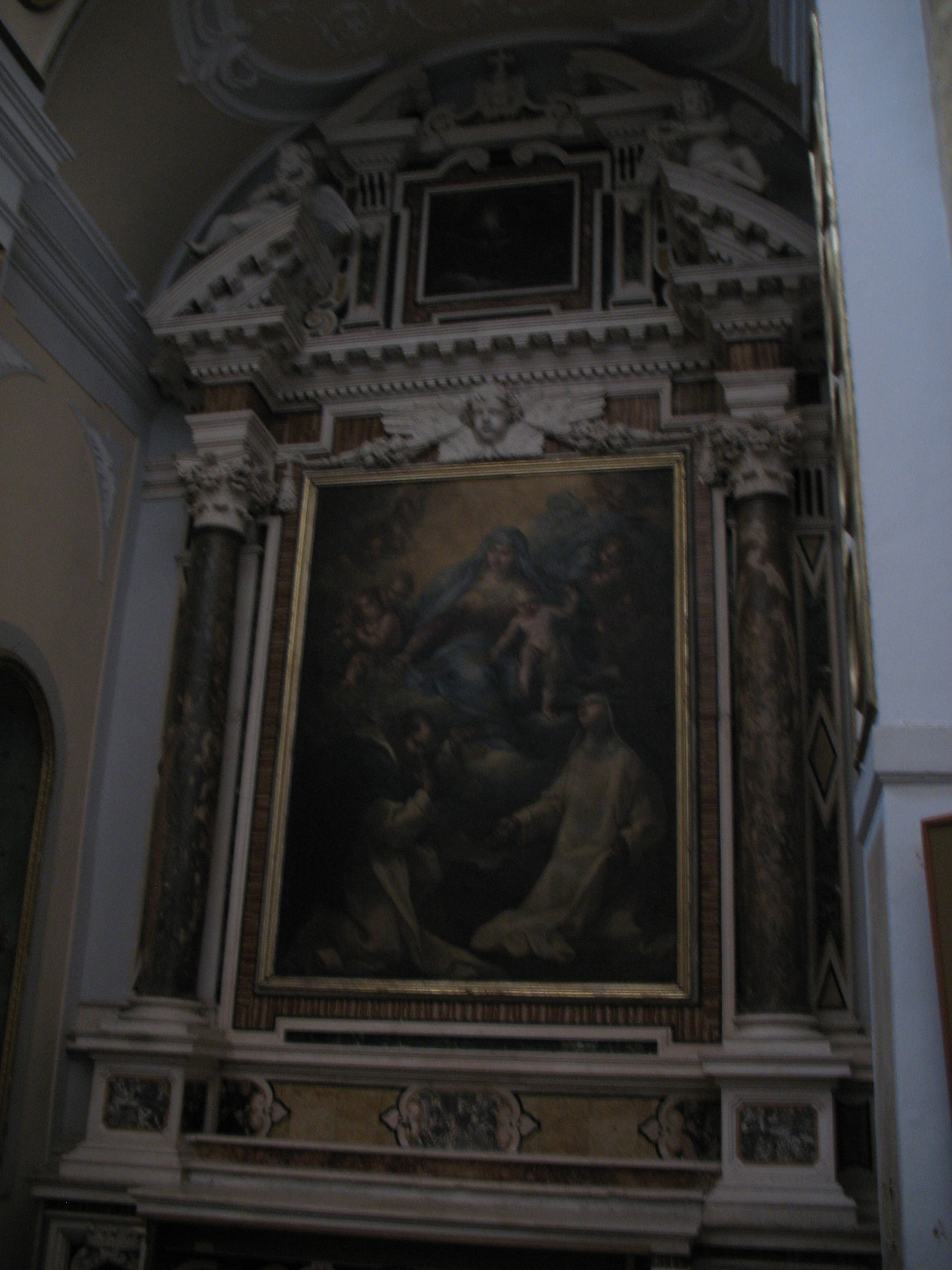
Altare della Madonna del Rosario
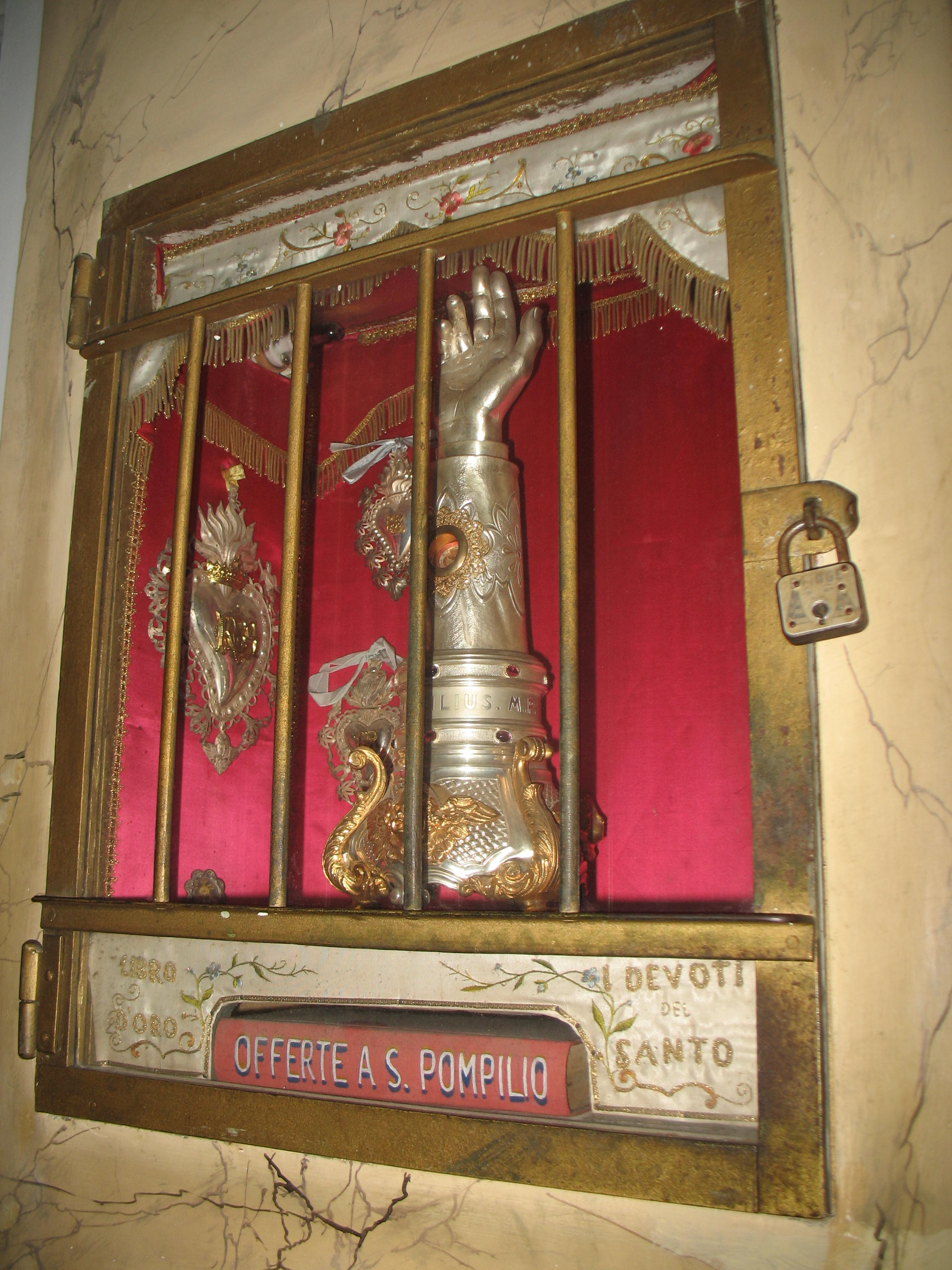
Braccio reliquiario di San Pompilo

- Chiesa di San Domenico degli Scolopi: l'attuale chiesa lungo il Corso Marrucino, affacciata su Piazzale Giambattista Vico, è stata rinominata dopo la demolizione dell'originario convento dei domenicani dove oggi sta il Palazzo della Provincia (1913-14). La chiesa in questione era quella di Sant'Anna degli Scolopi, e risale al XII secolo, ma fu rimaneggiata nel XVII secolo quando divenne Collegio delle Scuole Pie per l'educazione dei giovani. Notevole è la facciata in pietra su due ordini, vicina ai caratteri del barocco romano, realizzata nel 1642 per volere di padre Angelo.
Al fianco il campanile in laterizio è dello stesso stile, a pianta rettangolare. L'interno ha subito rifacimenti in linea con le tendenza dell'epoca barocca. La pianta ad aula unica con cappelle laterali, presenta ricche decorazioni architettoniche in stucco, accanto a opere originarie o provenienti dalla precedente chiesa di San Domenico, ormai distrutta.
All'epoca barocca appartengono un pulpito ligneo e delle pitture distribuite nelle nicchie; nella prima cappella a sinistra c'è un quadro di San Giuseppe Calasanzio, fondatore dell'ordine, opera di Giacinto Diano; nella seconda cappella c'è il dipinto della Madonna del Rosario eseguito da Domenico Antonio Vaccaro (forse del 1679). Sull'altare maggiore c'è una pala seicentesca della Madonna col Bambino, Sant'Anna con Sant'Antonio di Padova e San Francesco da Paola.

L'ex convento è stato riconvertito nel Convitto Nazionale, o liceo classico, e in un'aula destinata al Museo Diocesano Teatino, con opere d'arte provenienti dalle chiese della città e della provincia.
- Convitto Nazionale "Giovan Battista Vico":

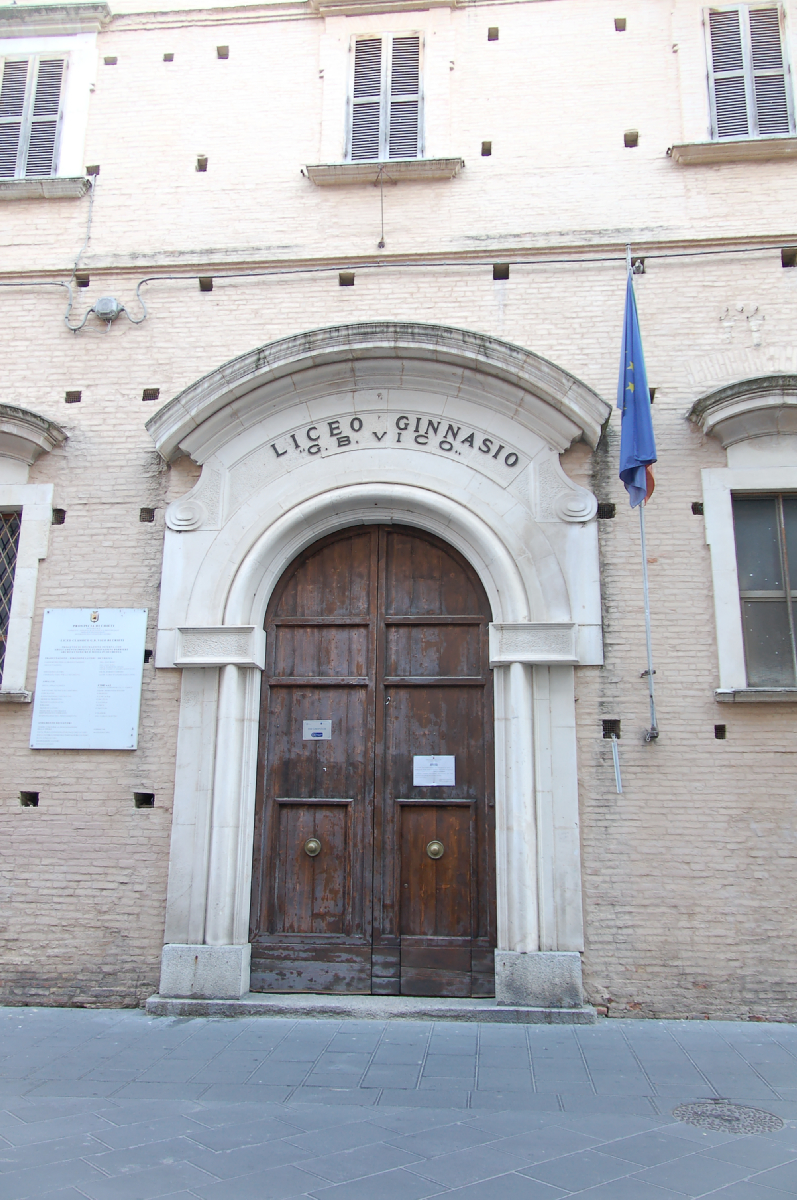
Storico liceo ginnasio Giambattista Vico

il collegio dei Padri Scolopi fondato da San Giuseppe Casalanzio nel 1636, fu costruito a poca distanza dal monastero di San Domenico, dove nel 1914-21 venne costruito il Palazzo della Provincia; poterono edificare su un terreno concesso da Francesco Vastavigna, e i padri ottennero da Tommaso Valignani delle abitazioni attigue, per potere realizzare la loro opera. Demolita la cappella di Sant'Anna (Piazzale Vico), cui la chiesa successiva venne dedicata, rimanendo tale sino al 1914 col trasferimento della parrocchia di San Domenico, si iniziò la costruzione del nuovo complesso. L'opera del collegio fu di educare non solo i rampolli della città, come il Collegio dei Gesuiti, ma di salvare la popolazione in generale dall'ignoranza, la scuola era gratuita e aperta a tutte le classi sociali; presto la rivalità tra le due istituzioni scoppiò.
Nel XVIII secolo furono introdotti gli studi superiori, anche le classi borghesi medio-alte iniziarono a frequentare il collegio, la disputa con i Gesuiti terminò nel 1767 con la soppressione dell'Ordine; Romualdo de Sterlich in una lettera indirizzata a Giovanni Bianchi, racconta che i Gesuiti a Chieti non avevano lasciato un felice ricordo, pensando solo ad accumulare ricchezze, e vennero sostituiti da insegnanti laici o del clero secolare nel Collegio degli Scolopi. Con le leggi napoleoniche del 1807 vennero cacciati, il Collegio passò allo Stato, che lo adibì a Regio Convitto Borbonico, dove si insegnavano le principali materie di italiano, filosofia, letteratura, latino, matematica, fisica, scienza, economia, tali indirizzi continuarono anche quando la scuola divenne Regio Liceo Ginnasio "Giambattista Vico" nel 1861, il primo liceo classico ufficiale d'Abruzzo.
Dal 1822 al 1854 il collegio fu governato dai sacerdoti secolari, successivamente fu elevato a "Real Liceo dell'Abruzzo Citeriore" con entusiasmo dei teatini verso Ferdinando II di Borbone, e dunque nello stesso anno divenne "Real Liceo dell'Ordine Universitario", con l'istituzione degli insegnamenti di materie giuridiche, chimiche, farmaceutiche, chirurgiche, scienze naturali, mineralogiche, geologiche e botaniche. Nell'ottobre 1861 con l'annessione di Chieti al Regno d'Italia, il 12 settembre l'istituto divenne Convitto Nazionale, con primo rettore Antonio Iocco. Fino al 1908 il convitto fu sempre florido, tanto che acquistò una villa presso Castellammare Adriatico (Pescara) per le vacanze estive dei convittori, oggi diventato l'Istituto Tecnico "Tito Acerbo". Tra i vari studiosi di prestigio della scuola ci furono Edoardo Scarfoglio, Angelo Camillo de Meis, Giovanni Chiarini e Filippo Masci. Nel 1878 vi studiò brevemente anche il poeta Gabriele D'Annunzio, prima di trasferirsi a Prato.
Il palazzo ha pianta rettangolare con due principali ingressi con cornice in intonaco bianco, il primo per il convitto e il museo diocesano, e il secondo per il liceo classico, con annessa biblioteca e orto centrale a pianta quadrata. Il palazzo ha fattezze settecentesche con mattoni faccia vista, e viene usato anche nelle manifestazioni rievocative della "Settimana Mozartiana".
L'interno è caratterizzato dal chiostro quadrangolare, con i portici caratterizzati da archi a tutto sesto, e suddivisione in campate, la parte principale di ingresso, ha il portico che solitamente viene usato per mostre varie, conserva alcuni documenti storici che hanno reso nota la storia del liceo, e soprattutto si trova una collezione di reperti archeologici rinvenuti nel sito di Pallanum, presso Tornareccio (CH). Dal corridoio si accede alla scala dei piani superiori con le aule, oppure alla biblioteca.

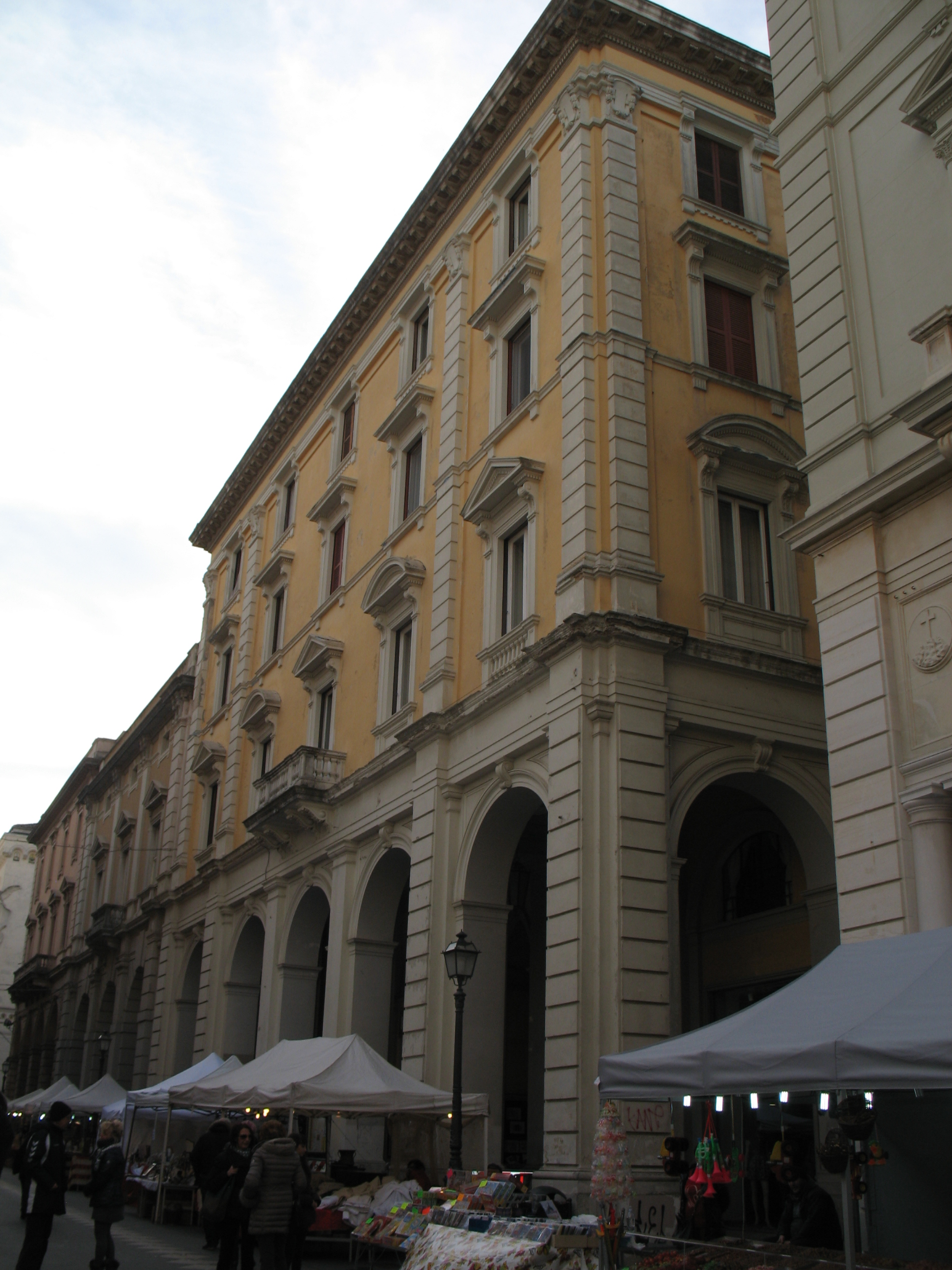
Portici di palazzo De Felice

- Palazzo De Felice: posto accanto a Palazzo Croce sul Corso Marrucino, fa parte del sistema di rifacimento delle strutture affacciate sulla strada maggiore, durante il risanamento del 1885. Il palazzo è in stile tipicamente tardo classico, con primo settore fasciato in bugnato e ricco di archi per i portici interni, e gli altri tre settori superiori, mostrano al primo piano le finestre con architrave a timpano binato, mentre le altre degli ultimi settori sono classiche e modeste. Le paraste angolari nel punto di terminazione nella sommità dell'edificio hanno capitelli compositi a rilievo.

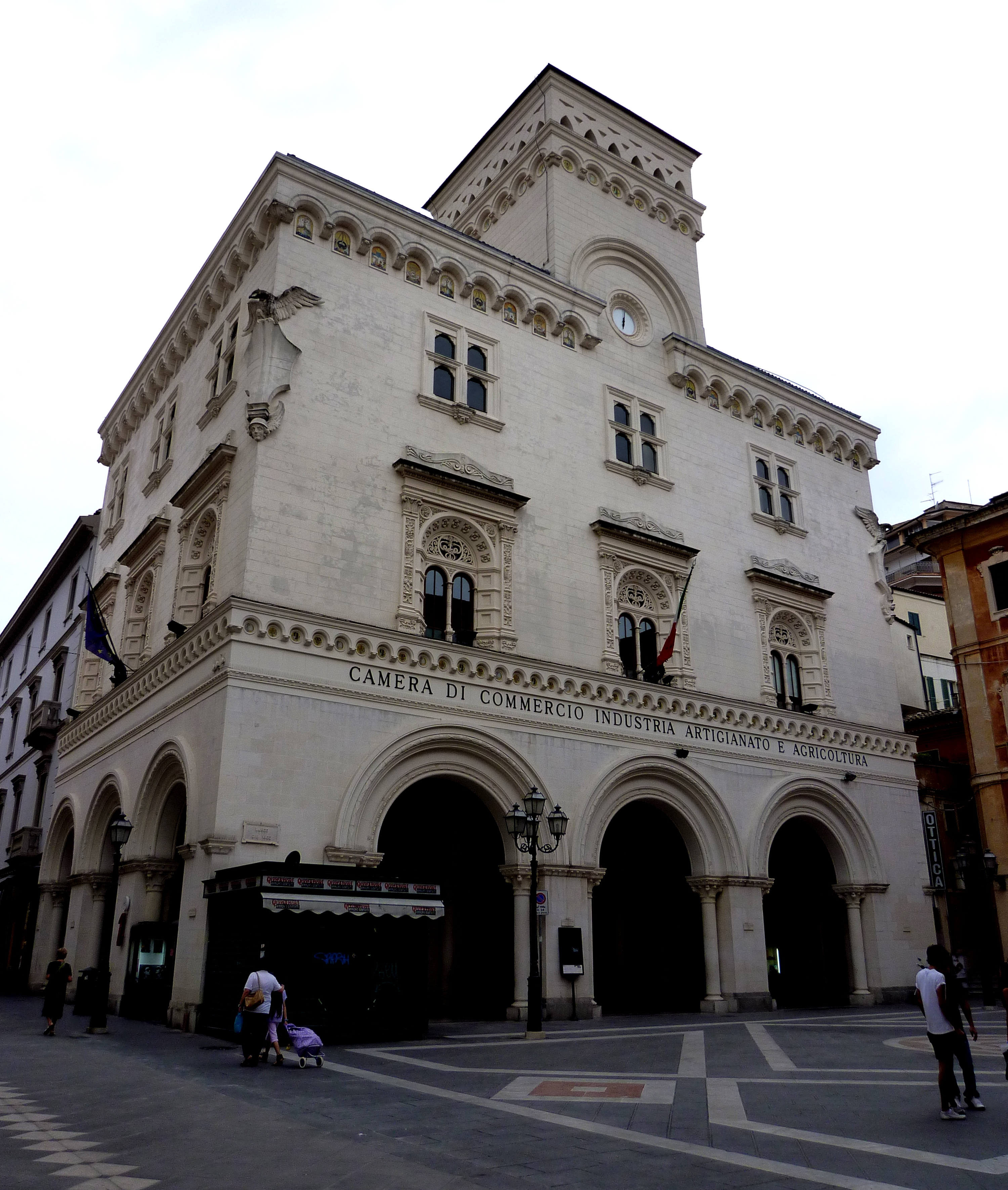
Camera di Commercio di Chieti

- Palazzo della Camera di Commercio di Chieti: affacciata sul Piazzale Giambattista Vico, il progetto risale al 1924, quando si decise di trasferire il Consiglio Provinciale dell'Economia dalle antiche sedi inadeguate nel rione Civitella. Il nuovo edificio fu costruito nei pressi del Palazzo De Felice, abbattendo il palazzo delle Scuole Pie del Collegio degli Scolopi di Sant'Anna (oggi chiesa di San Domenico). In seguito alla demolizione di altre case civili, nel 1930 si cominciò la costruzione vera e propria dello stabile, su progetto dell'ingegner Camillo Guerra di Napoli, che si ispirò all'architettura medievale religiosa d'Abruzzo. Il segno del regime fascista ancora oggi è molto evidente, come dimostrano le aquile littorie poste agli spigoli angolari, o le colonnine delle finestre bifore a forma di fascio. Al pianterreno fu ricavato un locale destinato a Bottega d'Arte, concessa nel 1933 alla federazione delle comunità artigiane della provincia, che avrebbero dovuto ospitare i prodotti locali.
La presenza della torre centrale è un rimando alle torri di guardia delle abbazie abruzzesi, anche se l'intera struttura è un rimando alle antiche architetture del periodo comunale medievale del XIII secolo: l'eclettismo riguarda anche il rinascimento romano per quanto concerne le finestre del secondo piano, mentre per le finestre del primo piano il Guerra s'ispirò alle Badie di San Clemente di Casauria e alla Santissima Annunziata di Sulmona. Il cornicione sorretto da beccatelli e archetti pensili, mostra negli spazi piccole ceramiche policrome che rappresentano scene di lavori dell'Abruzzo contadino, ispirazione agli antichi Palazzi delle Arti toscani, nonché rimando al modello dei cammei policromo tipici del rinascimento di scuola atriano-teramana.
- Istituto per orfane "San Camillo de Lellis": fu costruito nella seconda metà dell'Ottocento, e si trova sul Corso Marrucino, dietro il Palazzo della Camera di Commercio, come ospedale e casa di cura e istruzione degli orfani, da parte delle Suore Camilliane. Nel 1972 l'istituto fu soppresso, ma venne riconvertito in fondazione affinché il palazzo non cadesse in abbandono e nel dimenticatoio, insieme all'operato secolare delle suore. Il palazzo oggi si presenta come un'elegante struttura di metà Ottocento, con tracce di neorinascimento nella prima fascia del pianterreno trattata a bugnato, gli altri tre settori hanno ordini di finestre, di cui quello del primo piano ad architravi con timpano binato curvo-triangolare, e trattandosi di due edifici accorpati, al punto di cesura della parasta verticale, due grandi balconate occupano quattro finestre di ciascun corpo di fabbrica.

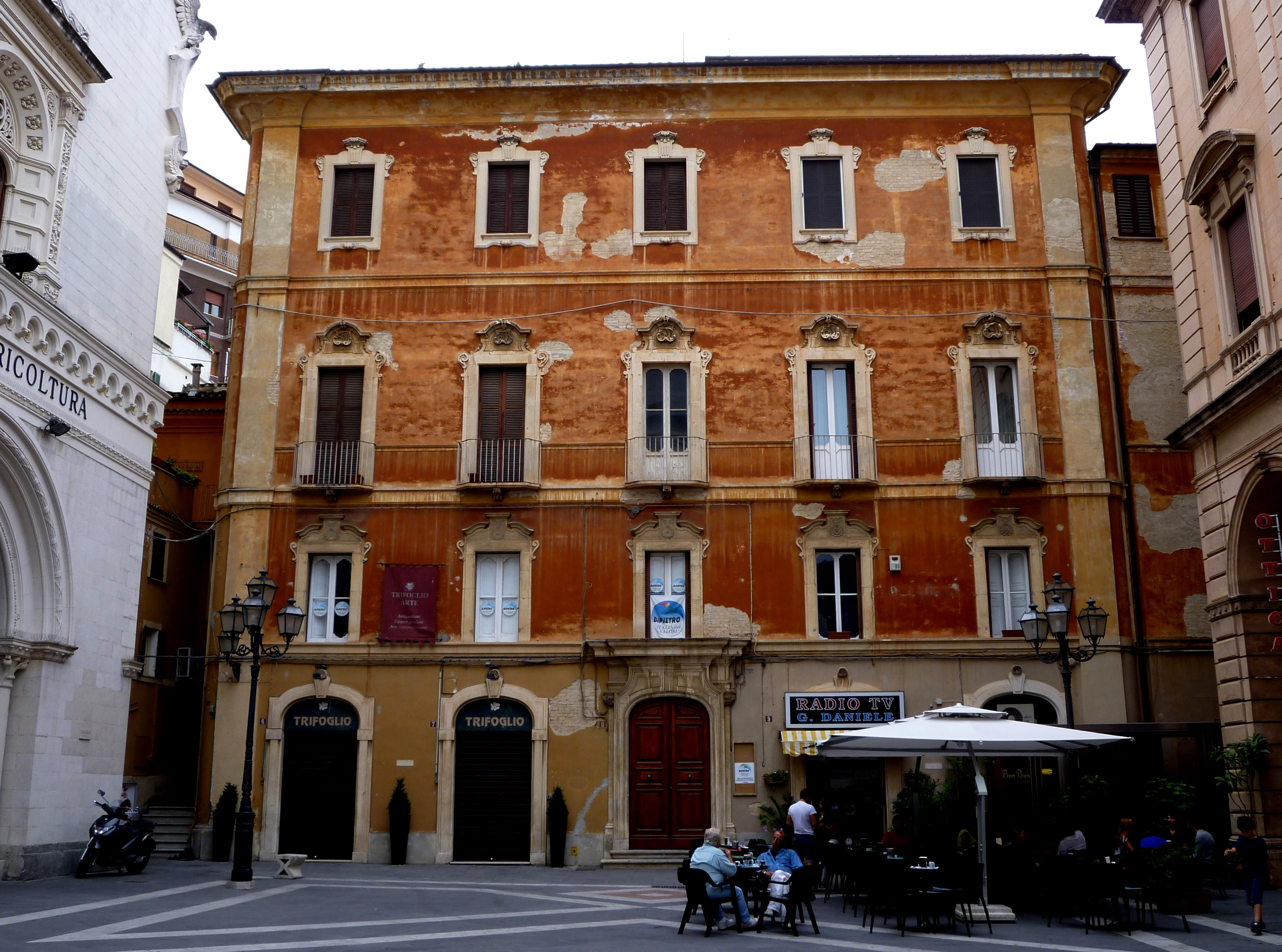
Palazzo Fasoli nel 2010, prima del restauro

- Palazzo Fasoli : affacciato su Piazzale Vico insieme al Palazzo della Camera di Commercio, è uno degli edifici di rappresentanza delle famiglie alto borghesi di Chieti, costruito nel XVIII secolo, restaurato negli anni '30 e in modo definitivo con nuova pittura dell'esterno nel 2018. Composto da quattro ordini divisi da cornici, con piano terra ad archi stondati, il palazzo ha tre ordini di finestroni con rilievi in cornice rococò, che si inseriscono nel generale contesto della facciata, dipinta in rosso pompeiano, e ora in rosso più chiaro. Fu costruito dai Fasoli, originari di Chieti, che prima stavano in uno stabile in via Pollione.

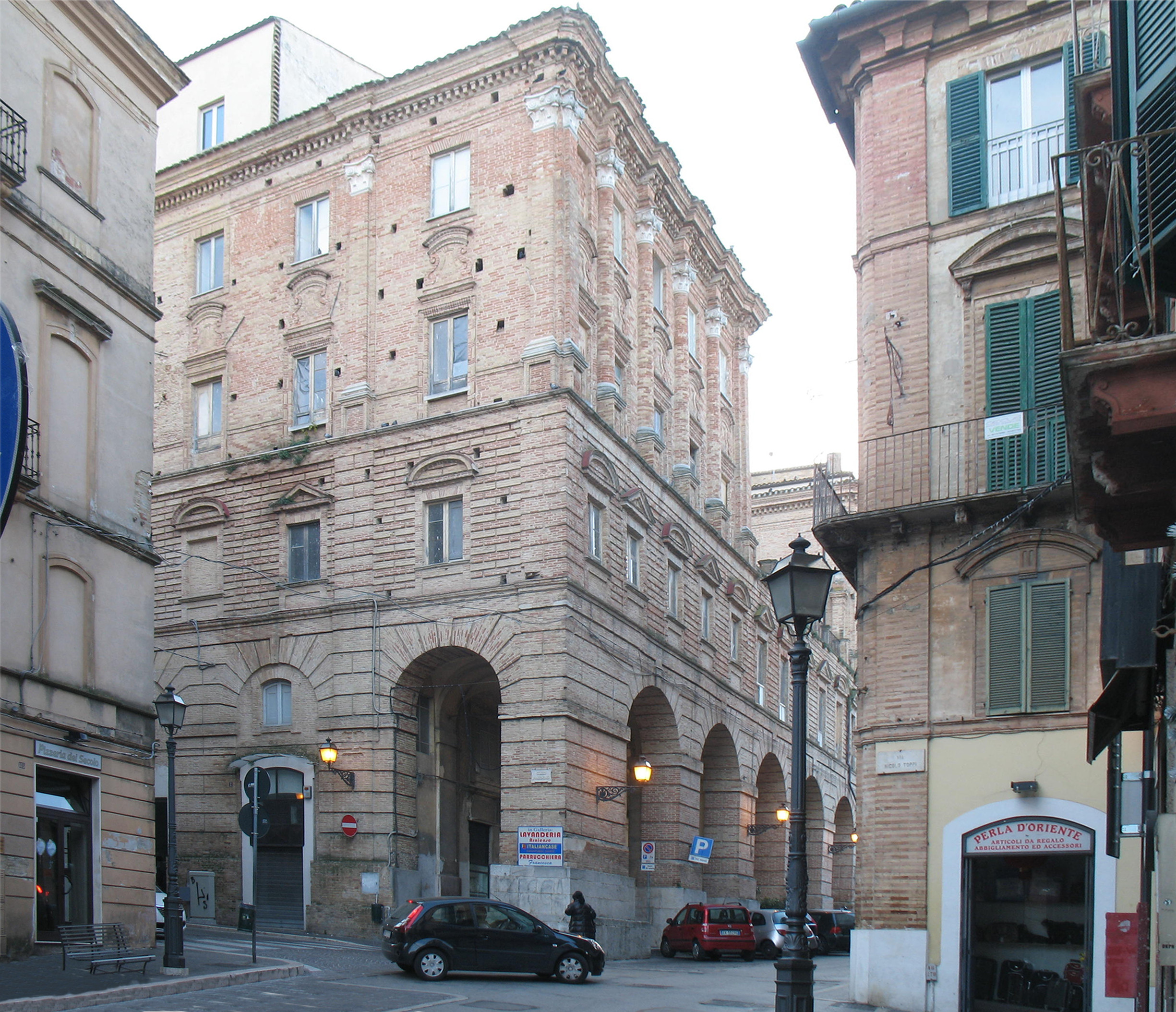
Ex seminario diocesano di Chieti, visto da via Arniense

- Ex seminario diocesano teatino: si trova all'incrocio del Corso Marrucino con via Arniense, al confine con il quartiere di Santa Maria, esattamente affacciato su piazzetta Zuccarini. Venne edificato nel 1568 da Monsignor Gianni Oliva, e ampliato nel XVIII secolo. Esterno completamente in laterizio con inserti in pietra nelle grandi semicolonne e alla base dei pilastri del porticato; sulla facciata prospiciente Piazzetta Zuccarini, mostra due importanti avancorpi laterali, ornati di cornicione curvilineo barocco, divisi da un grande terrazzo. All'interno si accede da un grande scalone, si trovano gli uffici, le aule, e una cappella settecentesca con teatro a esedra intitolato ad Alessandro Manzoni, mentre un altro accesso sulla destra mediante scala consente il passaggio alla Cappella della Compagnia del Sacro Monte di Morti, che organizza la processione del Venerdì Santo in città.

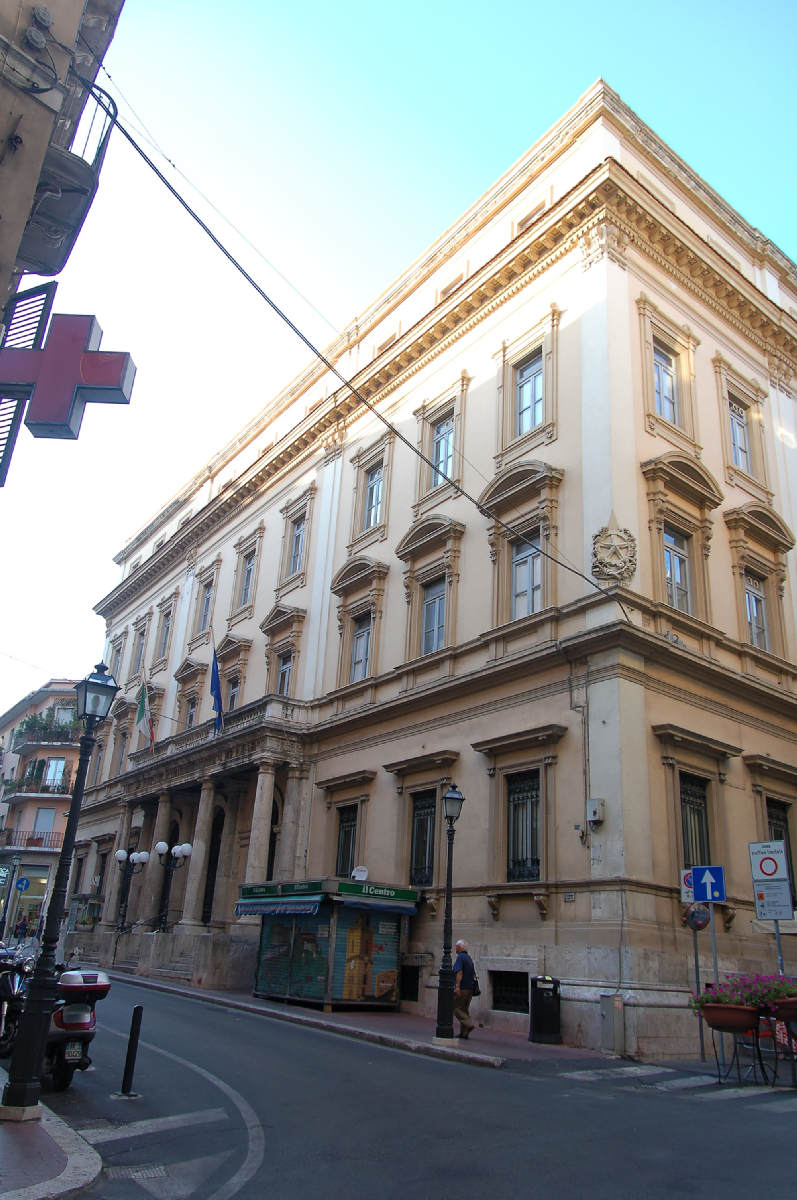
Palazzo delle Poste

- Palazzo delle Poste: si trova in via Fratelli Spaventa, traversa del Corso Marrucino. Nel 1920 l'ingegner Beniamino Angelozzi lo progettò nell'ambito del piano di risanamento del quartiere San Paolo, i cui lavori di scavo archeologico, rallentarono l'esecuzione del progetto, completato nel 1930. Il palazzo ha al primo piano il salone delle adunanze, che si affaccia sulla balconata centrale della facciata, gli uffici dell'amministrazione anche, mentre il secondo piano è occupato dalla sala delle macchine telegrafiche. Il palazzo ha uno stile classicheggiante pseudo ottocentesco, con paraste angolari che terminano a capitello a forma di ruota dentata, simbolo del lavoro, mentre la facciata è scandita da colonne a capitello ionico, che reggono il grande balcone.
- Ex palazzo della Biblioteca provinciale "Angelo Camillo De Meis": fu costruita tra il 1924 e il 1936 presso il rione San Paolo, demolendo delle case civili, e oggi si affaccia su Piazza Tempietti Romani. Nel 2005 un cedimento del terreno, ha fatto sì che la biblioteca fosse chiusa e trasferita presso i locali del Theate Center in viale Maiella, in vista di lavori di rifacimenti, che però sono andati molto a rilento, con il primo appalto del 2007, e il successivo del 2015-16. L'edificio è in stile razionalista, con facciata a ventaglio che si apre verso la piazza, e locali interni, accessibili da un chiostro, semi-demolito. A contraddistinguere la biblioteca è una grande torre littoria a finestre. Il patrimonio librario della biblioteca si trova nella moderna struttura del Theate Center, secondo un progetto della Provincia di Chieti, in futuro dovrà essere ospitato permanentemente nell'ex ospedale militare della caserma Bucciante.
- Templi Giulio-Claudi, ex chiesa dei Santi Pietro e Paolo: si tratta dell'antico foro romano di Teate, poiché con la conquista nel II secolo a.C., l'antica area sacra venne spostata dal colle della Civitella più a valle, con la conseguente costruzione della via Tecta, delle cisterne, e dell'area sacra della Triade Capitolina. Dei tre templi, e del quarto coperto dal Palazzo delle Poste, si conserva perfettamente il tempio maggiore di Castore e Polluce, rifatto nell'opus reticulatum nell'epoca giulio-claudia, ossia nei primi anni dell'Impero romano (I secolo), anche perché nei primi anni del passaggio dei Longobardi a Chieti, tale tempio fu convertito a chiesa cristiana, dedicata ai Santi Pietro e Paolo Apostoli, e da qui il nome del rione di Colle San Paolo, che è stato quasi sventrato del tutto coi lavori del 1927-1936, quando la chiesa fu sconsacrata, e l'area venne riportata alla luce dalle preesistenti costruzioni medievali-settecentesche. L'ex chiesa conserva elementi cristiani al suo interno, ossia affreschi del XII-XIII secolo ritraenti i santi, il fregio e l'architrave a motivi ondulai è quasi sicuramente ascrivibile ai restauri della chiesa stessa, mentre la struttura di base, dove si legge l'opus reticulatum, è di epoca romana. L'impianto è rettangolare, con bucatura al centro e sul retro, rifacimenti cristiani, quando le aperture originarie vennero murate per esigenze del nuovo culto cattolico.

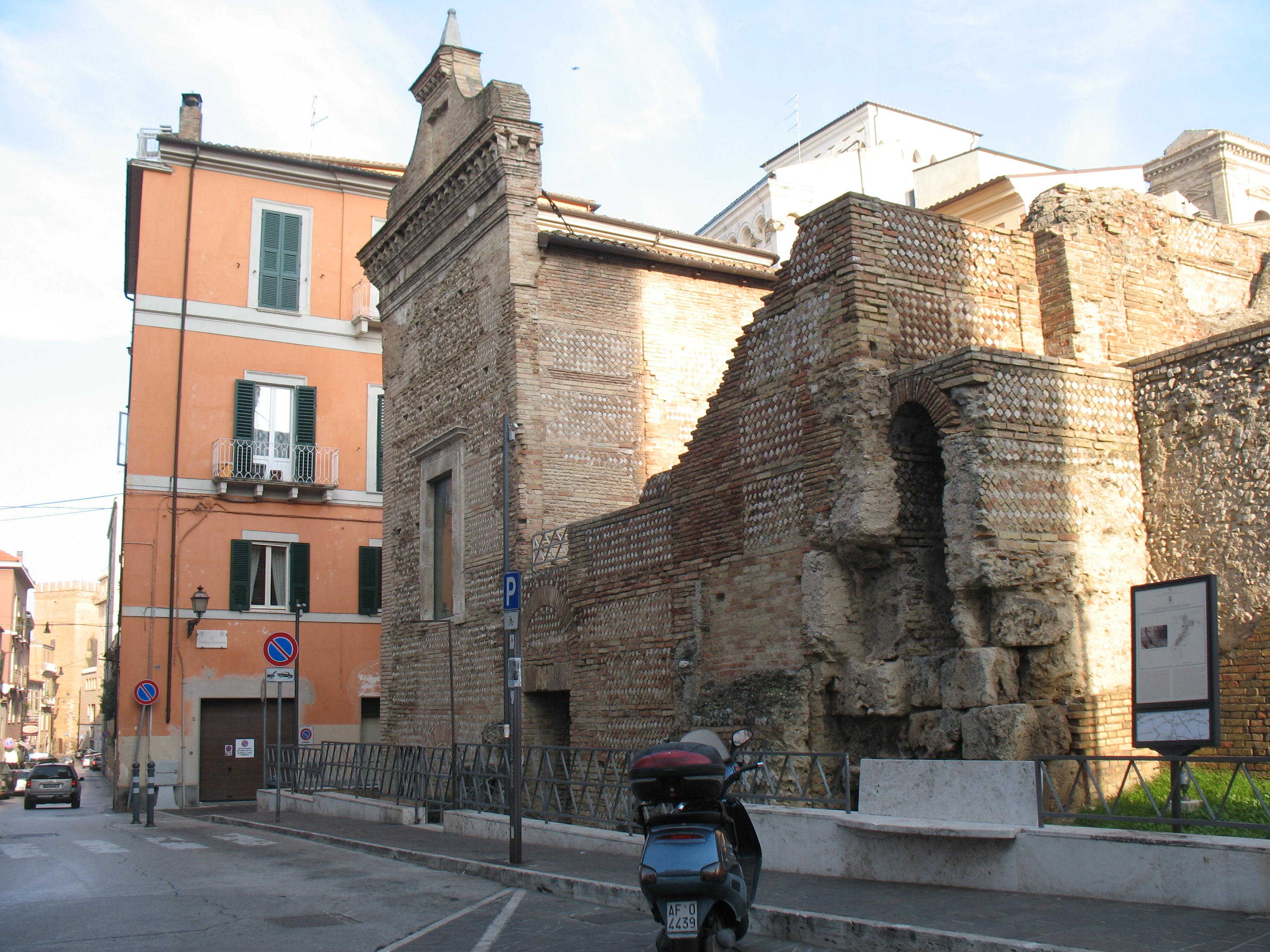
Piazza dei templi romani

- Chiesa di San Gaetano Thiene: su via Giacinto Vitacolonna, nel Larghetto S. Gaetano, sorge questa chiesa, un tempo parrocchia dell'omonimo sobborgo, dentro il rione Colle San Paolo. Fu edificata tra il 1656 e il primo '700 sopra la vecchia chiesa di Santa Caterina d'Alessandria, risalente al XIII secolo ca..
San Gaetano Thiene venne proclamato compatrono di Chieti il 21 ottobre 1624 e a lui è dedicata la chiesa, il quale fondò l'Ordine dei Teatini, in ricordo dell'amicizia con Gian Pietro Carafa, vescovo di Chieti (nell'antica Roma nota come Theate) nel 1524. La chiesa fu consacrata nel 1709 dall'arcivescovo Vincenzo Capece, restaurata una prima volta nel 1937, e poi nel 2011 dopo il terremoto del 2009. Si tratta di uno dei pochi esempi di chiesa abruzzese a pianta a croce greca, poiché è stato rispettato l'antico impianto medievale: la facciata è semplice e intonacata, sul portale privo di cornice c'è lo stemma in pietra con l'arma cittadina, segno di patronato.
Un piccolo campanile a torretta ha una cuspide cipollinea, tipico esempio di barocco napoletano. L'interno dunque è a croce greca con cupola semisferica interamente affrescata. La balaustra della cantoria è in legno marmorizzato,l le decorazioni sono in stucco, lavorate da maestranze lombarde del XVII secolo, con statue allusive ad allegorie cristiane. C'è un busto ligneo di San Gaetano realizzato a spese dei fedeli per la consacrazione della chiesa, la cupola è affrescata da Giuseppe Lamberti da Ferrara, e celebra la "Gloria di San Gaetano"[18]. Sul cornicione ci sono vari stemmi relativi alle famiglie committenti dei baroni Frigerj e Durini. La cappella dedicata a San Gennaro e San Giustino fu eretta a spese dei Frigerj, con una pala firmata dal Lamberti nel 1703. Ai piedi di San Gennaro si ammira un interessante panorama settecentesco di Napoli, sull'altare maggiore c'è una pala seicentesca raffigurante San Gaetano ai piedi della Madonna, di autore ignoto, con veduta di fondo dei quartieri storici di Chieti.
La cappella dedicata a San Girolamo è incompleta nella decorazione scultorea, ornata da una tela ritraente il santo e un palazzo seicentesco con uno stemma, quello della casa Durini.

## Monumenti pubblici
- Monumento a Saverio Selecchy: realizzato nel 2018, in piazzetta Martiti della Libertà, davanti al palazzo de' Mayo, è una scultura in ferro battuto mostrante un violino posto sopra un piedistallo a forma di S. Dal violino esce un braccio con una mano. Il monumento è dedicato al celebre compositore teatino che nel XVIII secolo compose il salmo 151 del Miserere, intonato ogni anno durante la processione del Venerdì santo.
- Monumento a San Giustino: realizzato nel 2005 da Luciano Primavera,  che fece nella piazza anche il busto a padre Alesandro Valignano davanti al palazzo comunale, è una scultura in bronzo che mostra il santo patrono nelle vesti di vescovo, con il pastorale e la tiara. Si trova esattamente davanti alla torre campanaria del Duomo.
- Fontana luminosa: realizzata nel 2010 dall'amministrazione Di Primio al centro di Piazza Giangabriele Valignani, in segno di omaggio verso la storia dell'antica Teate, dato che sotto vi si trovava un pozzo con cisterna; l'area anticamente infatti era nota come Largo del Pozzo. La costruzione della fontana con i giochi d'acqua è stata tuttavia osteggiata da una parte della cittadinanza, e dall'ex sindaco di Chieti Nicola Cucullo. La fontana fa parte di un complesso di piccoli monumenti pubblici, come panche, decorate da parti di ferro battuto, con incisioni che celebrano il festival annuale della "Settimana mozartiana", che si tiene a Chieti in estate.

## Musei
- Museo diocesano teatino: attualmente aperto al pubblico su prenotazione, è ospitato nella sagrestia della chiesa di San Domenico al corso, consiste nella raccolta di vari oggetti di pregio provenienti dalle chiese di Chieti, e della sua provincia. Gran parte del patrimonio statuario e pittorico della Diocesi raccolto negli anni 30 dal Soprintendente Francesco Verlengia, tuttavia si trova negli appartamenti del palazzo arcivescovile di Chieti.

## Via Tecta
Nella Piazza dei Tempietti si trovava un quarto tempio, usato come pozzo sacro, e risalente al I secolo d.C., occupato poi dal Palazzo delle Poste. In Largo del Pozzo, oggi Piazza Giangabriele Valignani, è stata rinvenuta una grande camera, sopra cui poggiava gran parte dell'antico Palazzo dell'Università o dei Valignani, crollato nel 1913, e sostituito dalla Banca d'Italia. Questa sala pilastrata a pianta rettangolare si estende nei livelli interrati del Palazzo della Provincia, ricavato dall'ex monastero di San Domenico, poi della Prefettura, della Banca d'Italia e del Teatro Marrucino. L'unico ambiente ispezionabile è il vano sotto la Provincia, lunga 24 metri x 30, la sua posizione centrale lungo l'asse di attraversamento principale, in un'area nella quale sono stati segnalati numerosi rinvenimenti di strade basolate, potrebbe far pensare a un complesso pubblico destinato allo stoccaggio e vendita di prodotti alimentari.
La destinazione pubblica dell'area sembra confermata dai dati emersi durante le indagini svolte nel 2004, in Piazza Valignani. Nonostante l'esiguità dello spazio indagato, la ricerca ha accertato alcuni elementi utili alla ricostruzione dell'assetto topografico e urbanistico di questa parte dell'antica Teate: le operazioni di scavo hanno restituito i resti ti un ambiente caratterizzato da un mosaico decorato da quadrati e stelle a losanghe, datato prima metà del II secolo d.C., l'iscrizione riporta le cifre C XX(V...) in tessere bianche su sfondo nero.

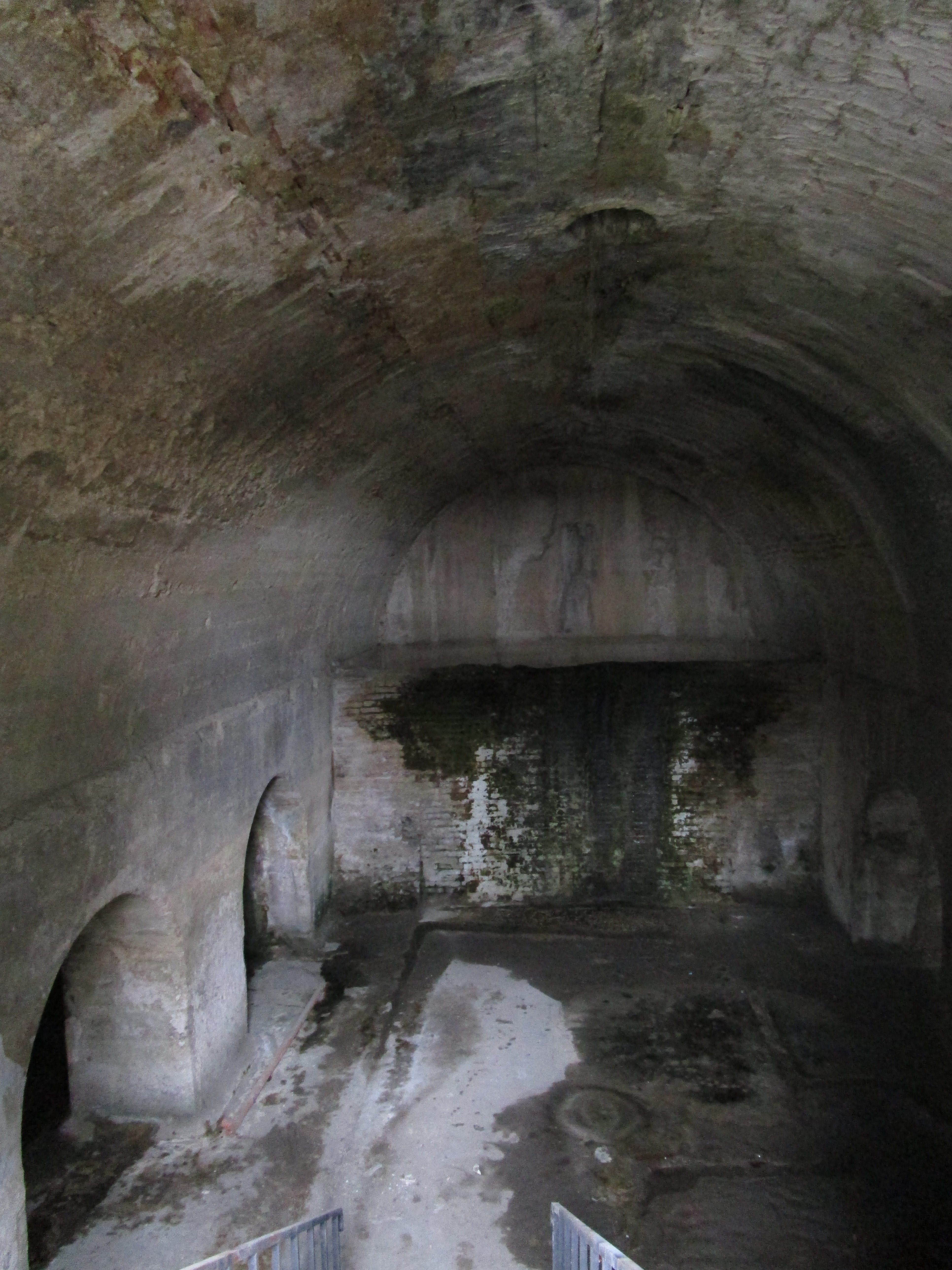
Cisterna romana sotto la Banca d'Italia

Di interesse a poca distanza anche la scoperta della Via Tecta sotto il Palazzo de' Mayo, da cui è accessibile: è un collegamento viario coperto tra le terrazze urbane affacciate verso la Maiella, che attraverso in senso ortogonale l'antico tracciato della via Ulpia, usato come acquedotto pubblico, captano le acque dalla montagna, e arrivando sino alle sottostanti terme romane, da esso alimentate. Il passaggio principale consiste in un solo corridoio voltato a botte, realizzato in opus mixtum e reticulatum, con cubilia organizzati su file di diverso materiale, una di calcare-selce e una in pietra pomice. Questo settore della città di Teate era usato per l'edilizia privata, servito da strade lastricate, ben esposto, e presentava l'aspetto ortogonale simile a come si presentava nel Novecento, con i palazzi allineati; gli stessi sotterranei dei palazzi attuali mostrano mura in opus reticulatum e pavimenti a mosaico, a testimonianza della ricchezza dei loro proprietari, oggi è possibile vedere il mosaico della Domus di Via D. Romanelli, in corrispondenza della stessa via presso Piazza Trento e Trieste, partendo dal Corso è leggibile una stanza di circa 6x5 metri, che presenta pavimento mosaicato in tessere nere con disegno a crocette formate da 4 tessere bianche coerenti, con l'allineamento di quelle nere.

## Piazze e strade

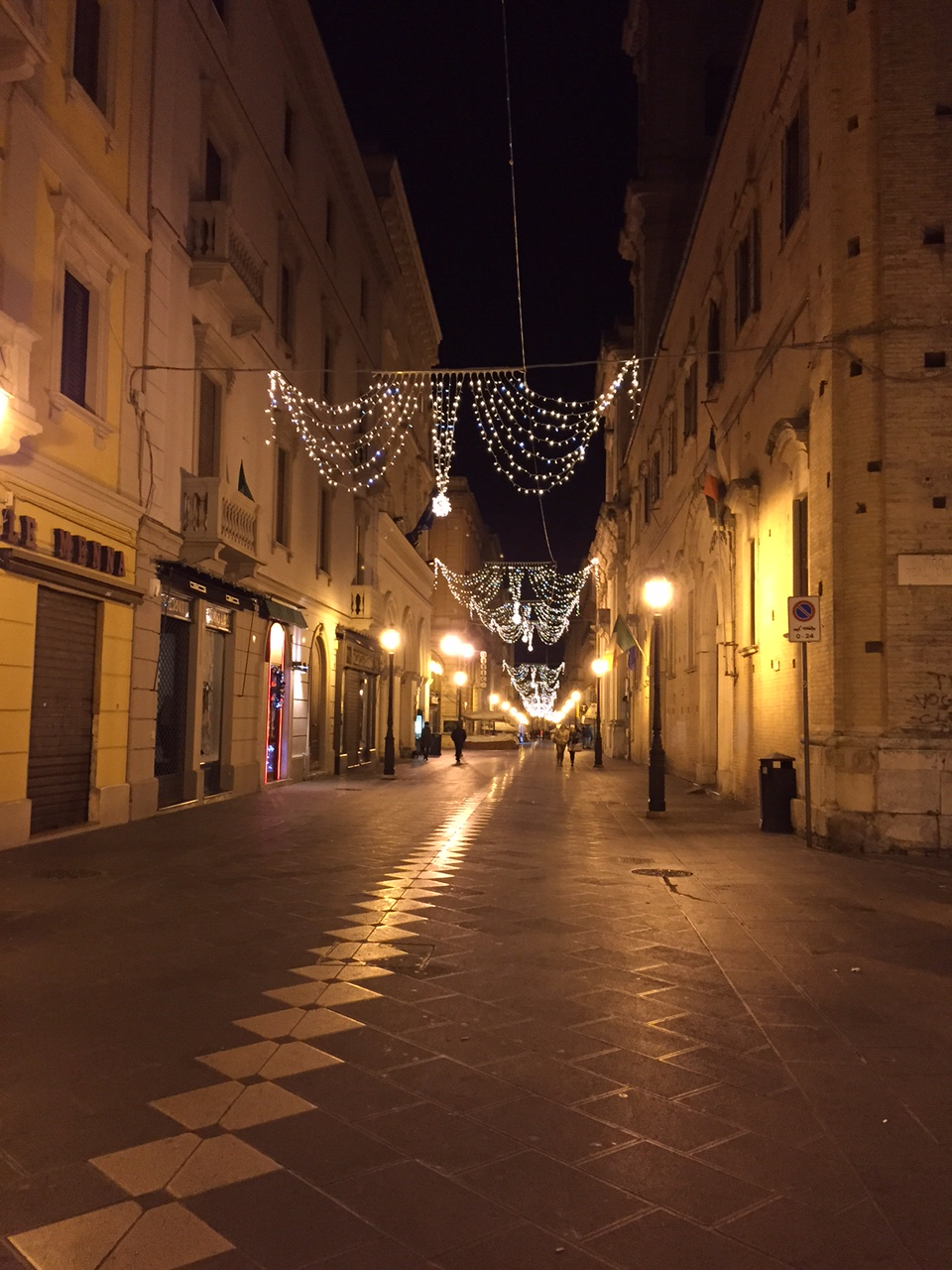
Corso Marrucino in notturna, zona Convitto Nazionale

- Piazza Giangabriele Valignani: anticamente Largo del Pozzo, è il fulcro principale di Chieti, da cui partire per percorrere il corso Marrucino: vi si affacciano la Banca d'Italia, i due palazzi Francolise-Desiderii, realizzati nel primo Novecento per l'apertura al corso settentrionale, il teatro Marrucino e il palazzo arcivescovile.
- Piazza dei Templi Romani: storico fulcro del Colle San Paolo, vi si trovano i tempietti romani, area sacra del Foro di Theate, trasformati poi in chiese, di cui sino al 1927 sopravviveva solo la chiesa di San Paolo, da cui il nome della porzione storica del "pallonetto", perché aveva una forma circolare, per la disposizione delle casette. Prima degli sventramenti degli anni '30 del Novecento, per permettere gli scavi archeologici e la costruzione delle Poste e della biblioteca provinciale, l'area era nota come Largo Taddeo oppure Largo Marco Vezio Marcello, in ricordo del console teatino che fece ristrutturare nel I secolo i tempietti.
- Corso Marrucino: anticamente era detto "strada Grande", poi nel XIX secolo fu denominato corso "Ferdinando Galiani", in ricordo dell'abate economista di ispirazione illuminista, che scrisse il trattato "Della Moneta". Il corso fu oggetto di varie modifiche a partire dal primo Novecento, la parte meridionale che partiva dalla piazza della Trinità e arrivava al Largo del Pozzo fu allargata con la demolizione di abitazioni e la ricostruzione di nuove, come l'Istituto San Camillo de Lellis, il Palazzo Croce, la Camera di Commercio, ecc.., nel 1913 fu demolito il Palazzo dell'Università per un cedimento del terreno e vi venne eretto il Banco di Napoli, poi Banca d'Italia, nel 1914 fu distrutta la chiesa di San Domenico, per essere occupata dal Palazzo del Governo. Negli anni '70 il palazzo Lepri, posto sul corso dopo il palazzo Arcivescovile, fu demolito per costruire l'UPIM.
La parte settentrionale del Corso, dopo l'apertura da Largo del Pozzo con la distruzione di casa Francese e della chiesa di San Giovanni, fu abbassata e sventrata dalle abitazioni antiche, come la casa de Horatiis, e ugualmente vennero erette nuove strutture gentilizie, come il Palazzo Henrici, fu costruita la monumentale scalinata per la chiesa di San Francesco d'Assisi, e fu completata l'unione dello "struscio", con la via Arniense, altra strada principale di Chieti. Con questo completamento, nei primi anni del Novecento il corso fu rinominato "marrucino" in ricordo della popolazione italica che abitava Teate.
- Via Silvio e Bertrando Spaventa: l'area faceva parte del "pallonetto" di San Paolo, vi si accedeva da Largo Taddei. Negli anni '50 l'area, che non permetteva un facile collegamento con via G. Ravizza, all'ingresso del rione Civitella, fu interessata da lavori di sbancamento del rialzo del terreno, e vi vennero edificati palazzi moderni, e venne realizzata dunque la strada che porta tale denominazione, insieme alle costruzioni moderne del Palazzo del Genio Civile e il Teatro supercinema di Chieti.
- Antico Largo Taddei e Piazza Marco Vezio Marcello: questi slarghi sono stati pesantemente modificati tra il 1927 e il 1936. Il primo sanciva una divisione col rione Civitella con una cortina di case che impediva l'accesso da via Ravizza all'attuale viale Spavebta e via Elvidia Priscilla, ler accedere a piazza Tempietti romani, anticamente Largo Marcello. Così durante la riorganizzazione dell'urbanistica, nell'ambito della riscoperta dei templi romani presso la chiesa di San Paolo, Largo Taddeo fu totalmente sventrato, le casette basse demolite e fu creata viale Spaventa per collegare viale Asinio Herio al corso Marrucino, fu costruito il monumentale palazzo delle Poste; Largo Marcello fu modificato con la demolizione di alcuni palazzi in favore dell'area archeologica, e fu costruito l'edificio razionalista (1936) della Biblioteca provinciale "A. Camillo de Meis".

## Trasporto
L'area del quartiere è attraversata dalla tratta dell'Autolinee "Gruppo La Panoramica", con fermate in Largo Cavallerizza, via Asinio Herio, salita G. Salvatore Pianell o discesa in via Madonna degli Angeli.